# Biserica de lemn Intrarea Maicii Domnului în Biserică din Julița

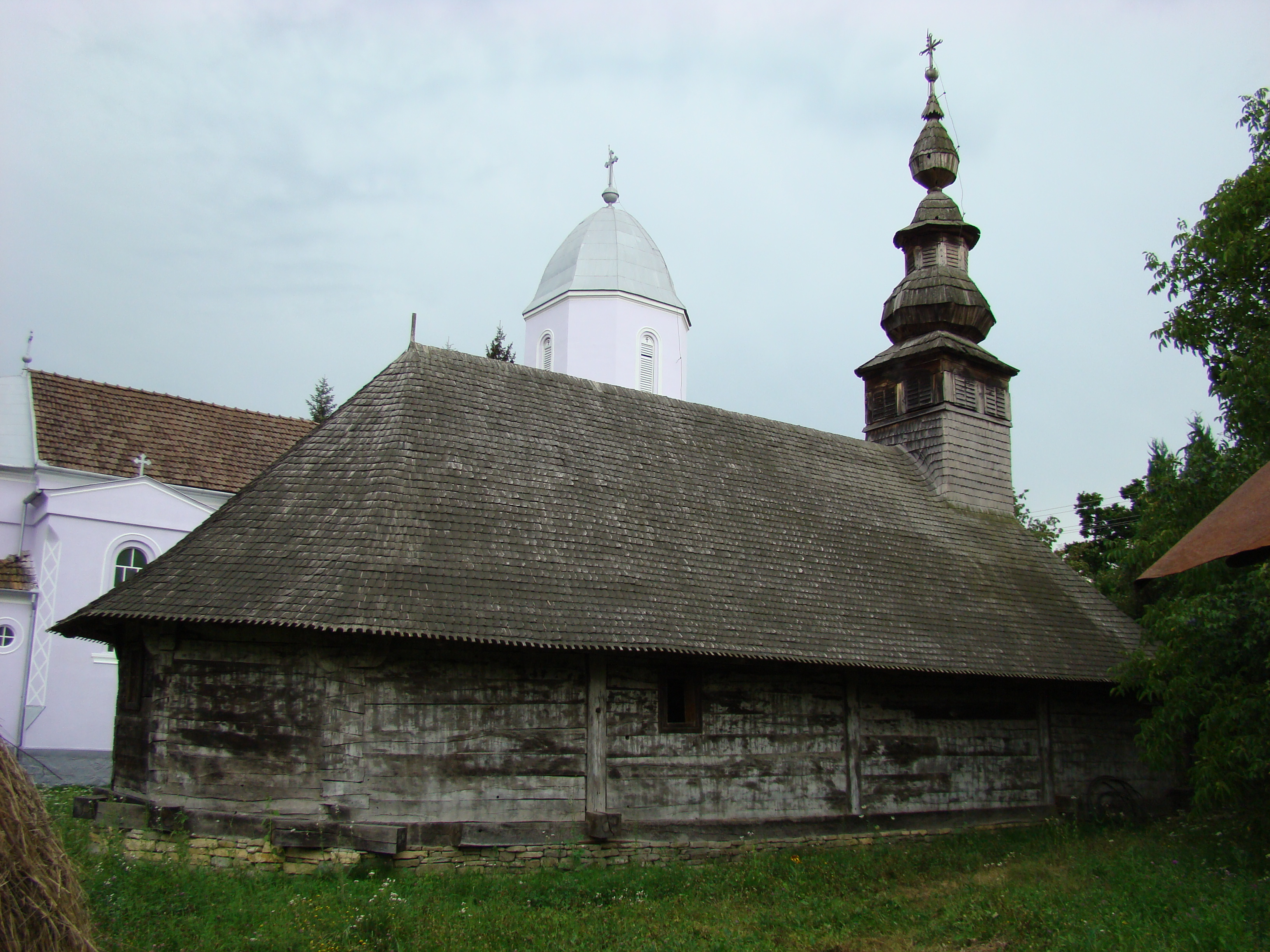
Biserica de lemn „Intrarea Maicii Domnului în Biserică” din Juliţa, comuna Vărădia de Mureş, județul Arad, foto: august 2009.

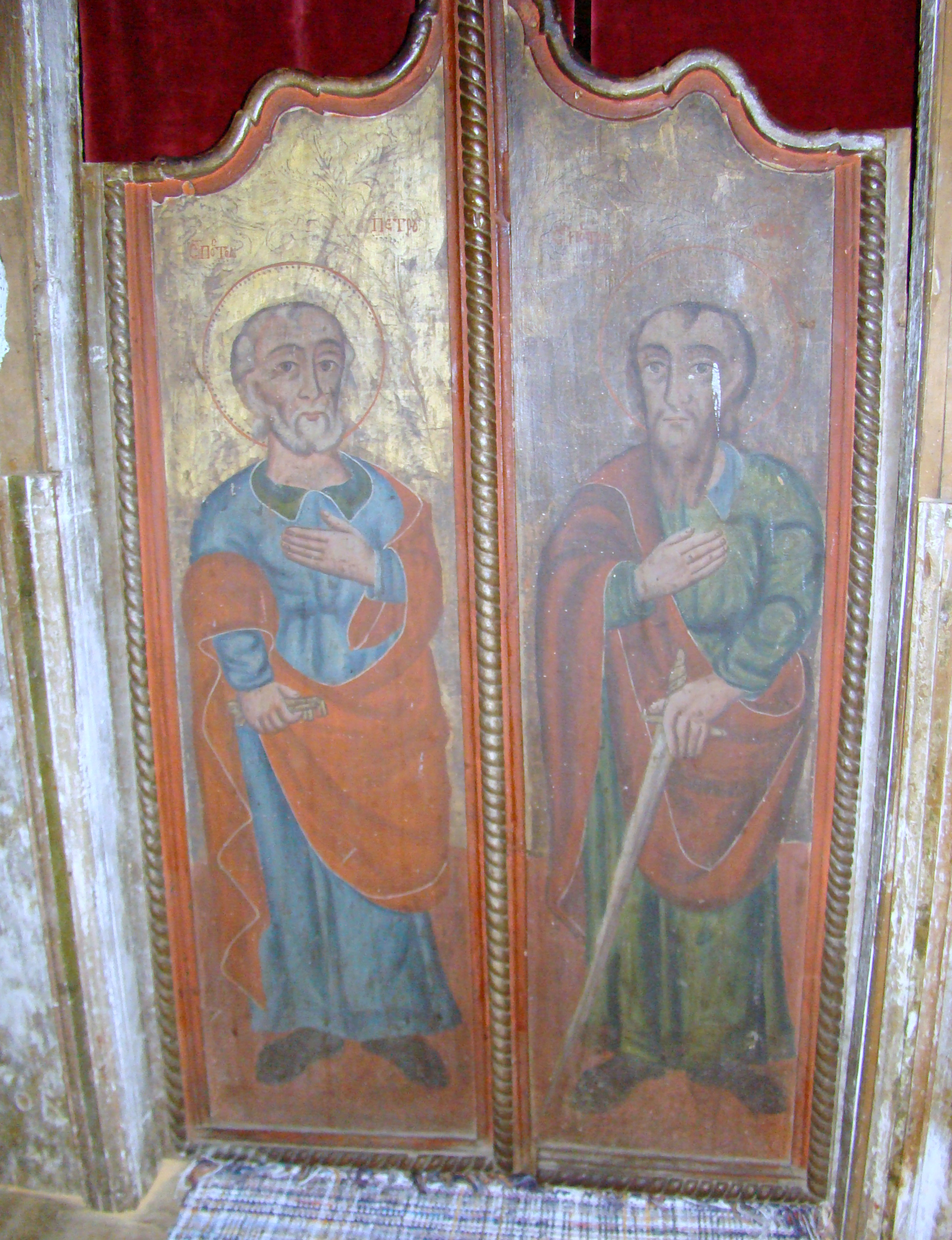

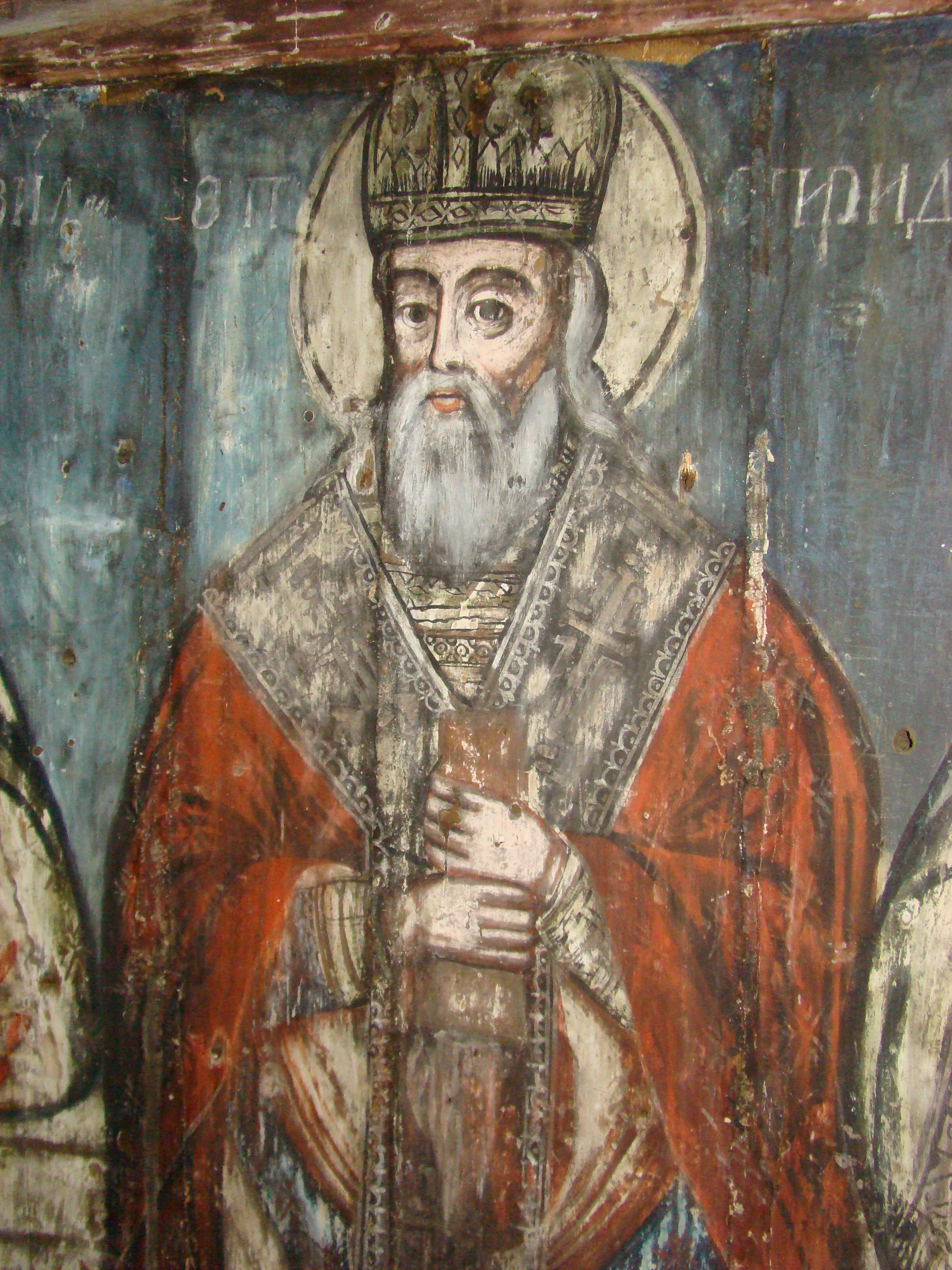

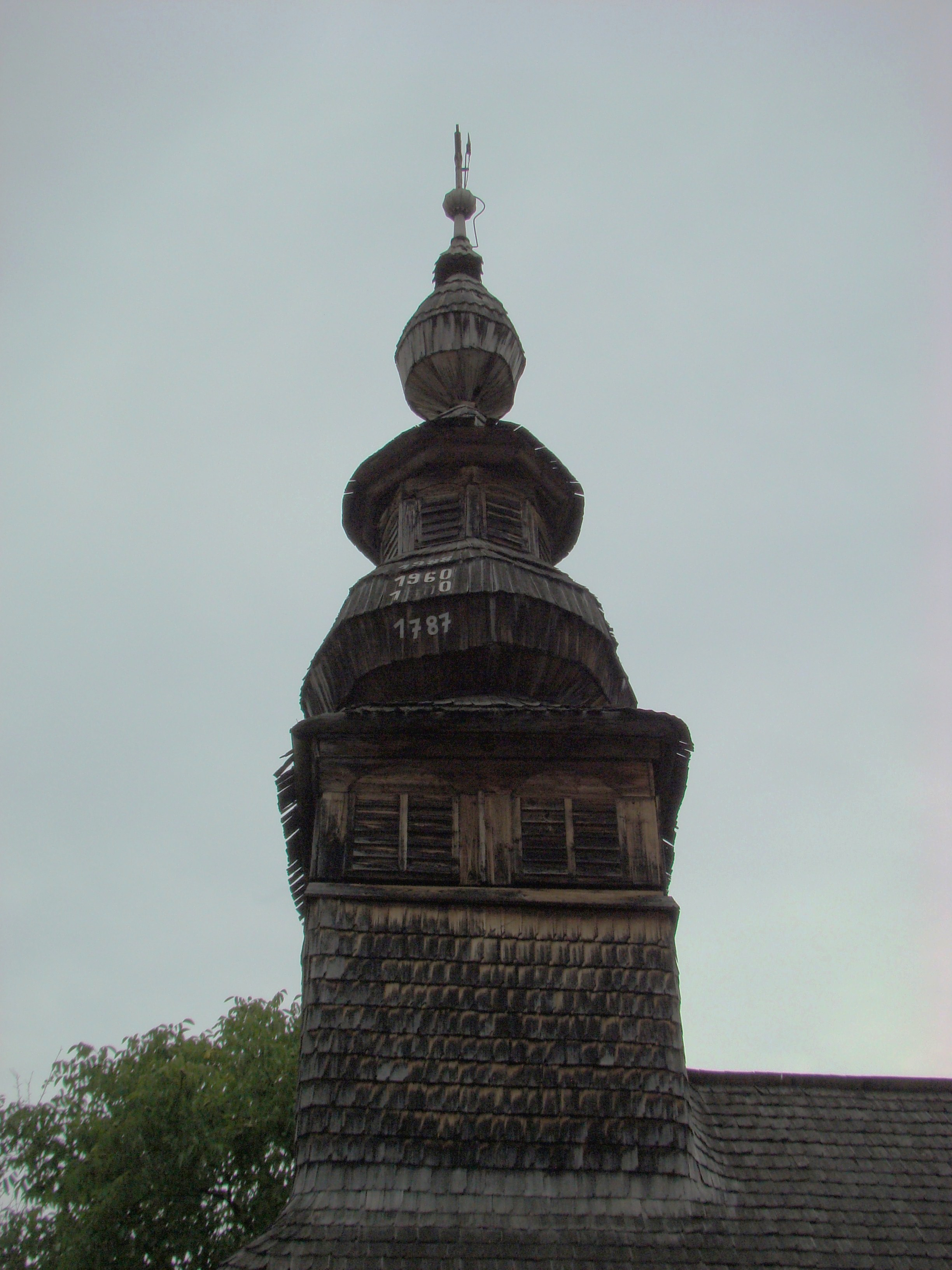

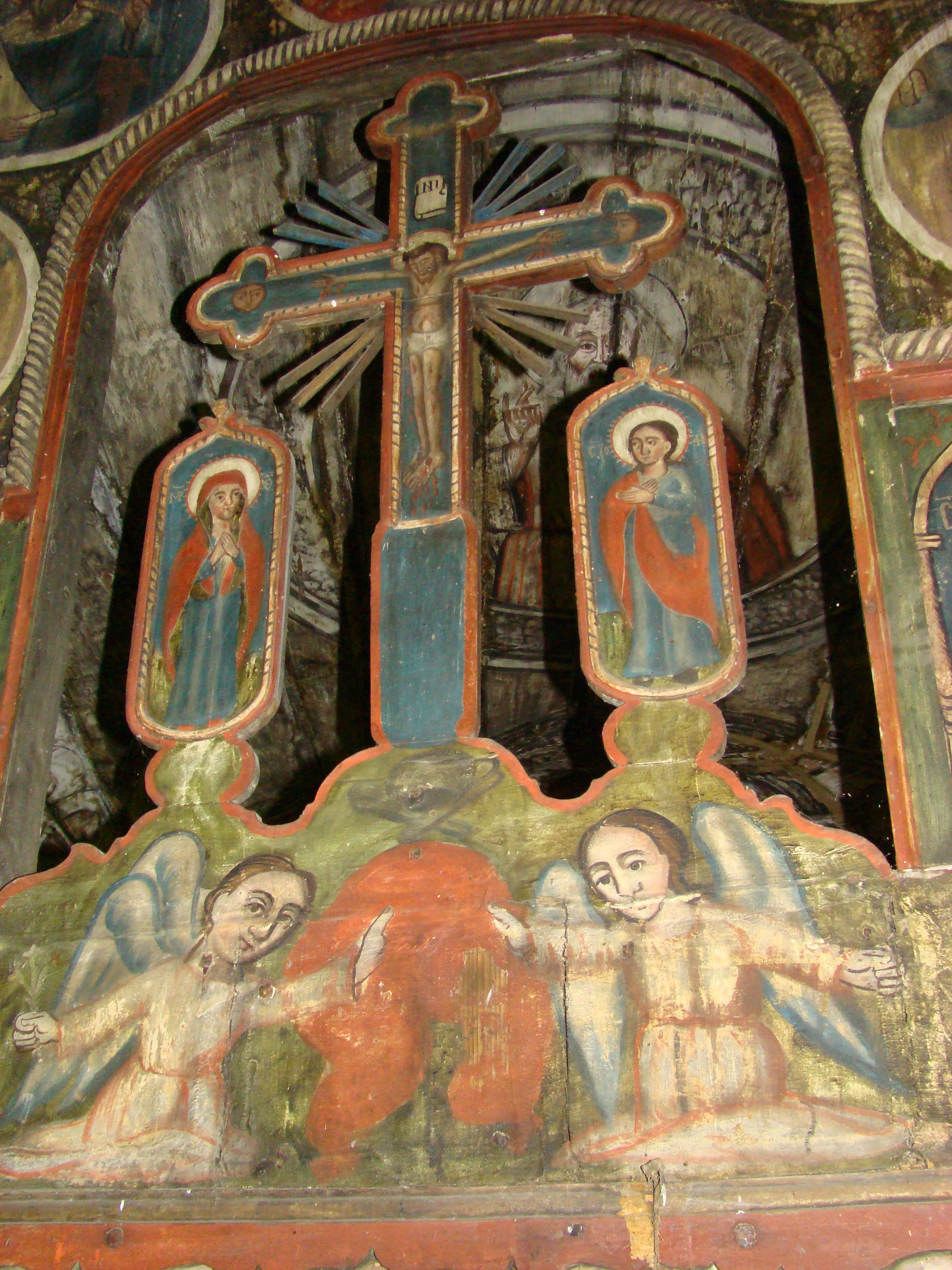

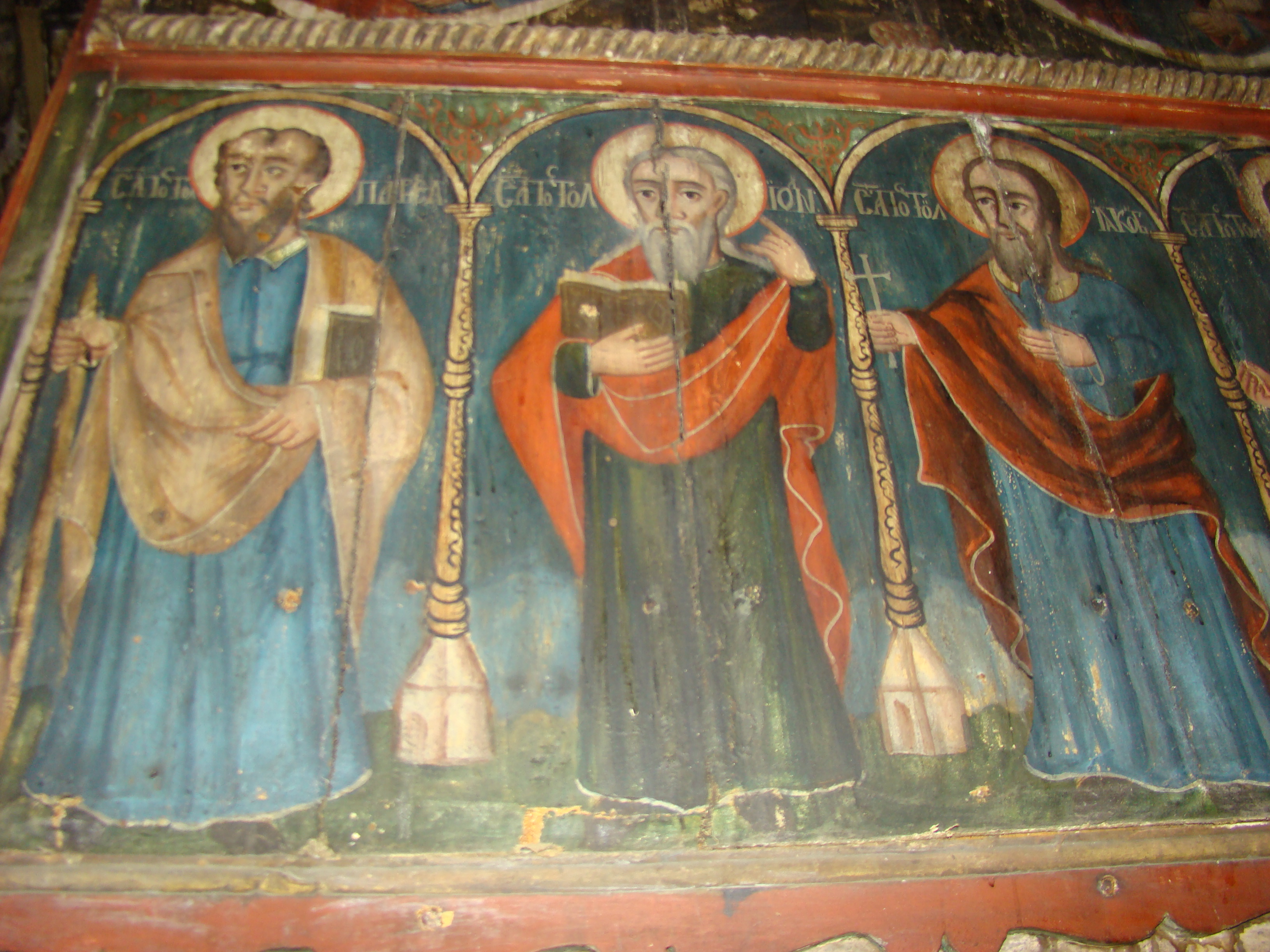

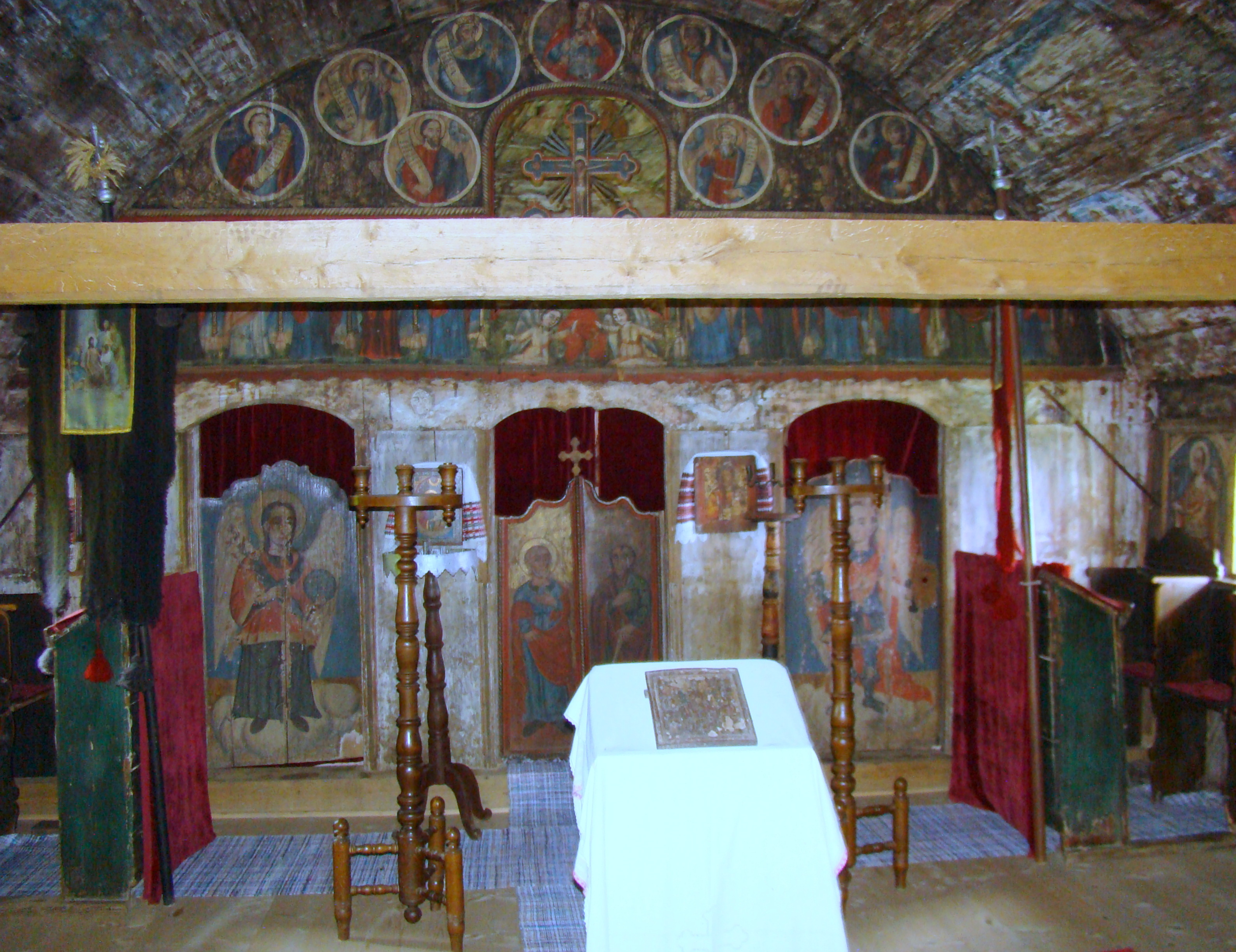

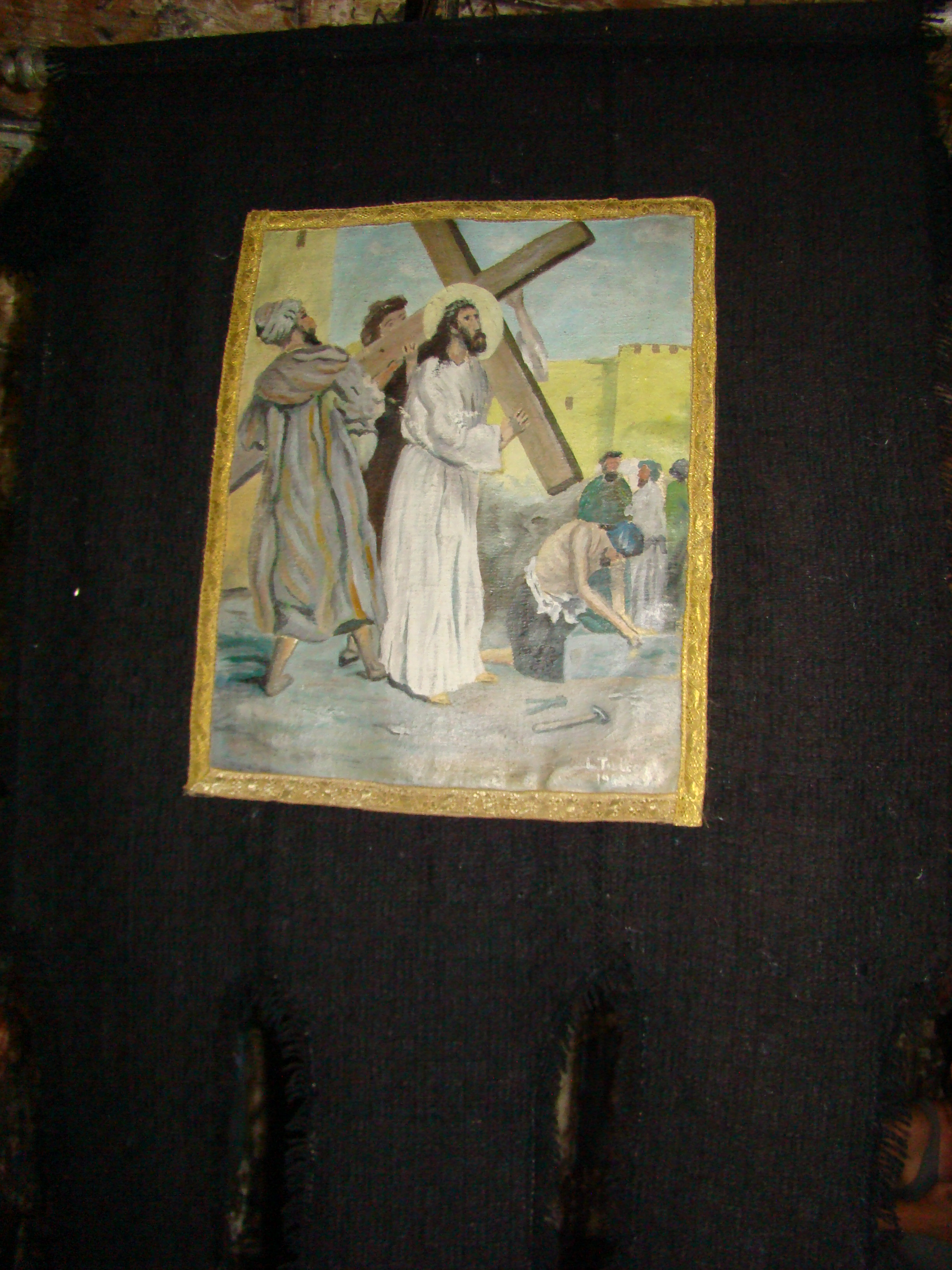

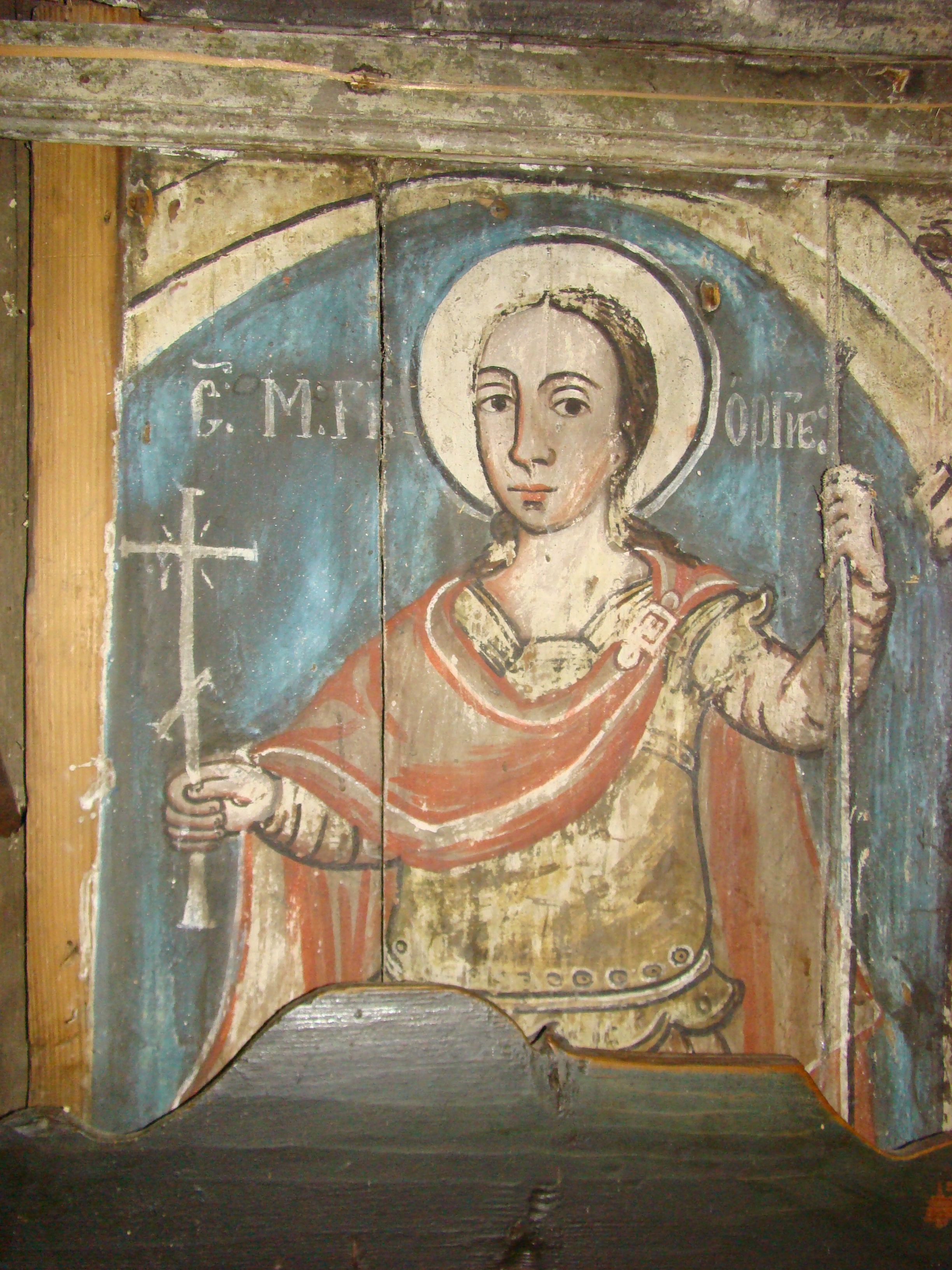

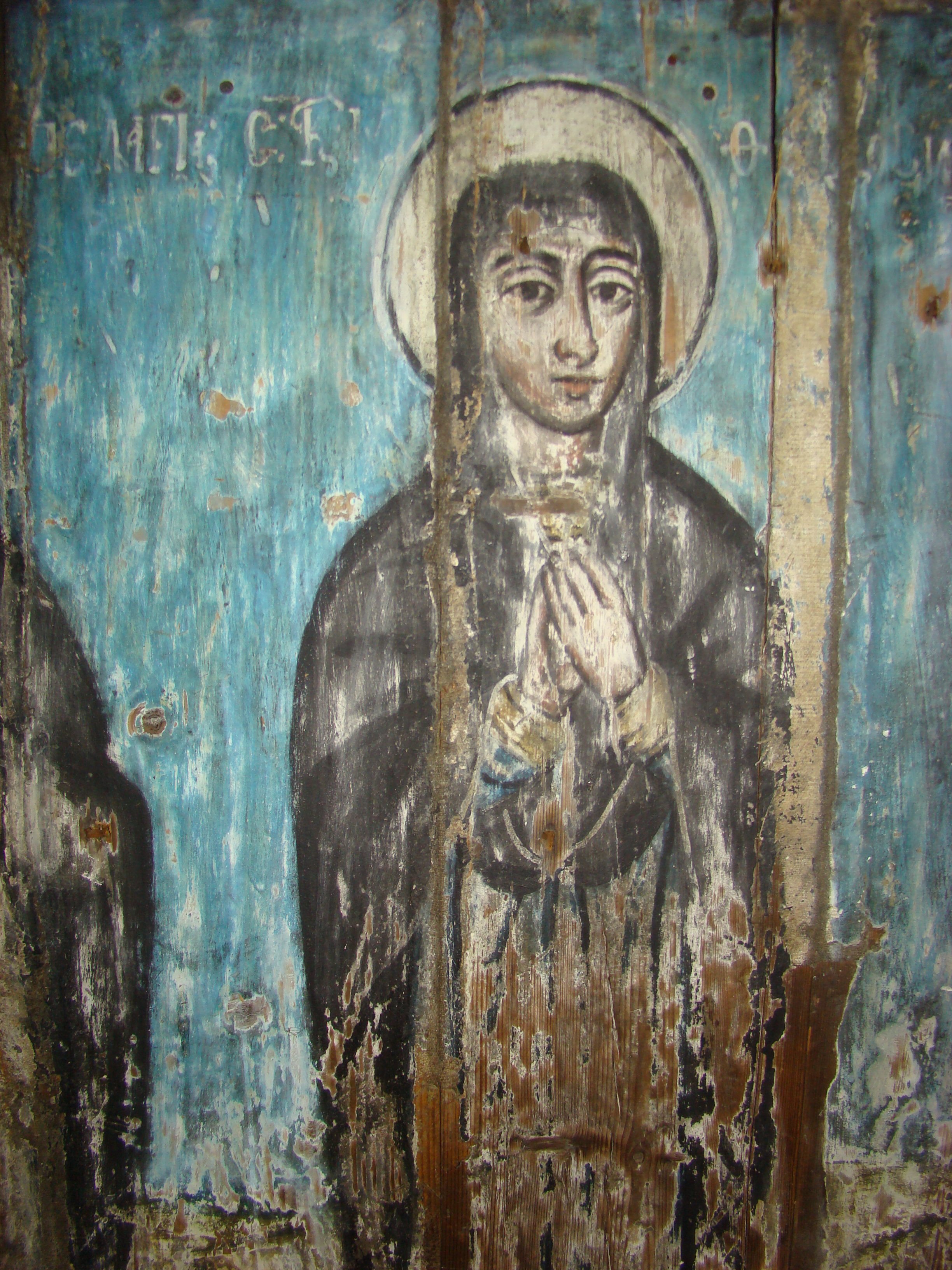

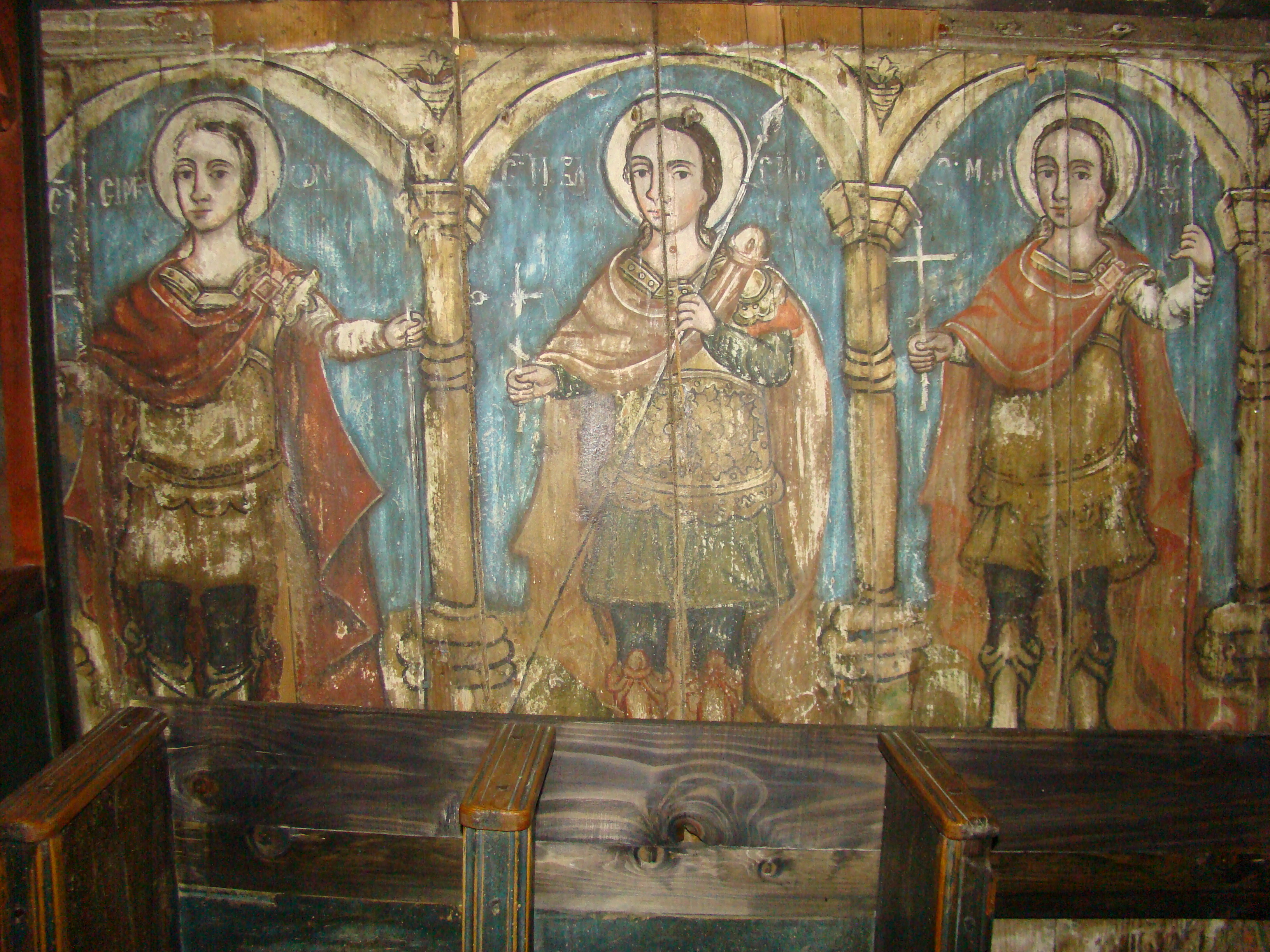

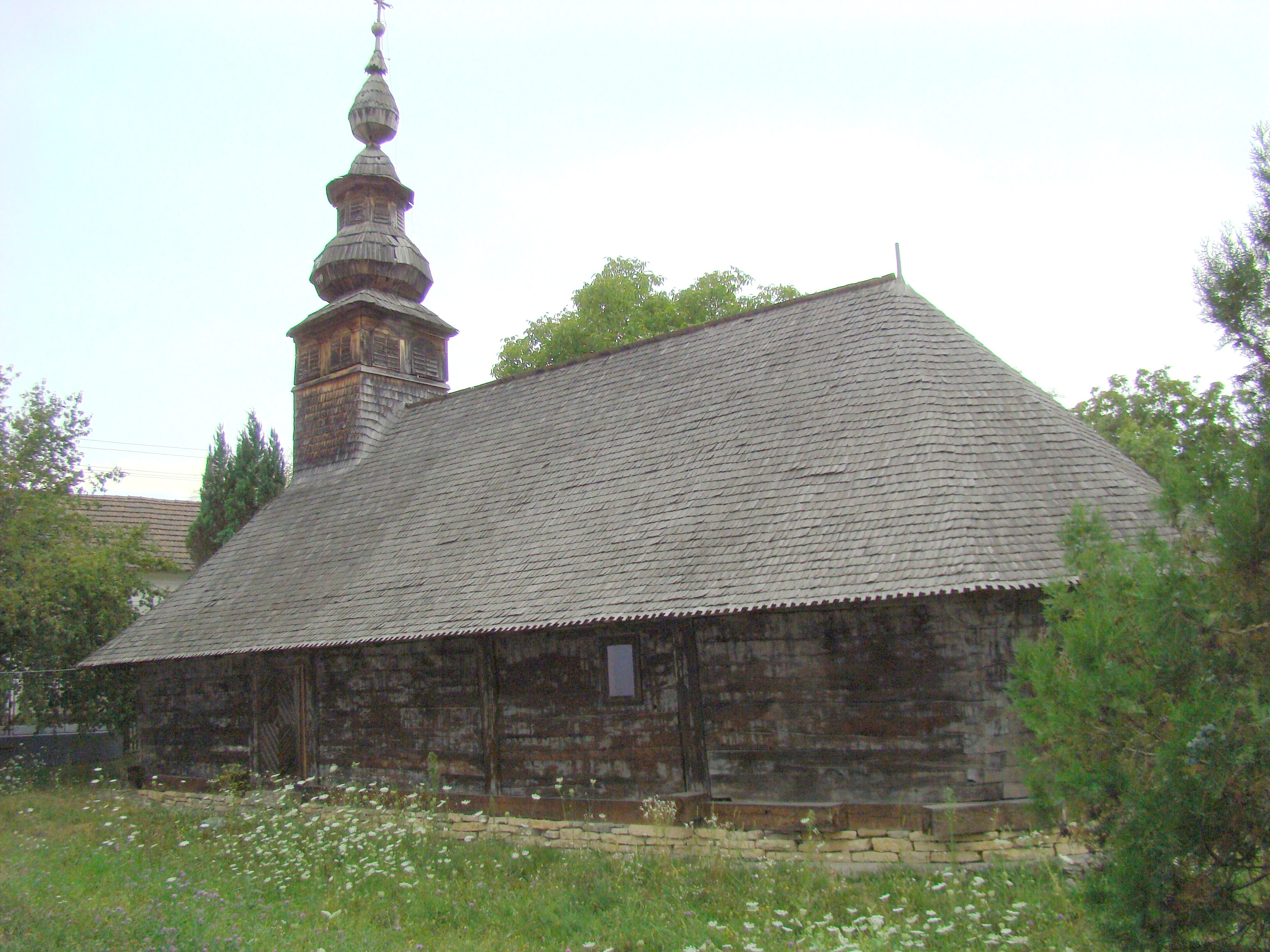

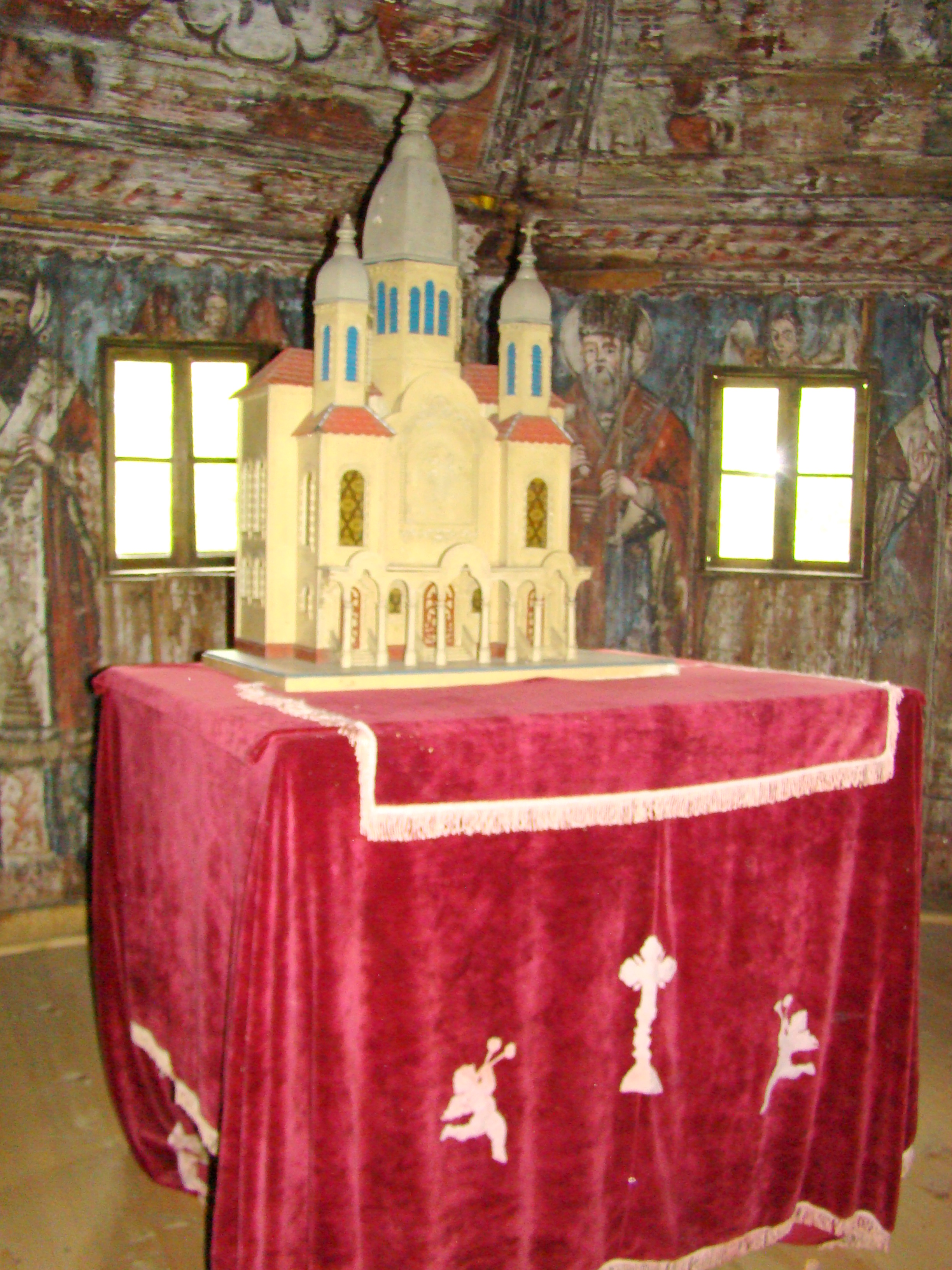

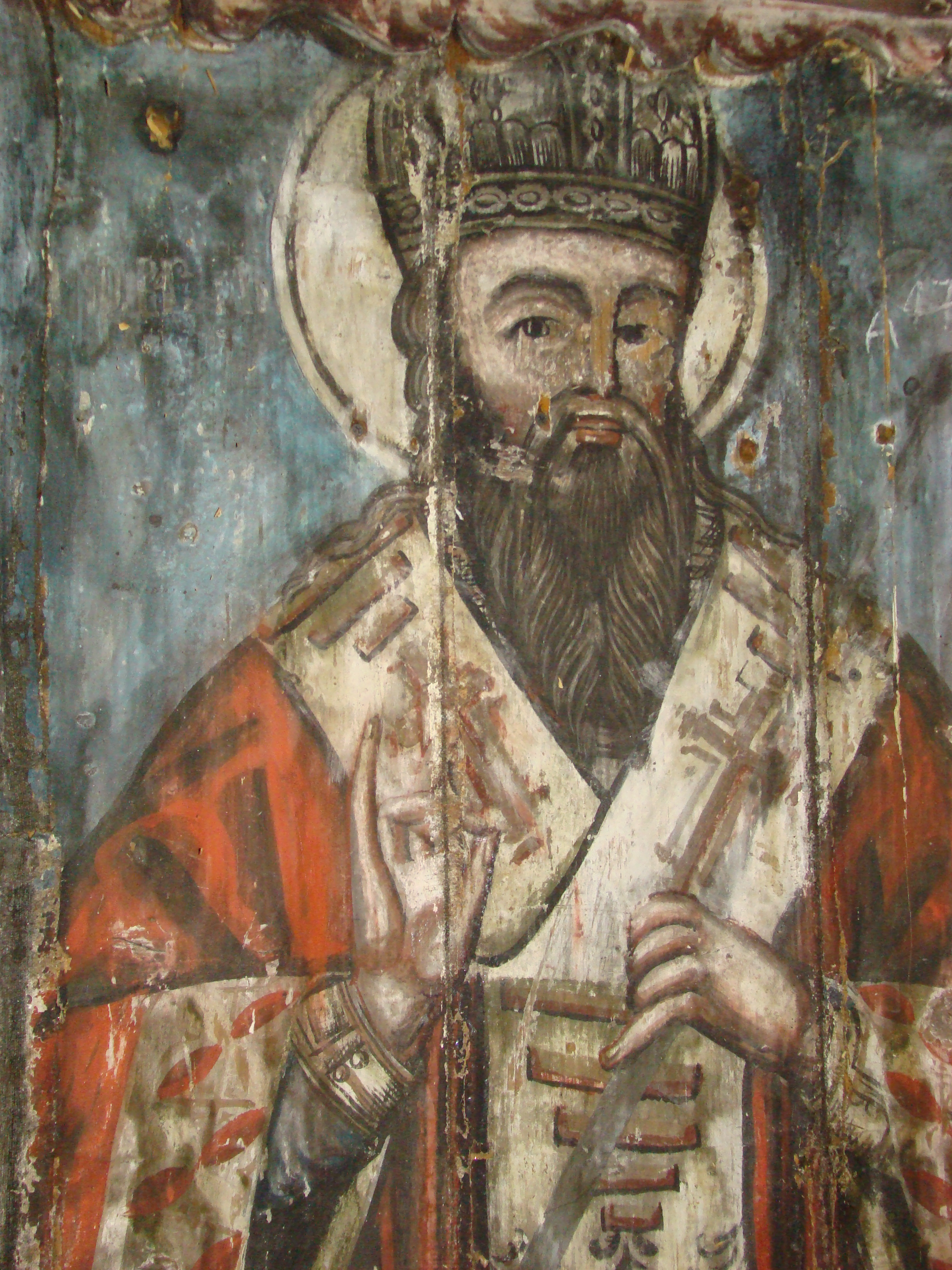

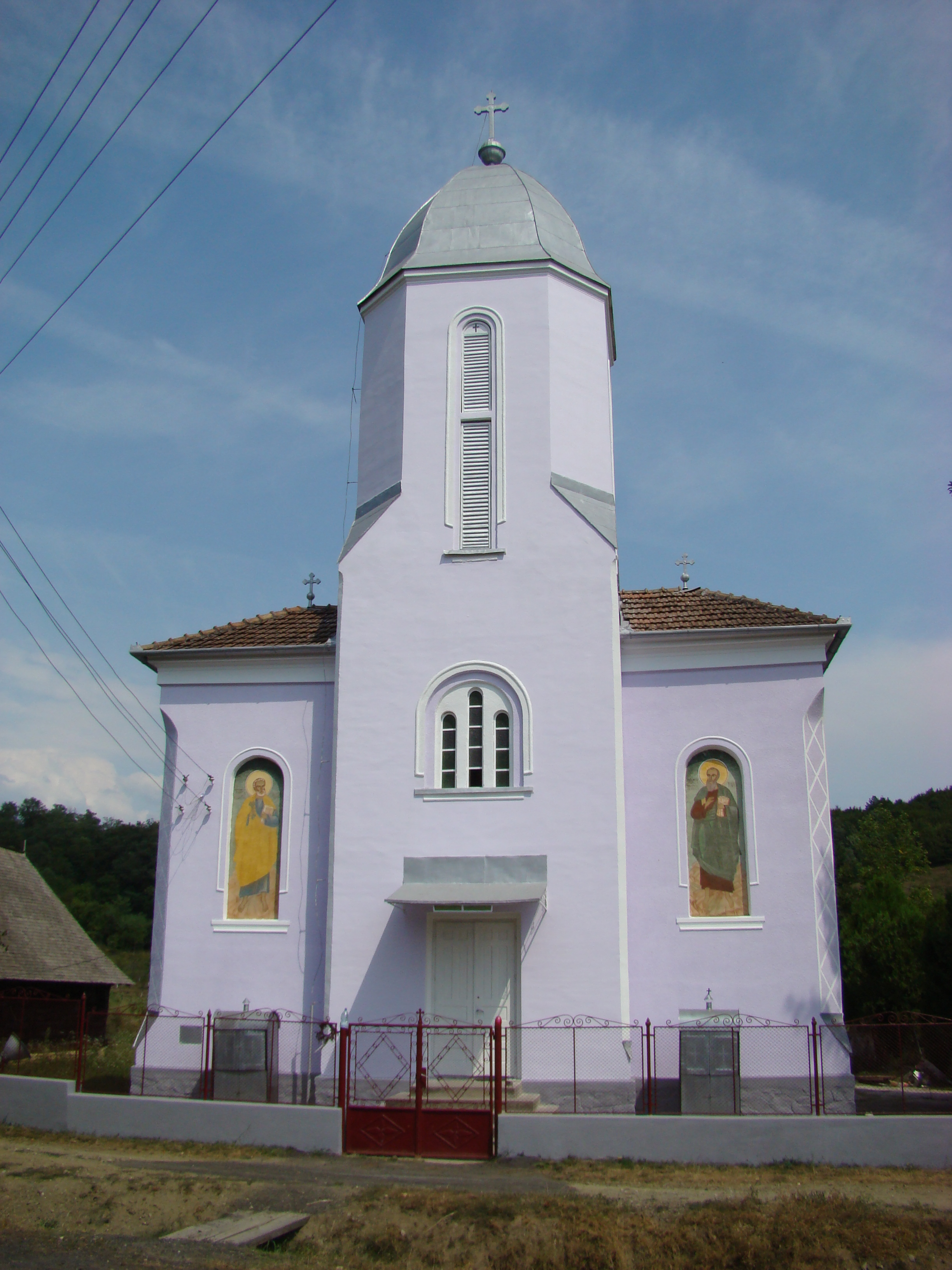
Biserica nouă, construită alături de cea veche, în 1976, având hramul „Pogorârea Sfântului Duh”

Biserica de lemn din Julița, comuna Vărădia de Mureș, județul Arad a fost ctitorită în 1787. Are hramul „Intrarea Maicii Domnului în Biserică”. Figurează pe lista monumentelor istorice, cod LMI AR-II-m-A-00615.

## Istoric și trăsături
Biserica ortodoxă română cu hramul „Intrarea Maicii Domnului în Biserică” din parohia Julița, protopopiatul Lipova, eparhia Aradului, a fost zidită în anul 1787. După tradiție, au mai existat în localitate încă două biserici despre a căror demolare nu se știe nimic. Biserica de lemn este situată lângă biserica nouă din centrul satului; are o vechime de peste 200 ani și a fost strămutată in acest loc pe la 1800. Ctitorii bisericii au fost credincioșii parohiei. După tradiție, lucrarea a fost executată de meșteri localnici. Este construită din lemn în stilul vechilor biserici de lemn din Transilvania. Turnul este construit din lemn și scânduri, acoperit cu țiglă profilată. După restaurarea din 1988, biserica este acoperită cu șindrilă. Pictura în ulei, pe scânduri, este efectuată în anul 1813, împreună cu zugrăveala și decorurile, de către trei meșteri: Simon Salaghi de Brad, Nichifor Nandrolias și Nicolae Coler zugravu din Lupșa Mare. Pictura acoperă atât zidurile interioare cât și bolta bisericii și iconostasul. Scenele biblice sunt redate cu mult talent, folosindu-se o gamă bine aleasă de culori. Iconostasul e din lemn, decorat și pictat de aceiași meșteri împreună cu tronul arhieresc. Costul lucrărilor nu se cunoaște. Pardoseala bisericii este din lemn. Restaurări interioare nu s-au făcut. Restaurările exterioare au schimbat forma originală a clădirii, cum ar fi spre exemplu schimbarea în anul 1900 a șindrilei cu țiglă, precum și tencuirea bisericii cu mortar pe trestie. Alte reparații s-au făcut în anii 1912, 1936 și 1960. În anul 1988 s-a făcut restaurarea exterioară totală, îndepărtându-se tot lemnul putred, înlocuindu-se țigla cu șindrilă, iar turnul făcându-se tot nou, de asemenea s-au schimbat și ușile. S-a urmărit să nu se schimbe nimic în ceea ce privește arhitectura, ci să se revină la forma originală. 
Cărțile vechi de ritual „Chiriacodromion” tipărit la Bălgrad (Alba Iulia) în 1629, Ceaslovul lui Antim Ivireanul tipărit la Târgoviște în anul 1815, „Ohtoih” din 1720, Evanghelia din 1723, precum și icoanele vechi din patrimoniul mobil al bisericii au fost predate la muzeu. Biserica are un clopot turnat în anul 1811 la Timișoara. Celelalte clopote vechi, rechiziționate în timpul primului război mondial, au fost înlocuite cu altele în 1930. În anul 1976 a fost construită o biserică nouă de zid cu hramul "Pogorârea Sfântului Duh".

## Imagini din interior

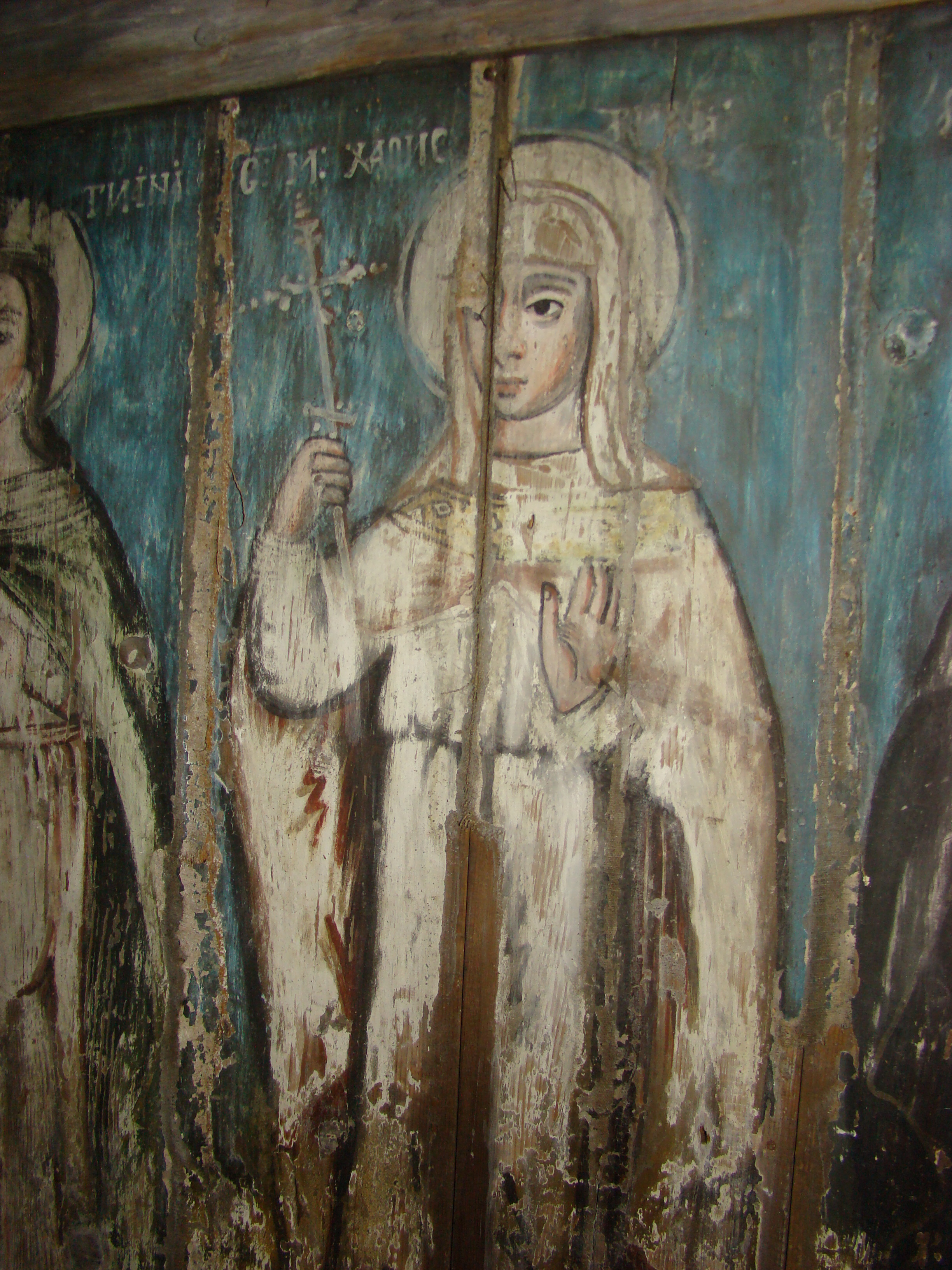
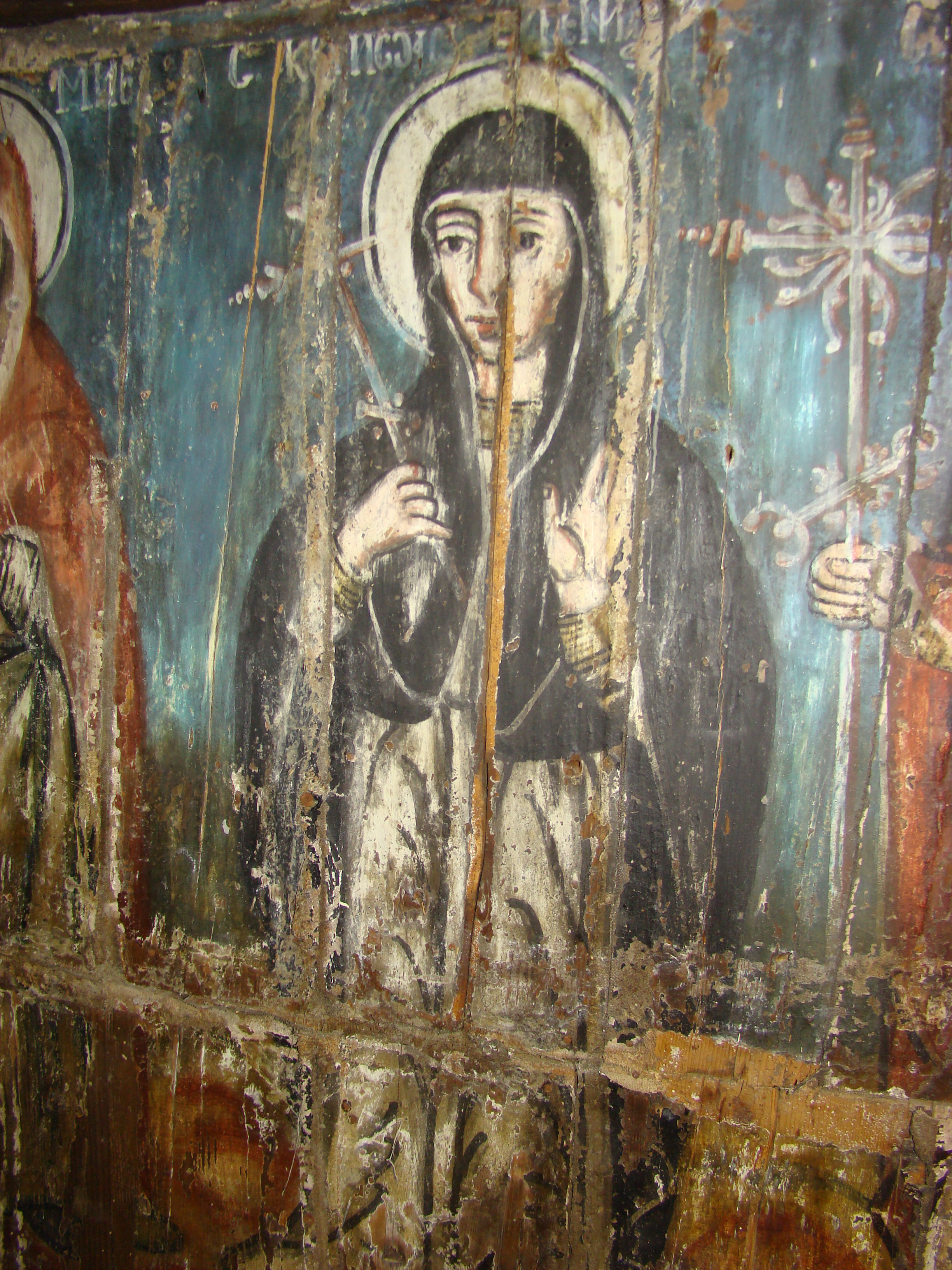
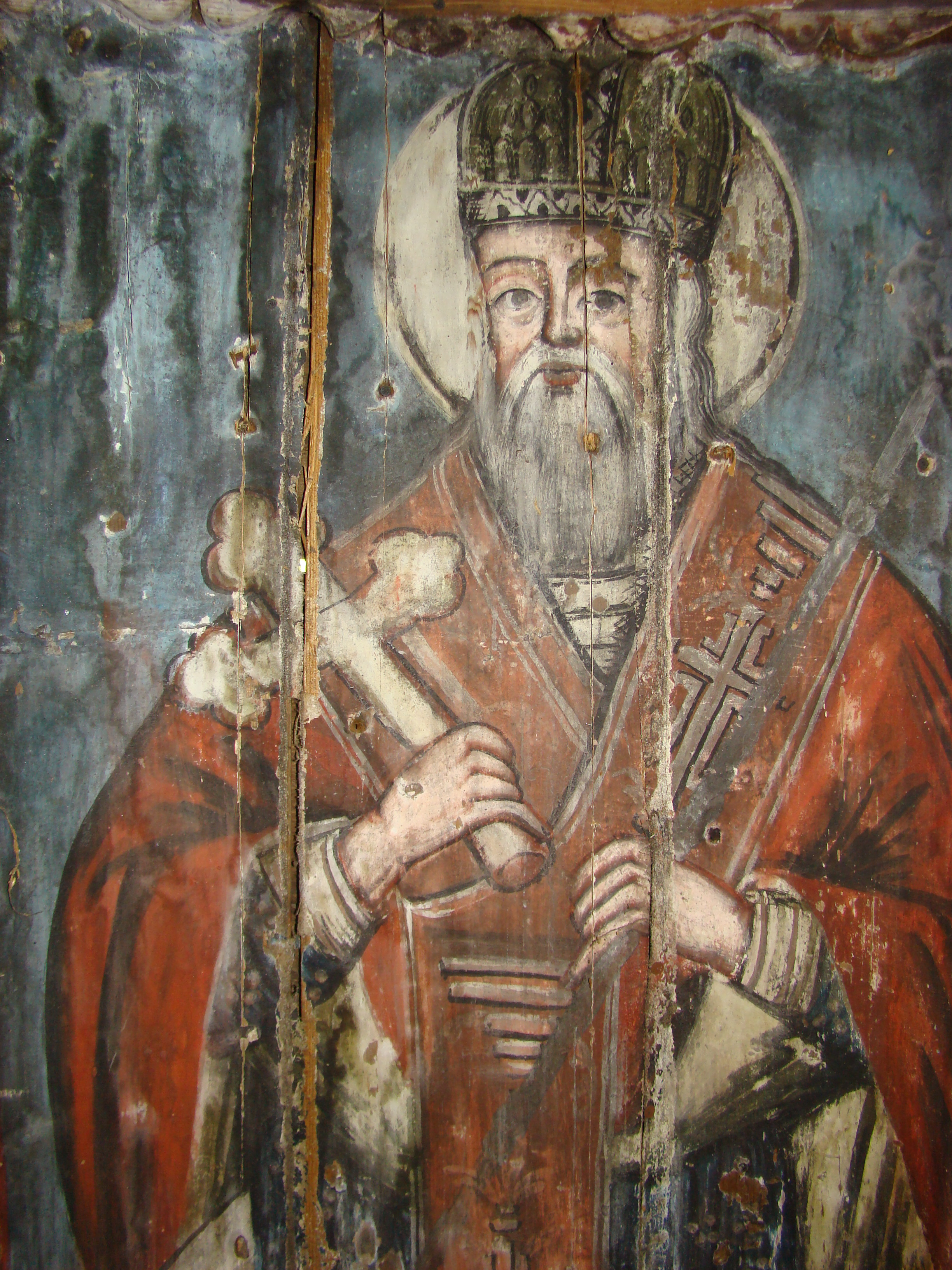
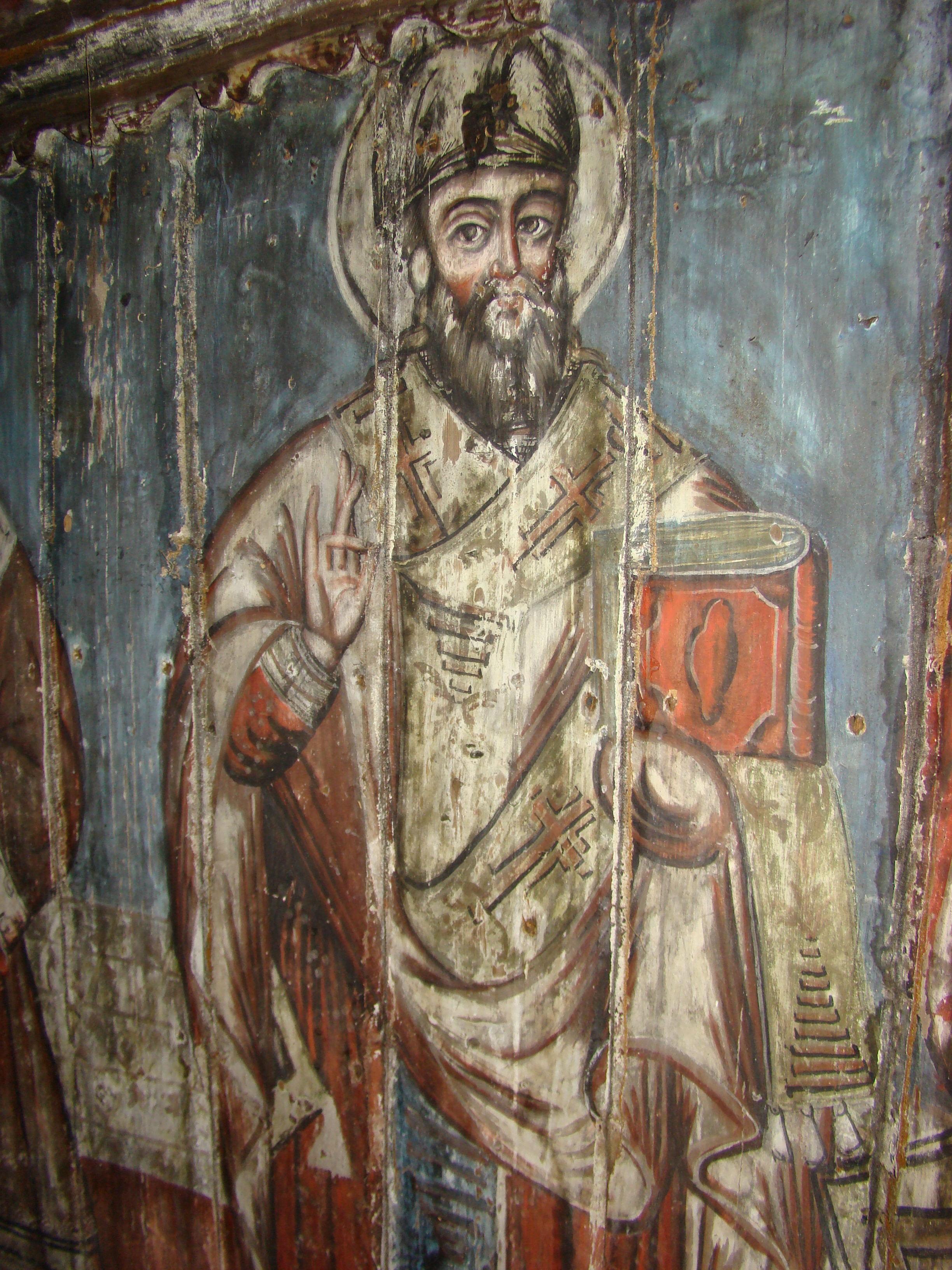
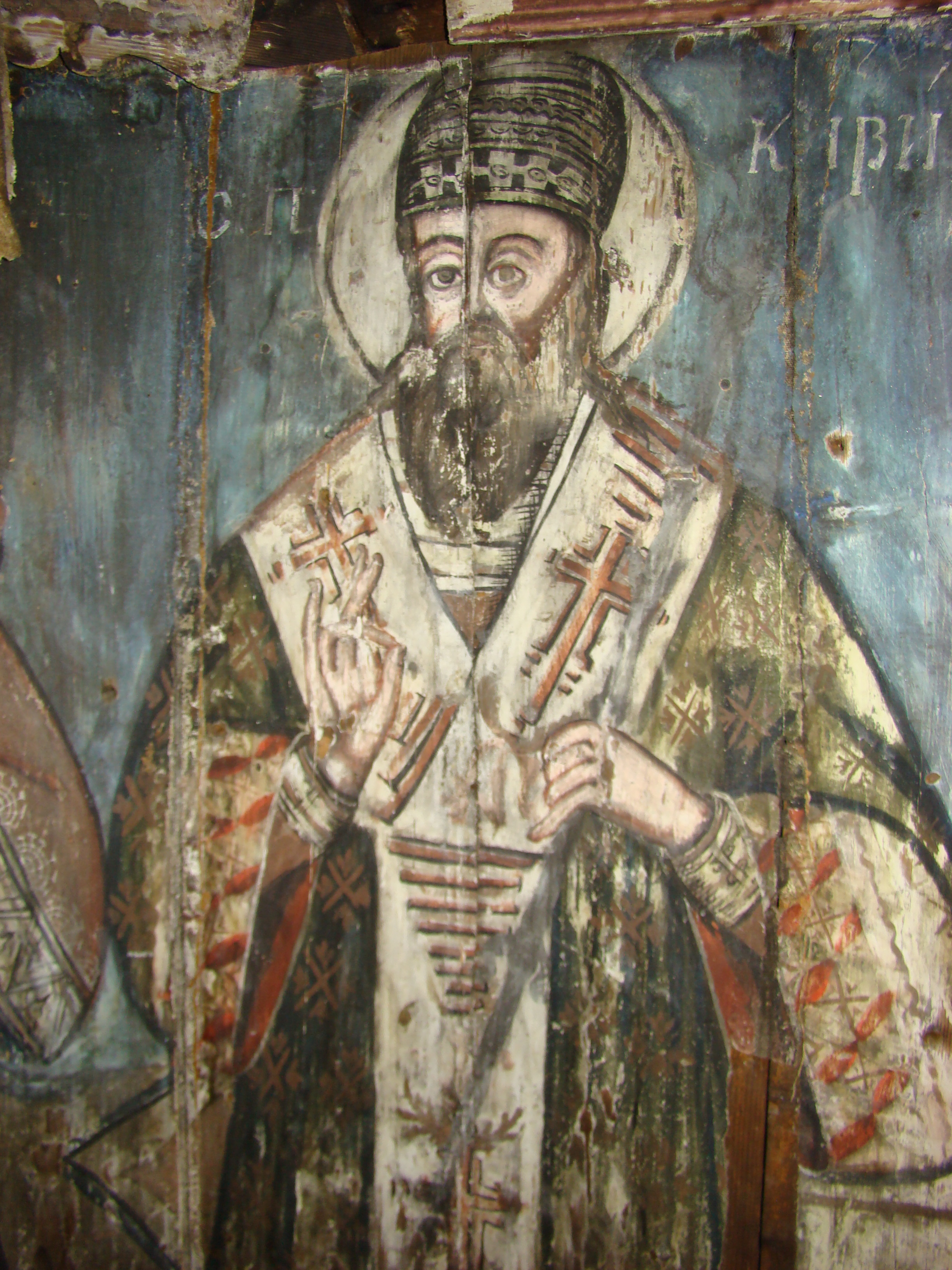
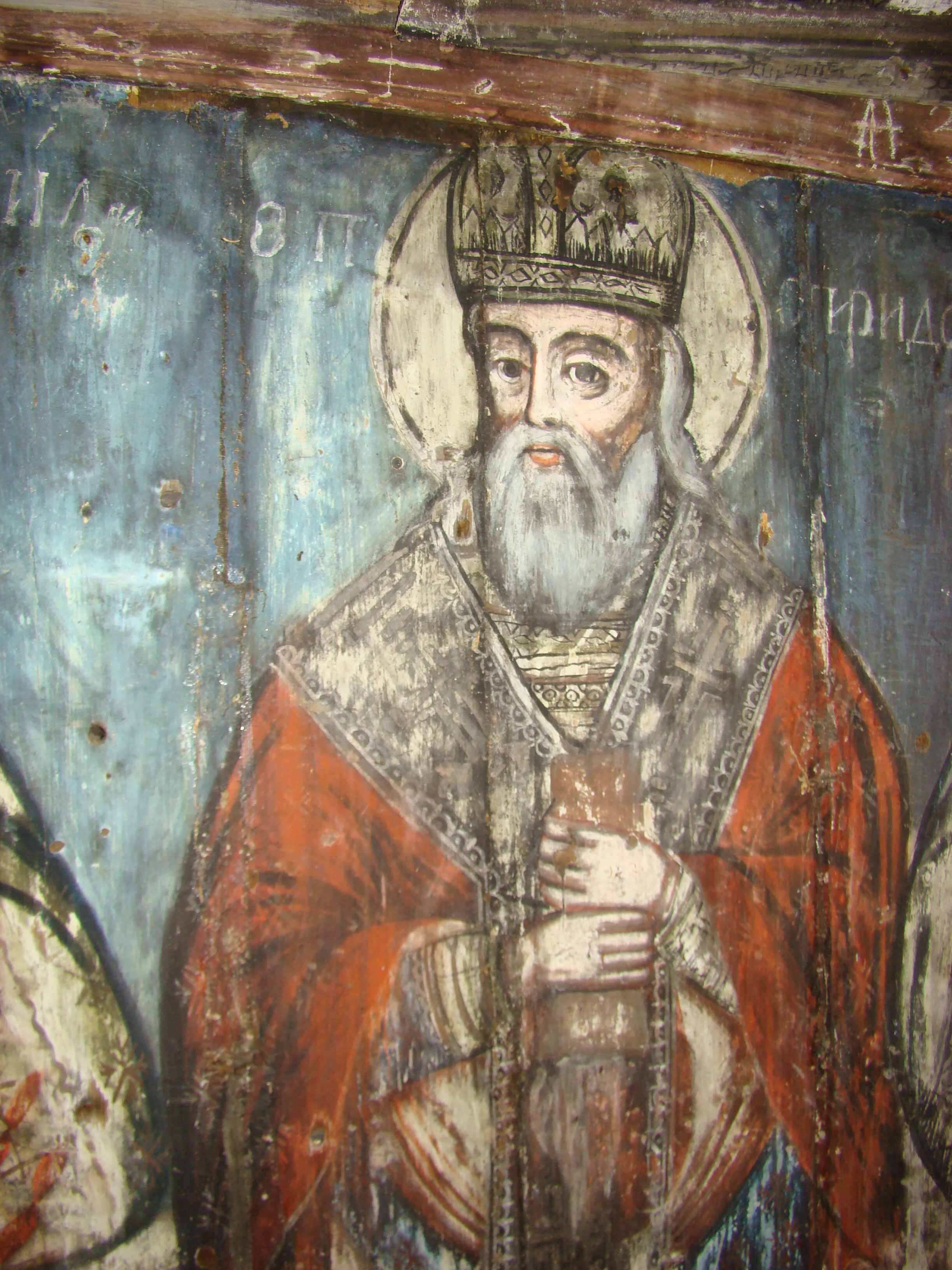
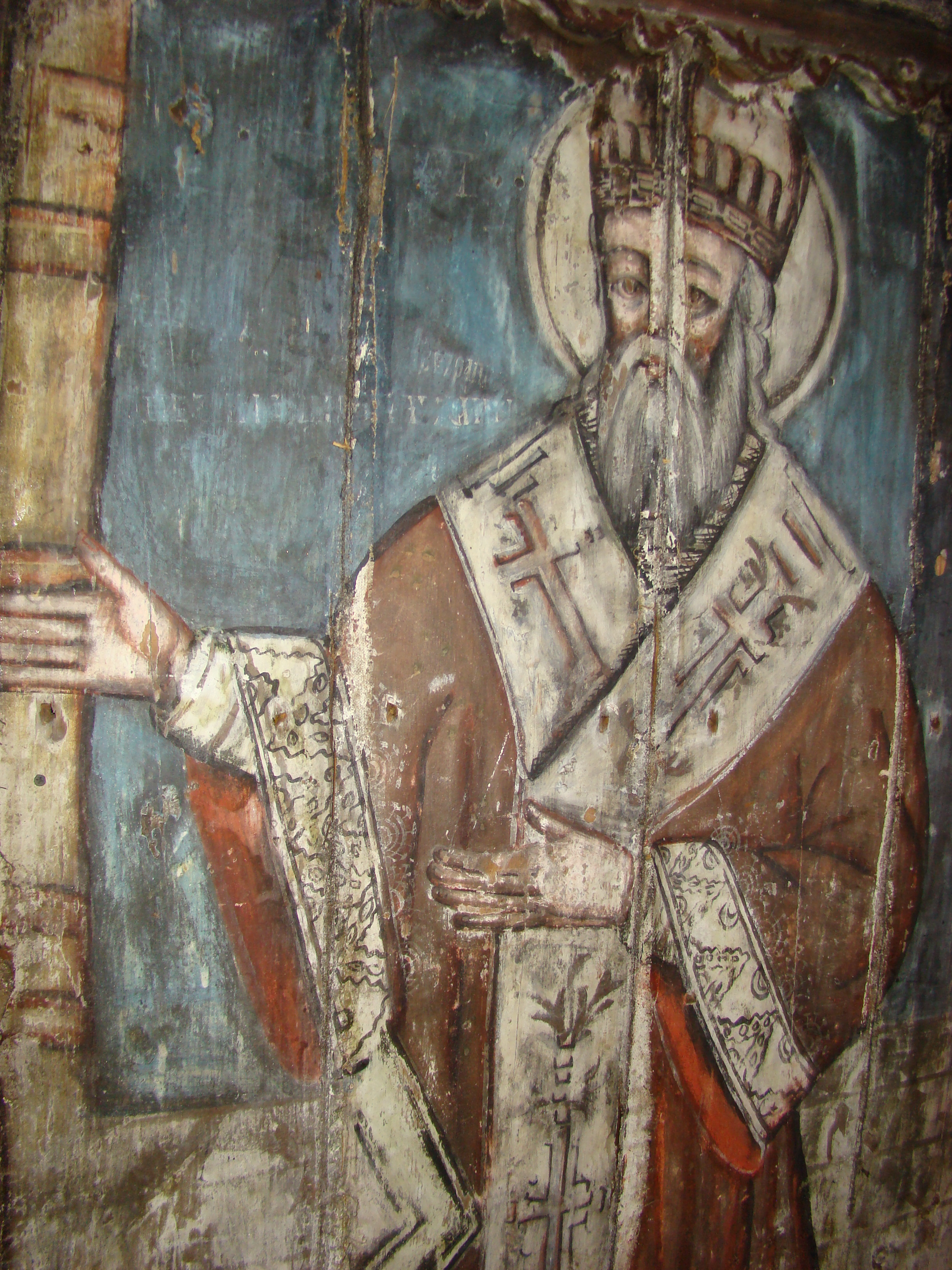
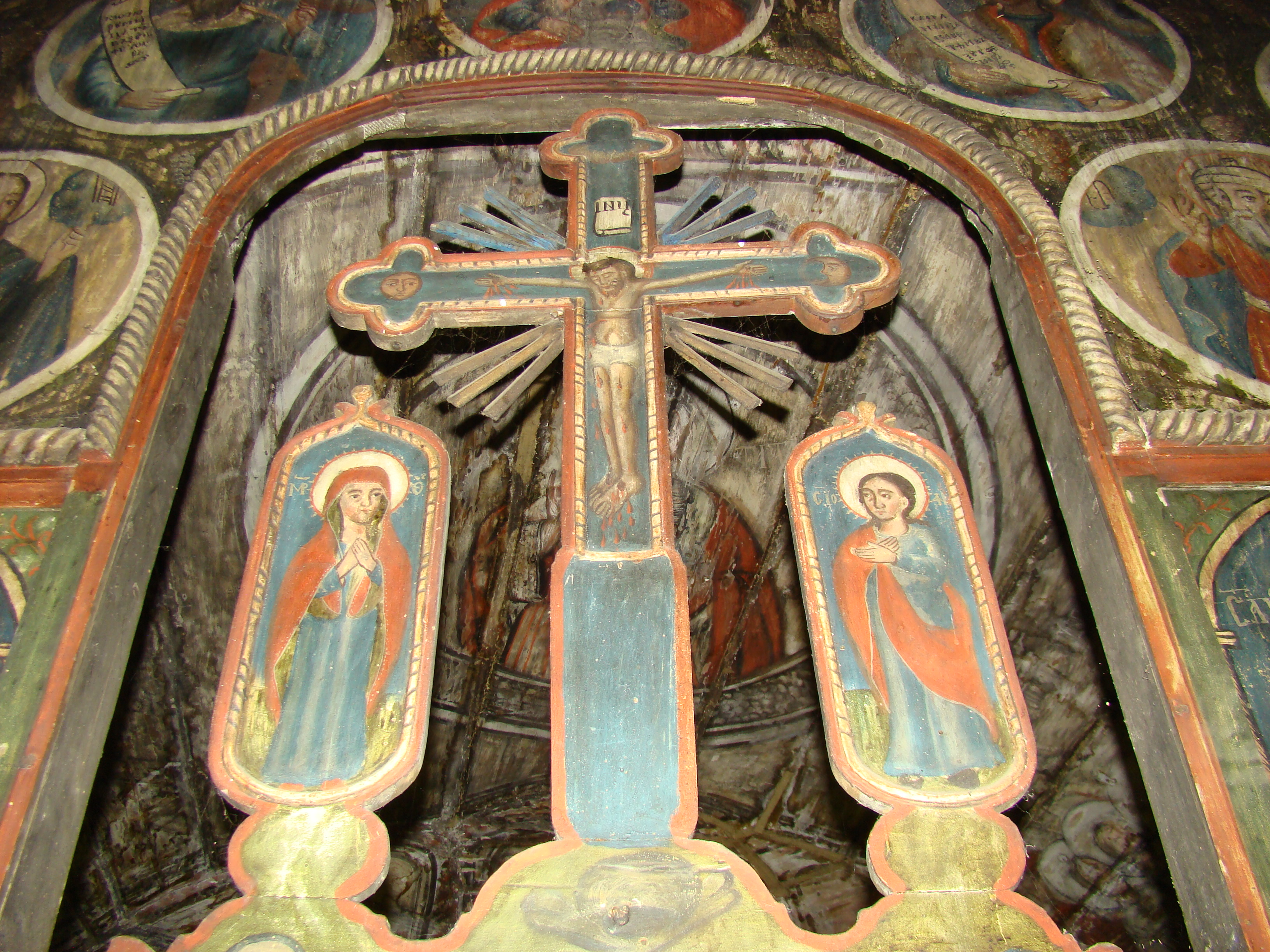
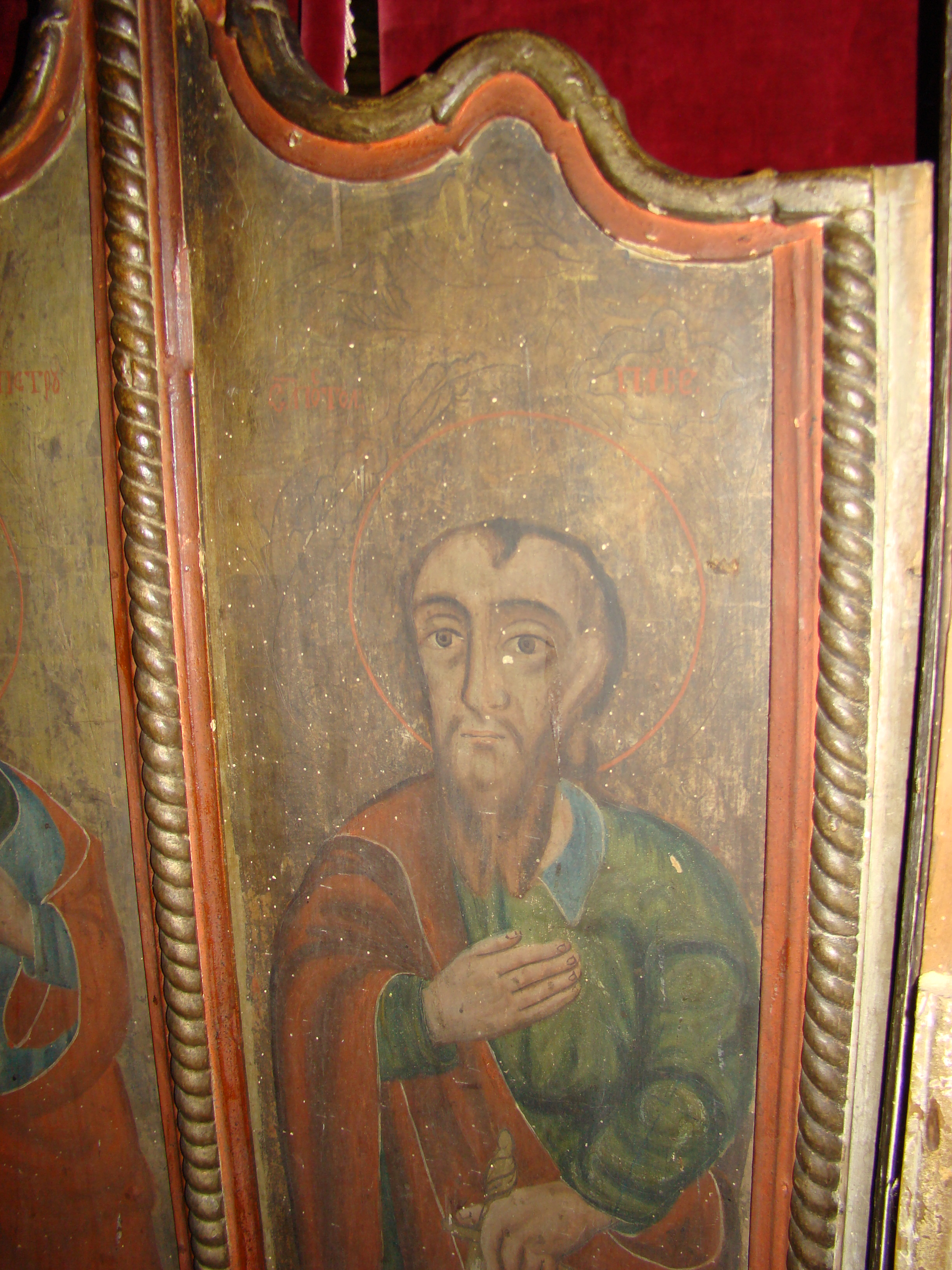
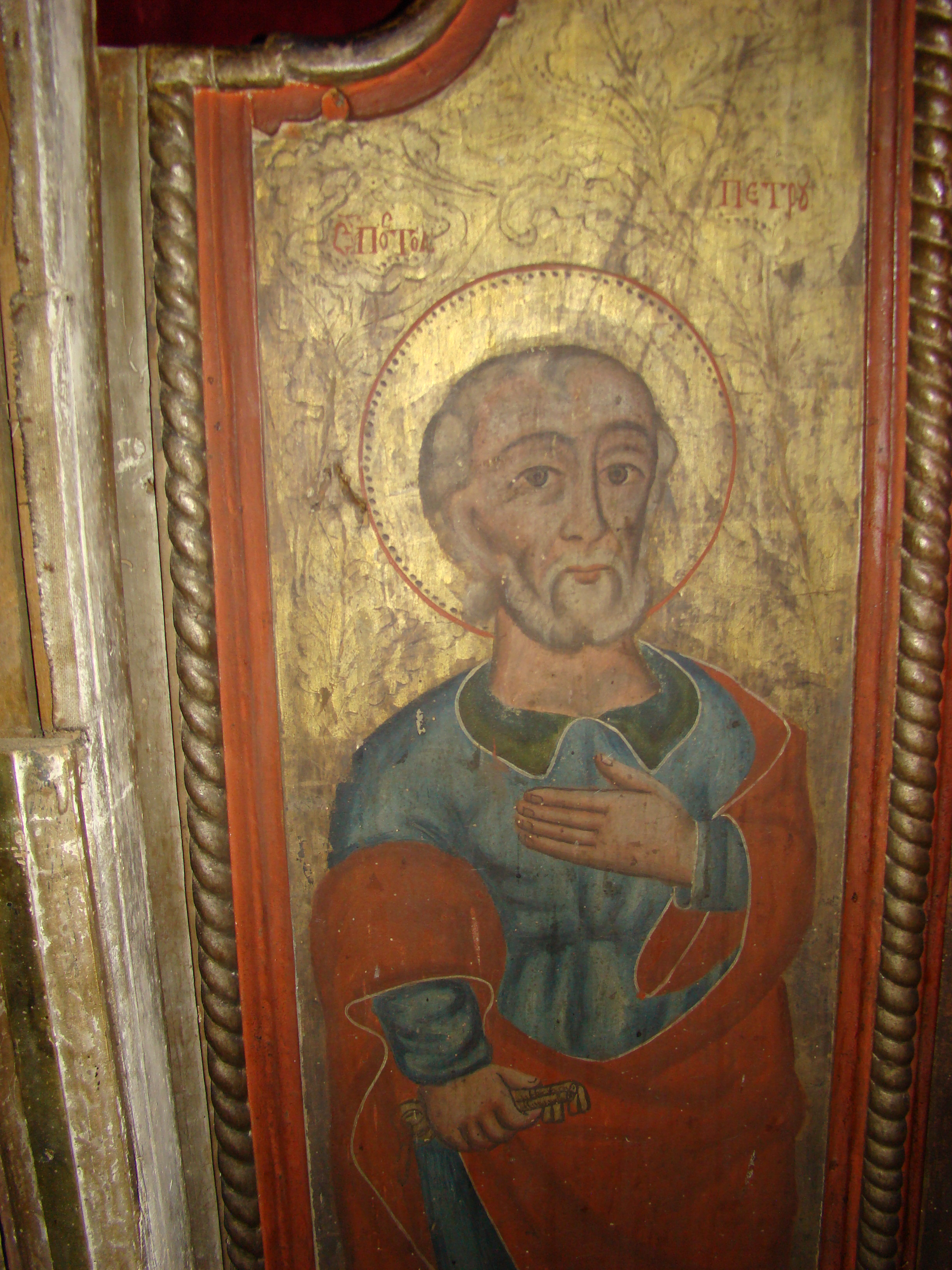
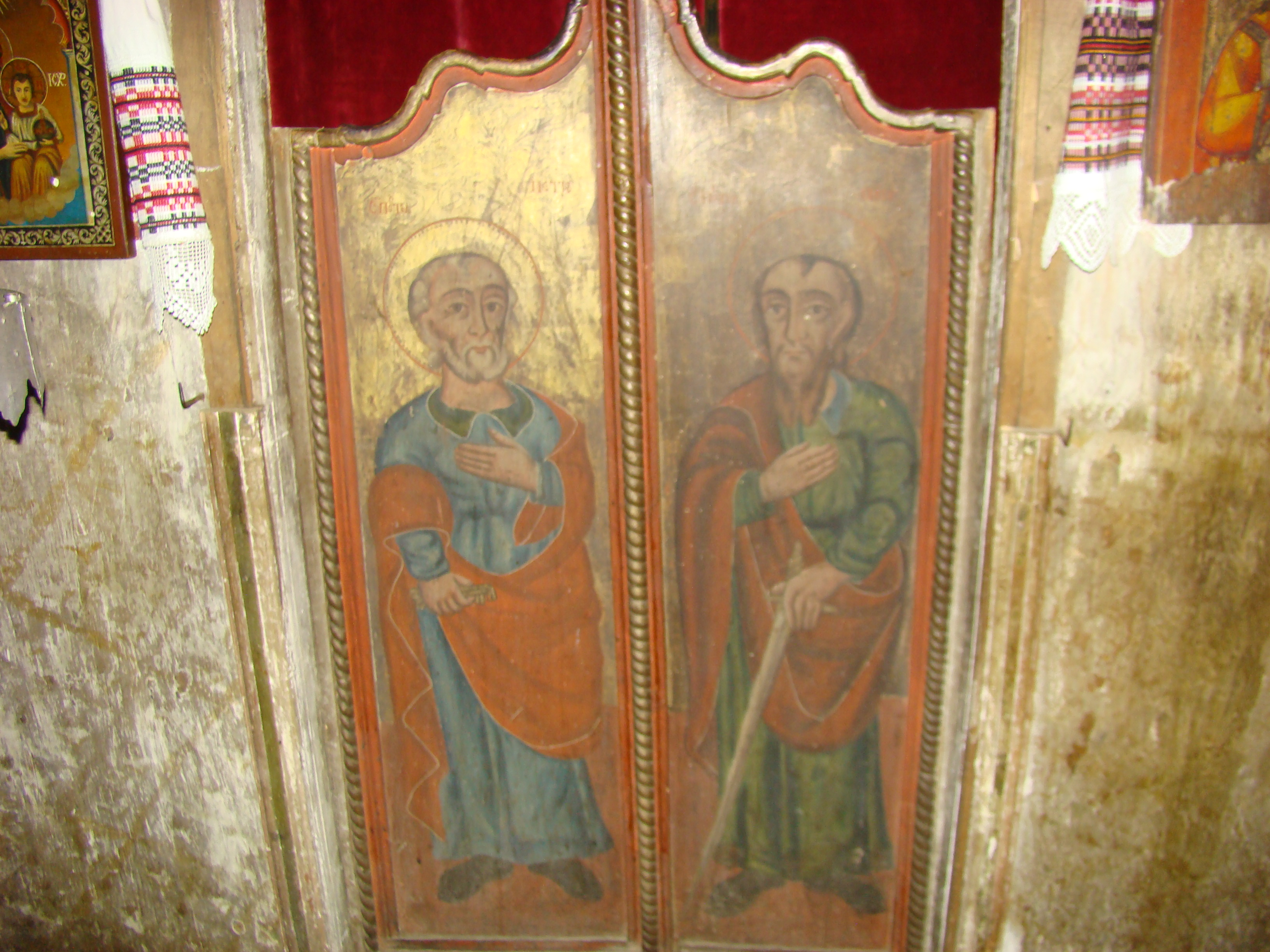
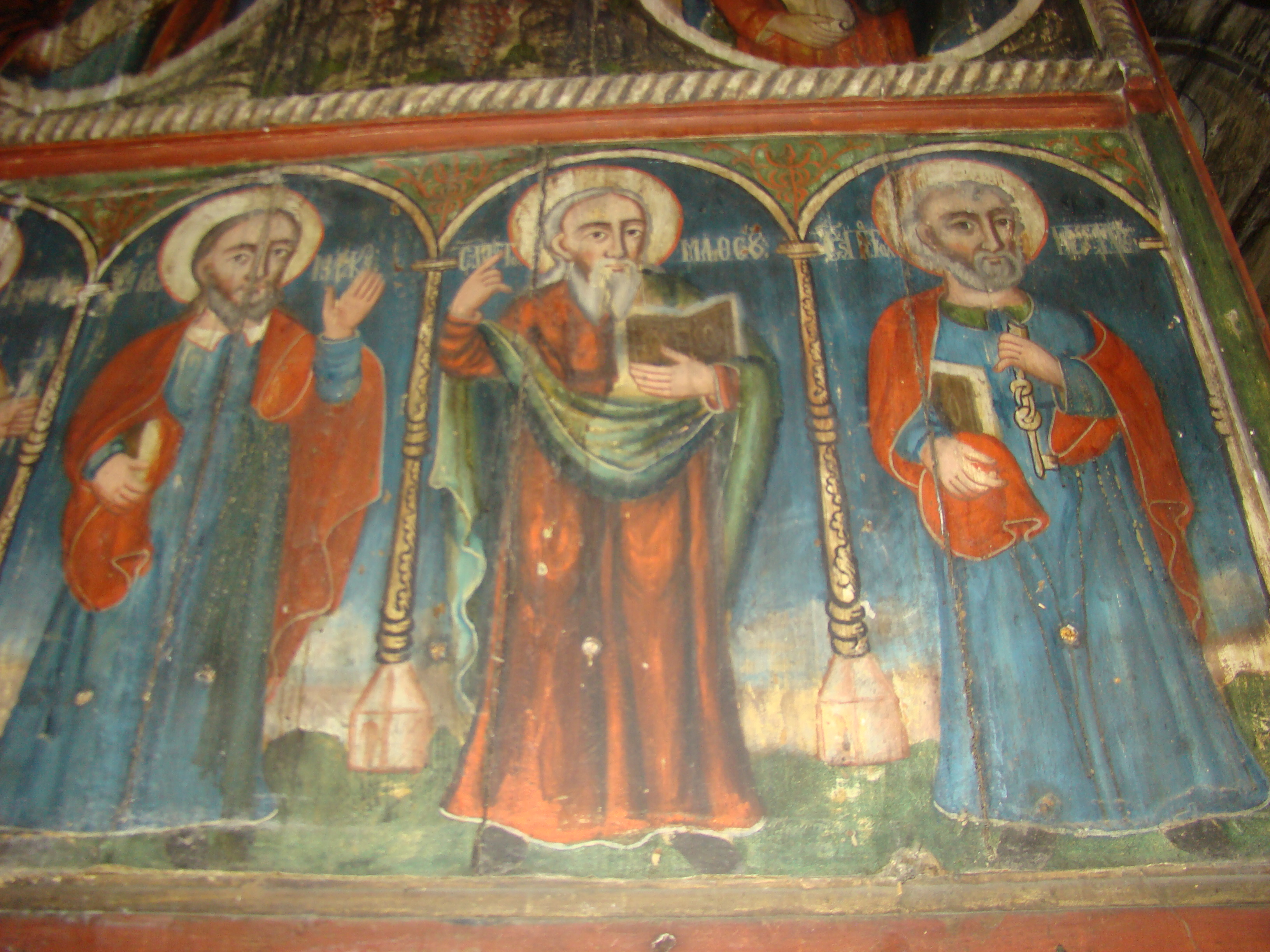
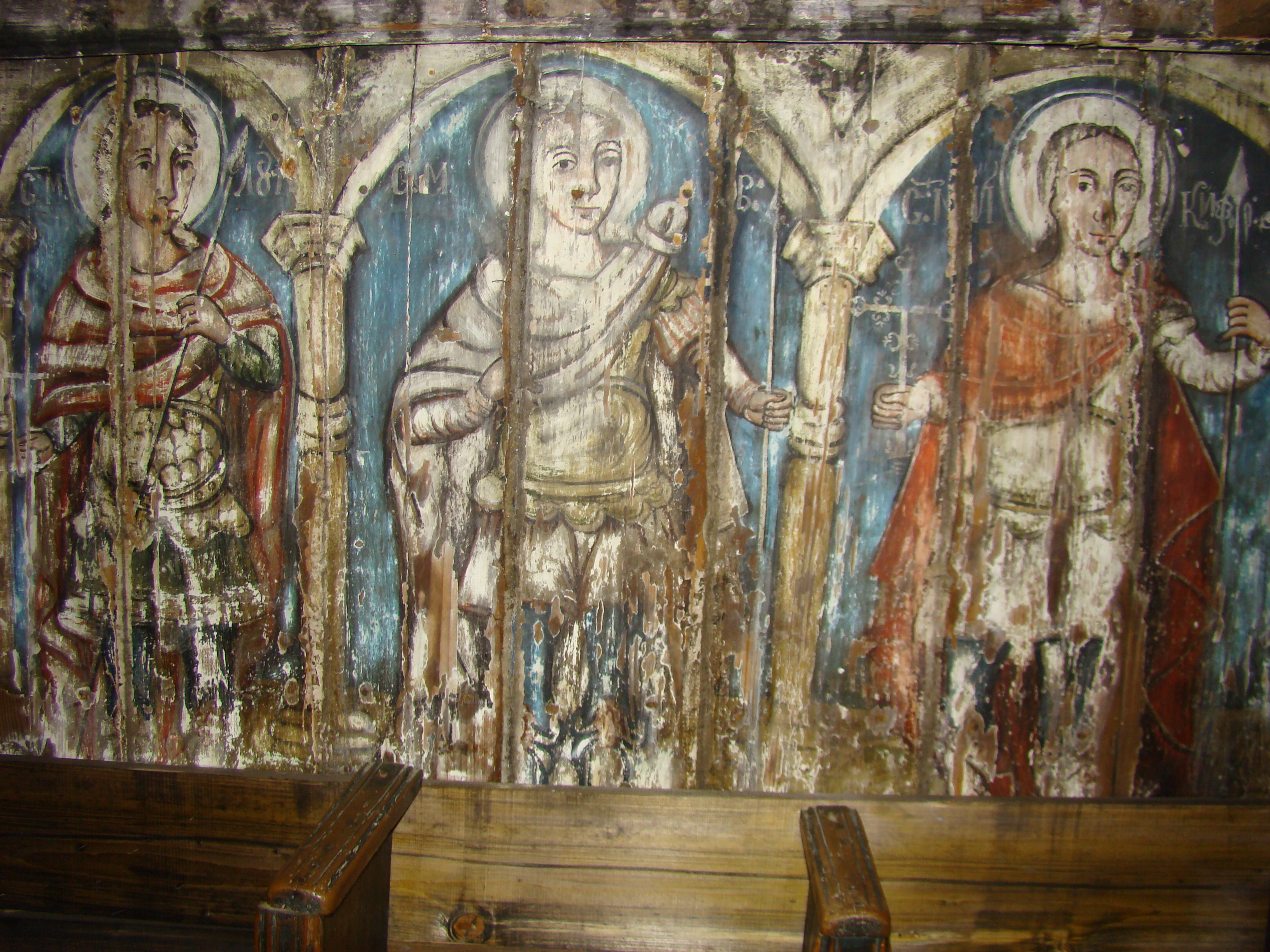
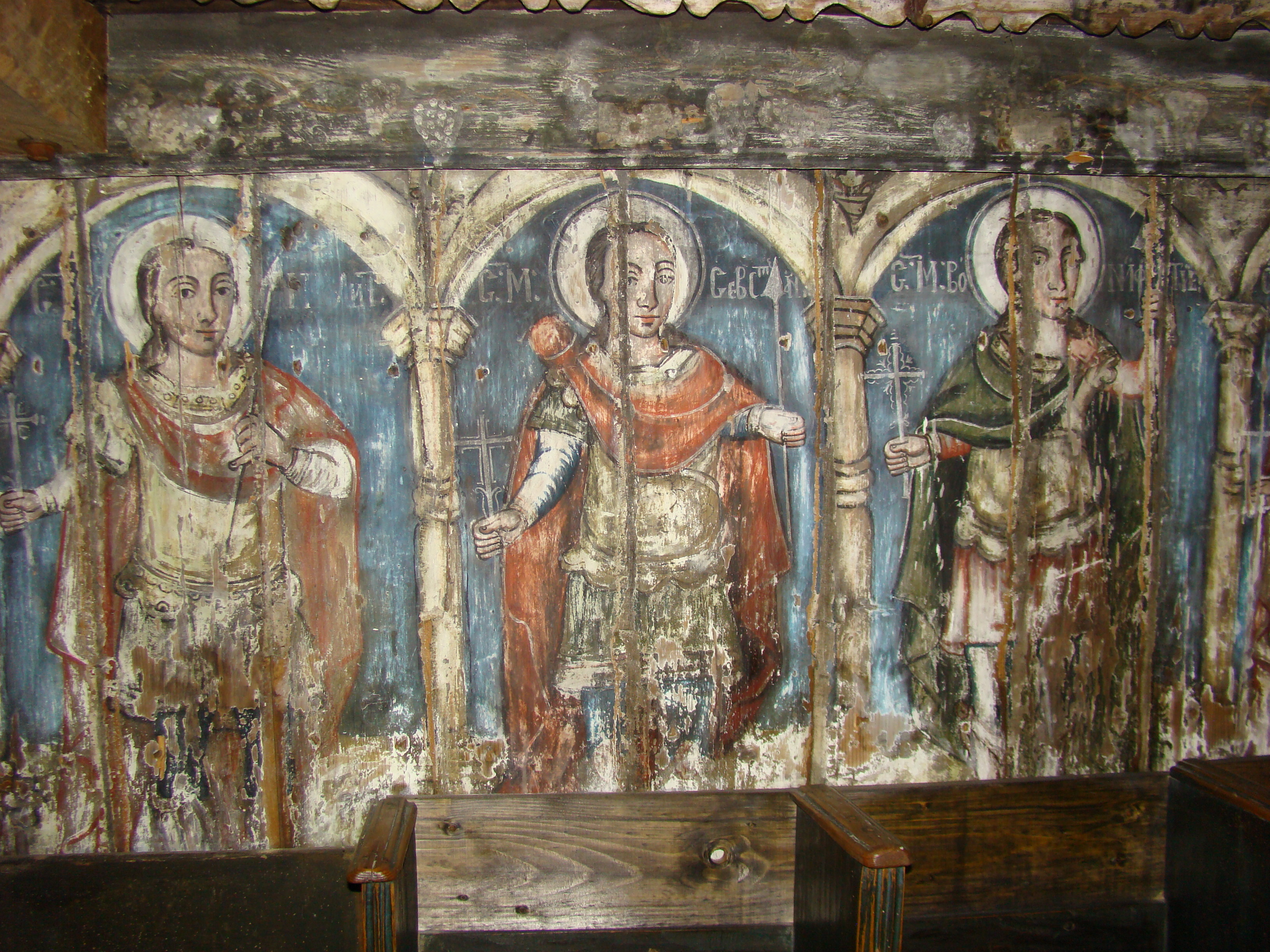
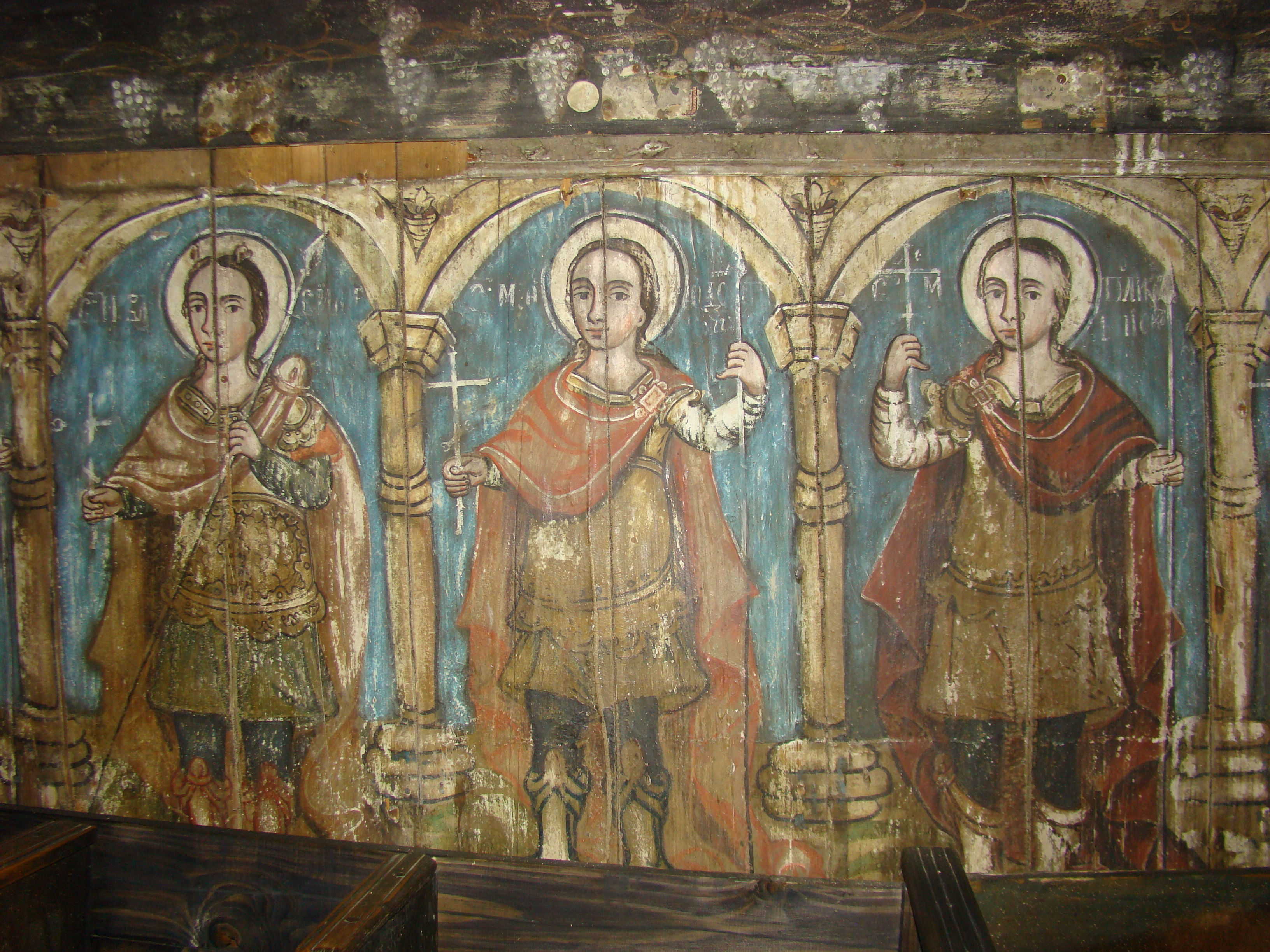
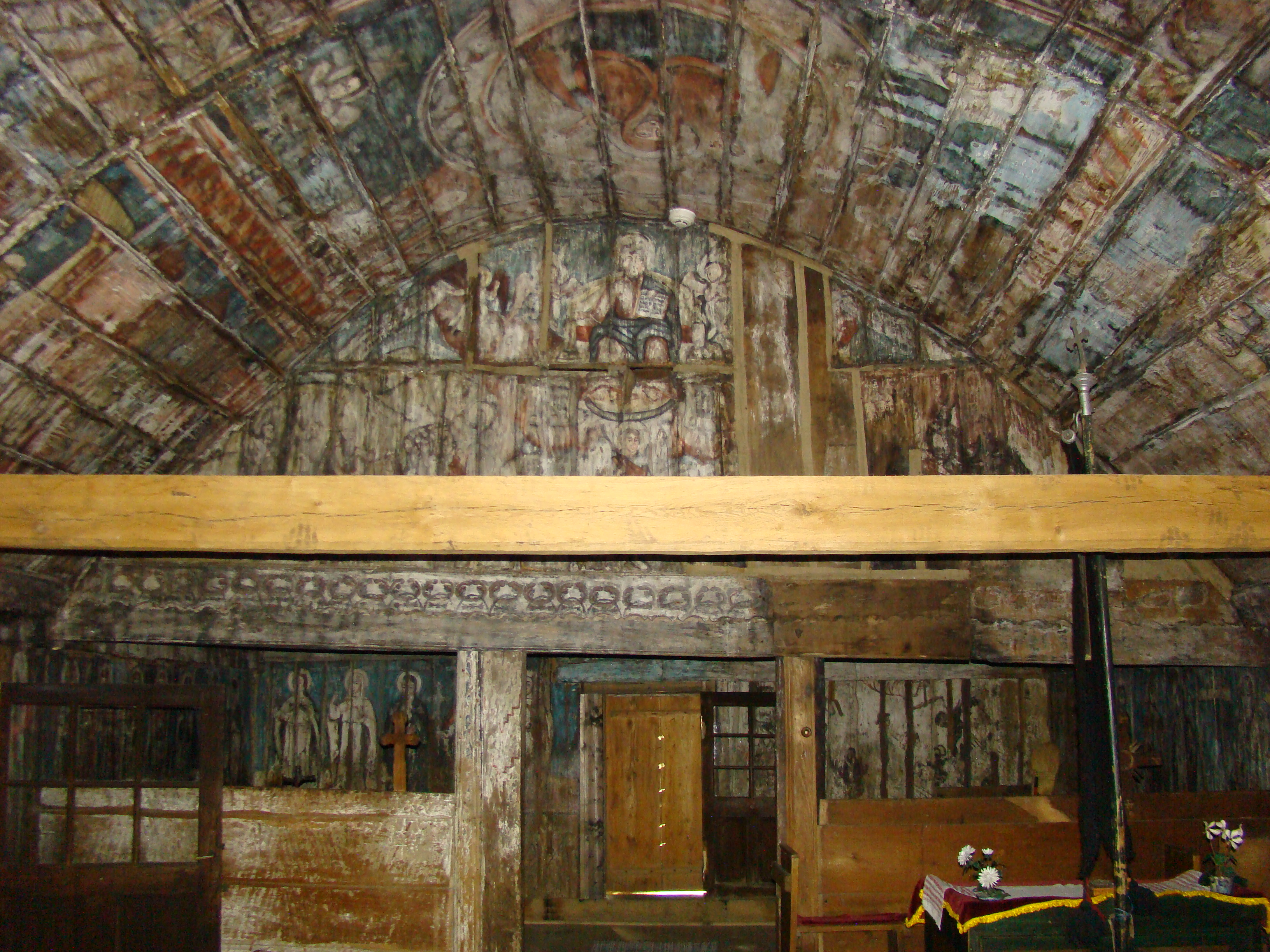
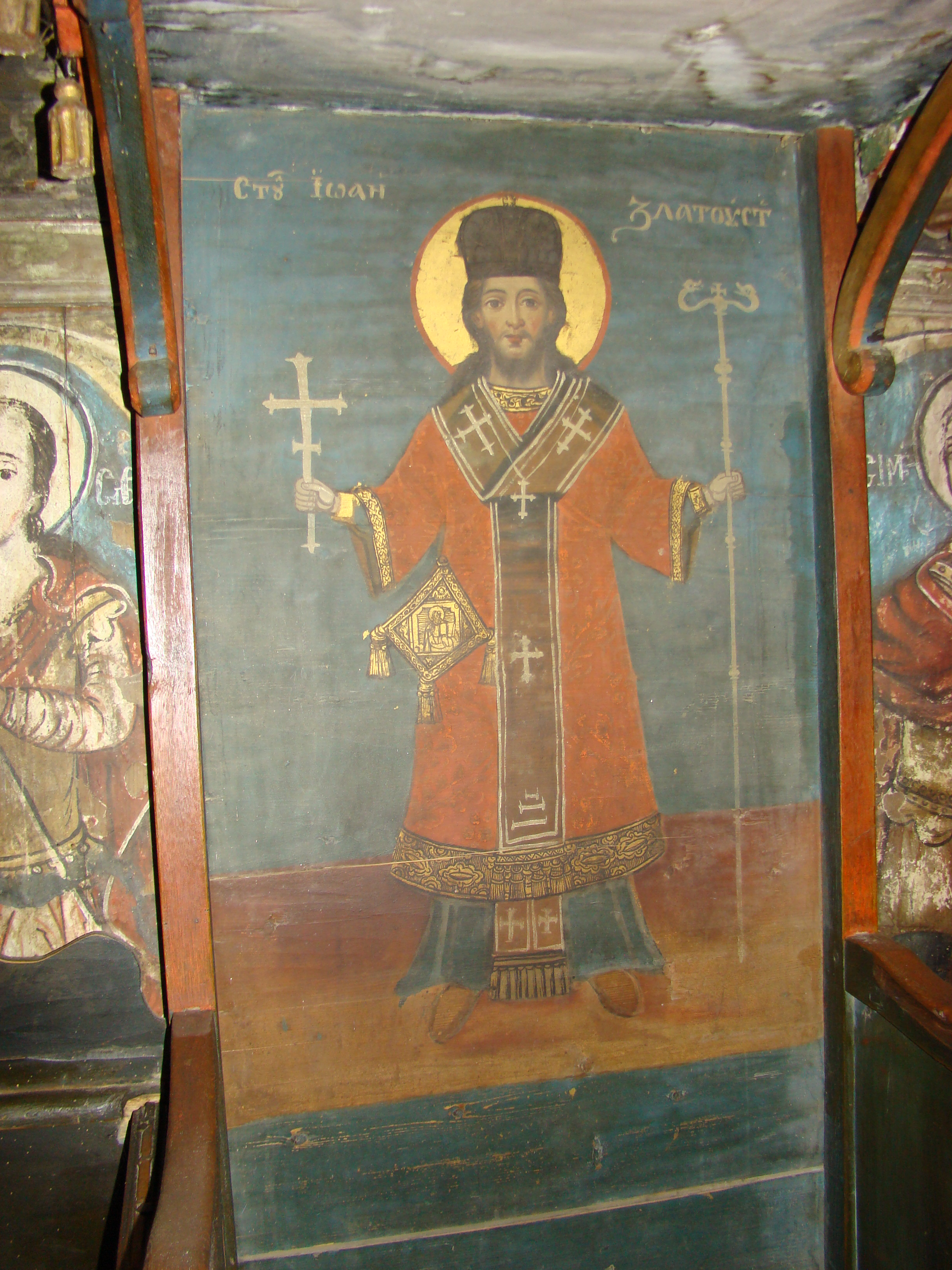
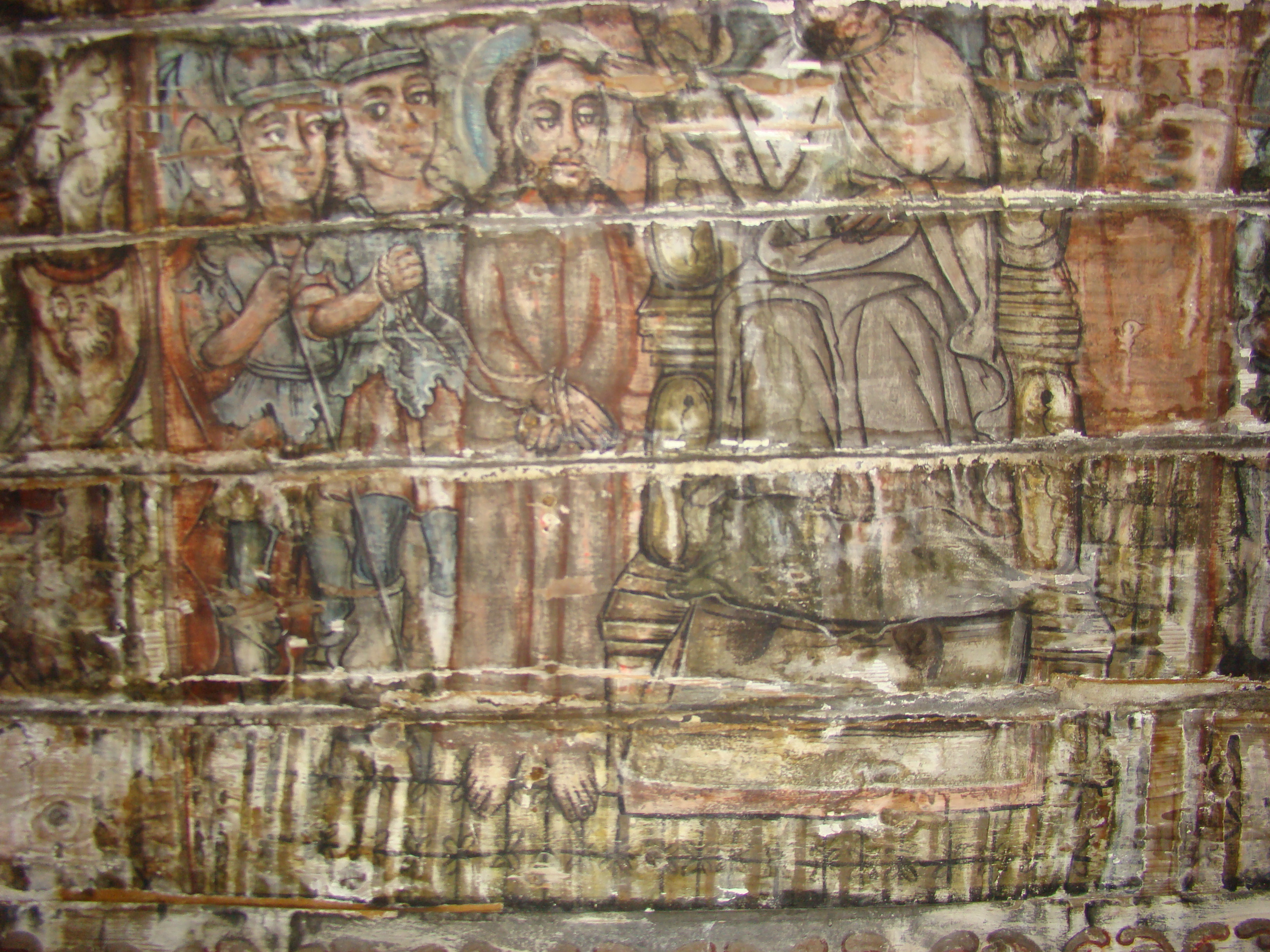
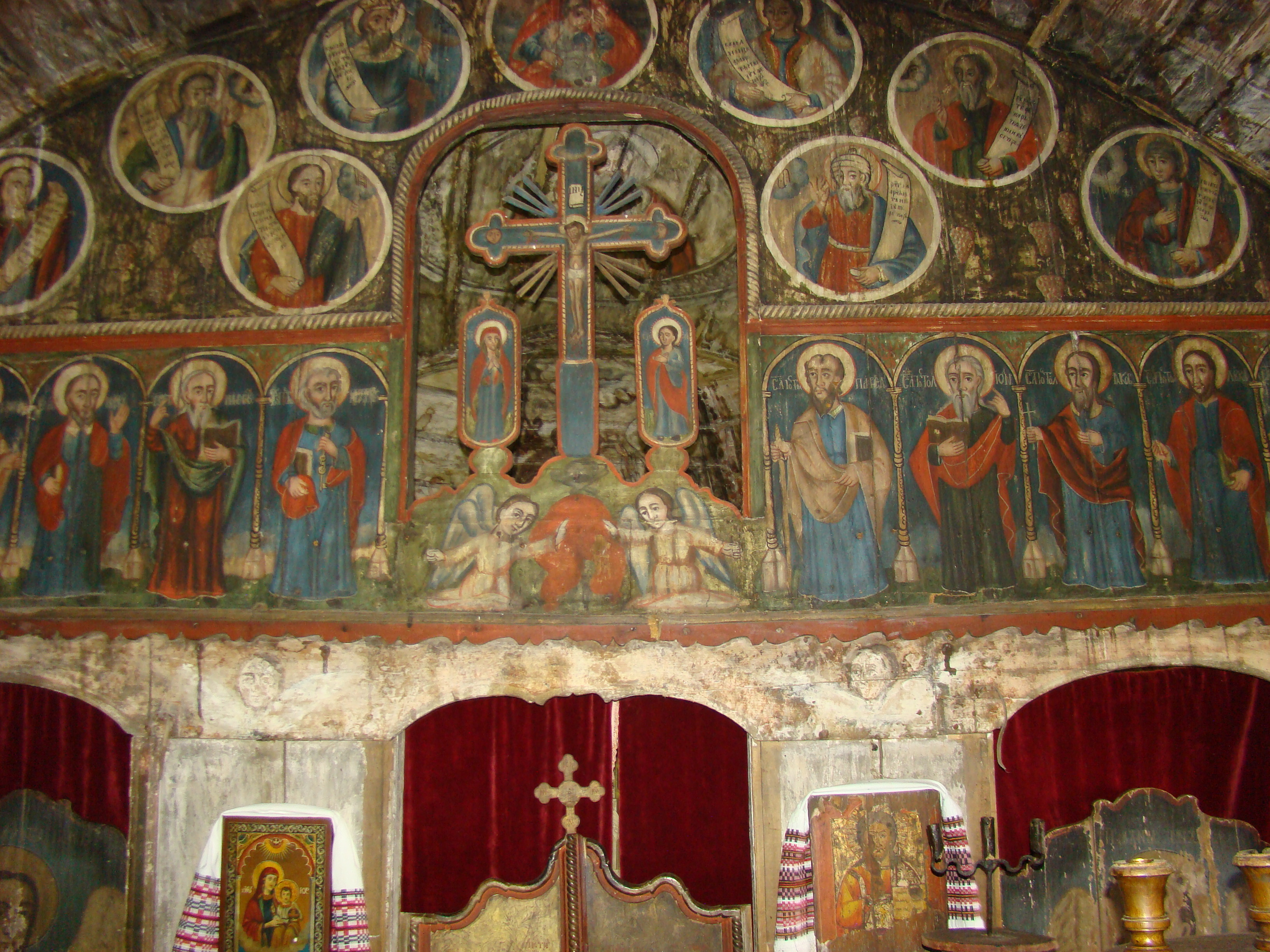
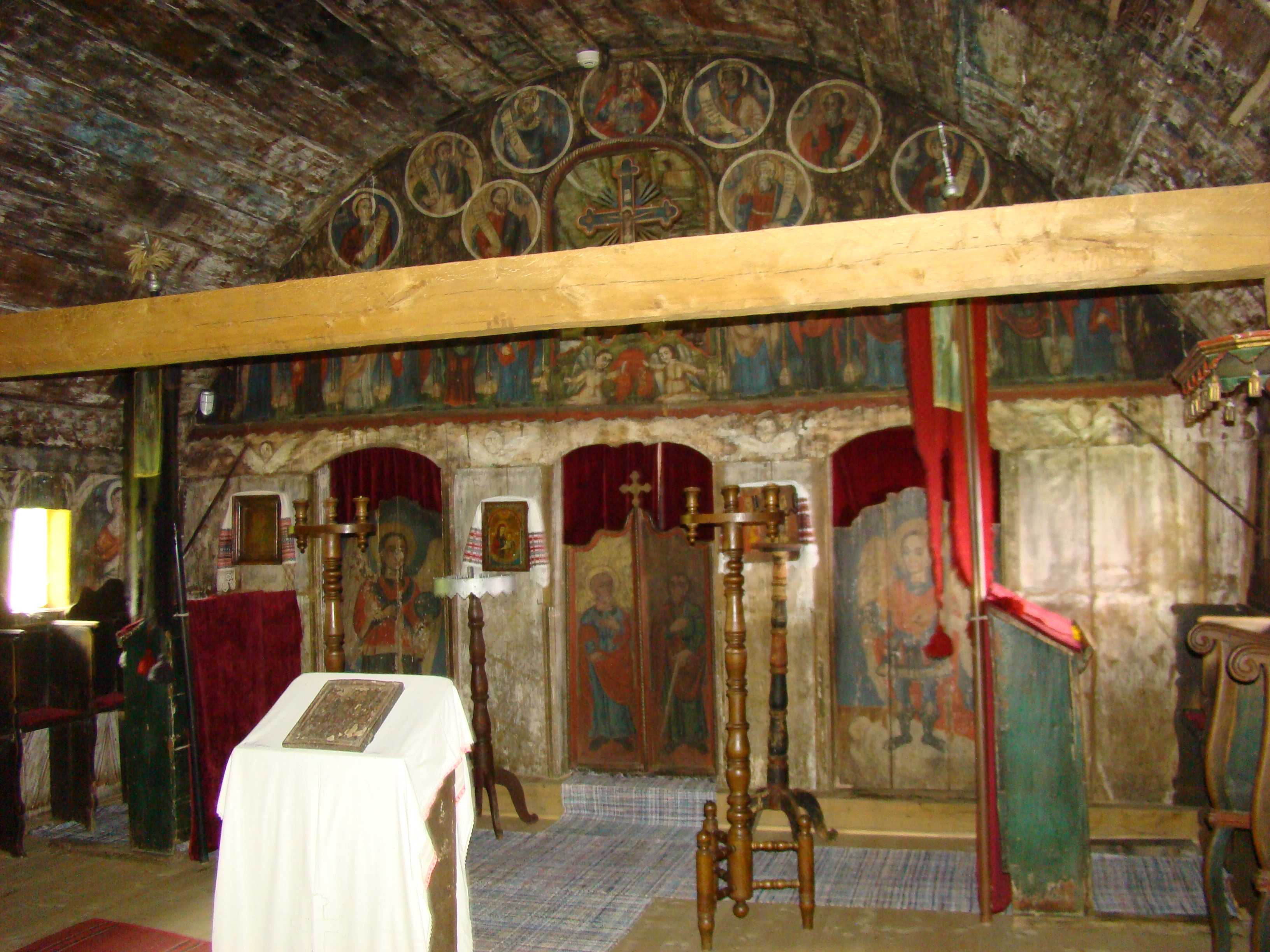
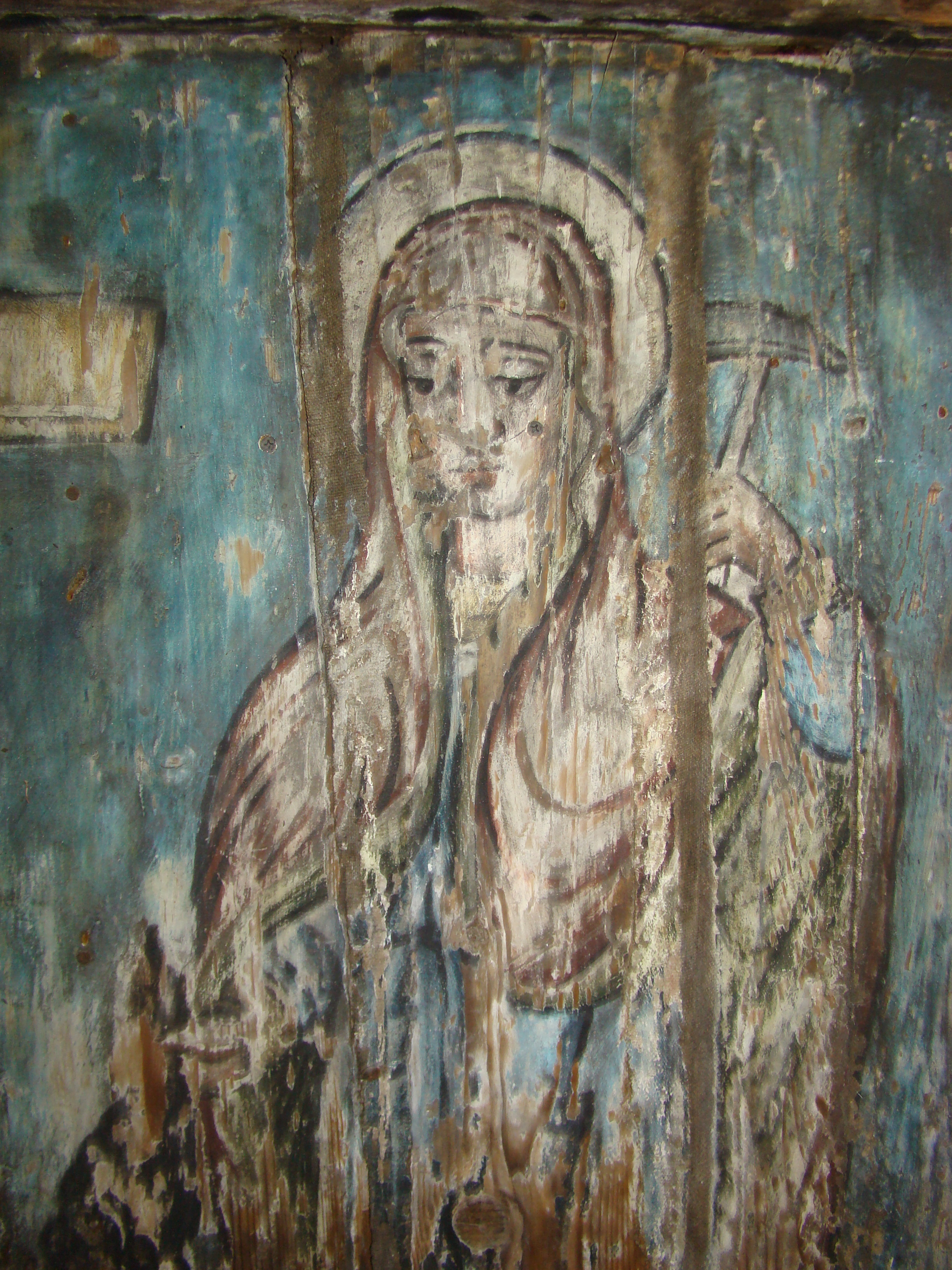
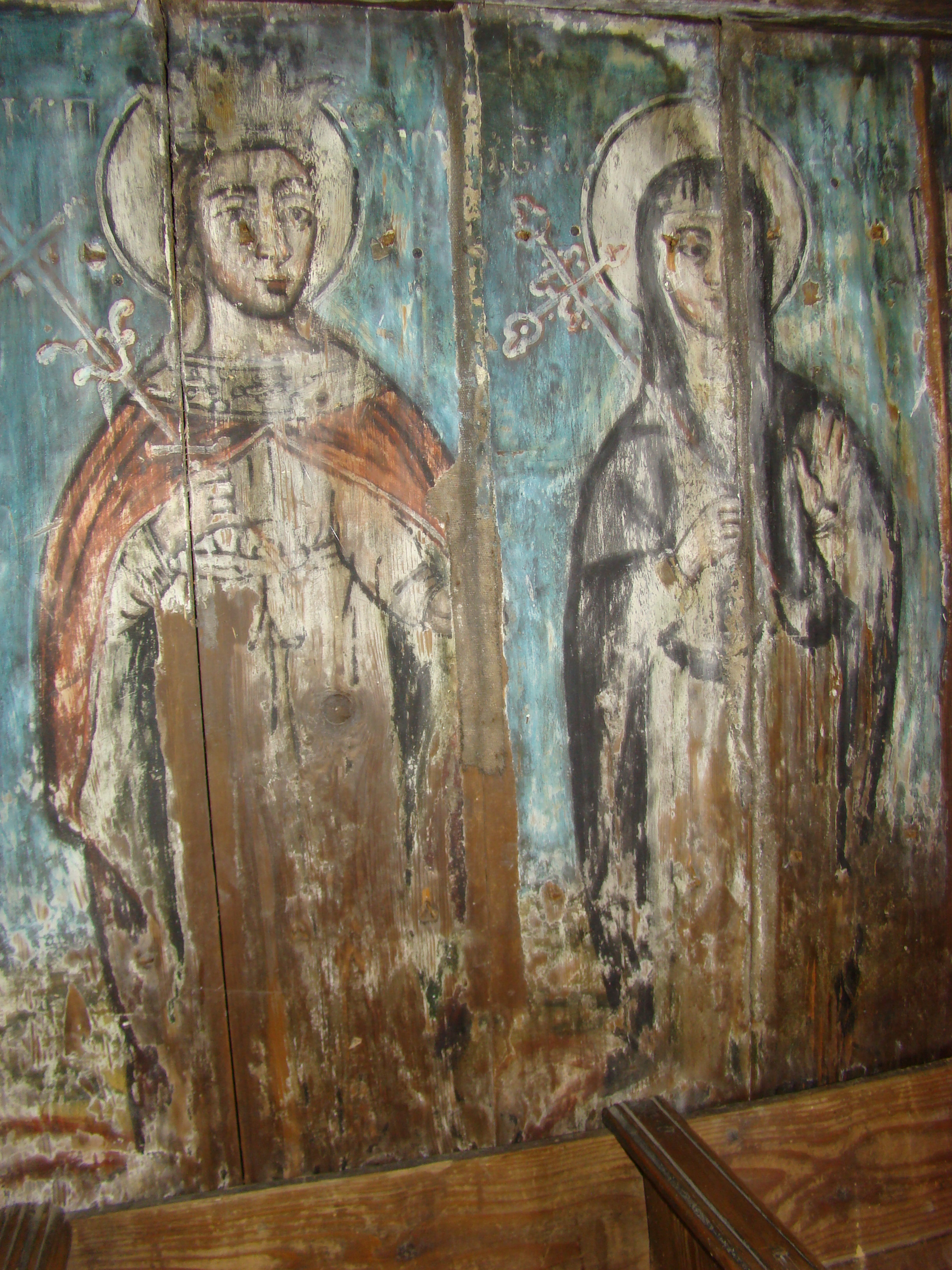
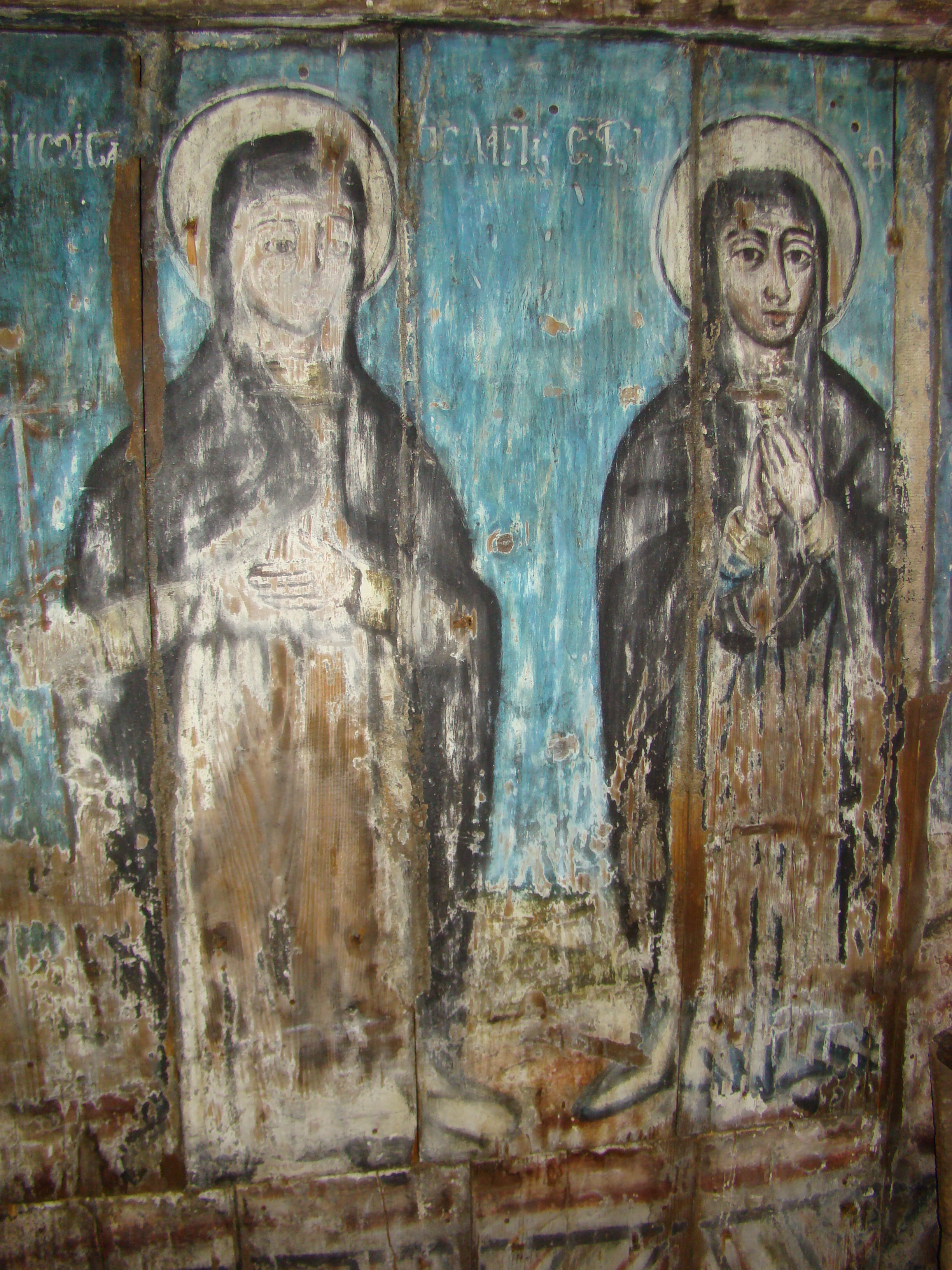
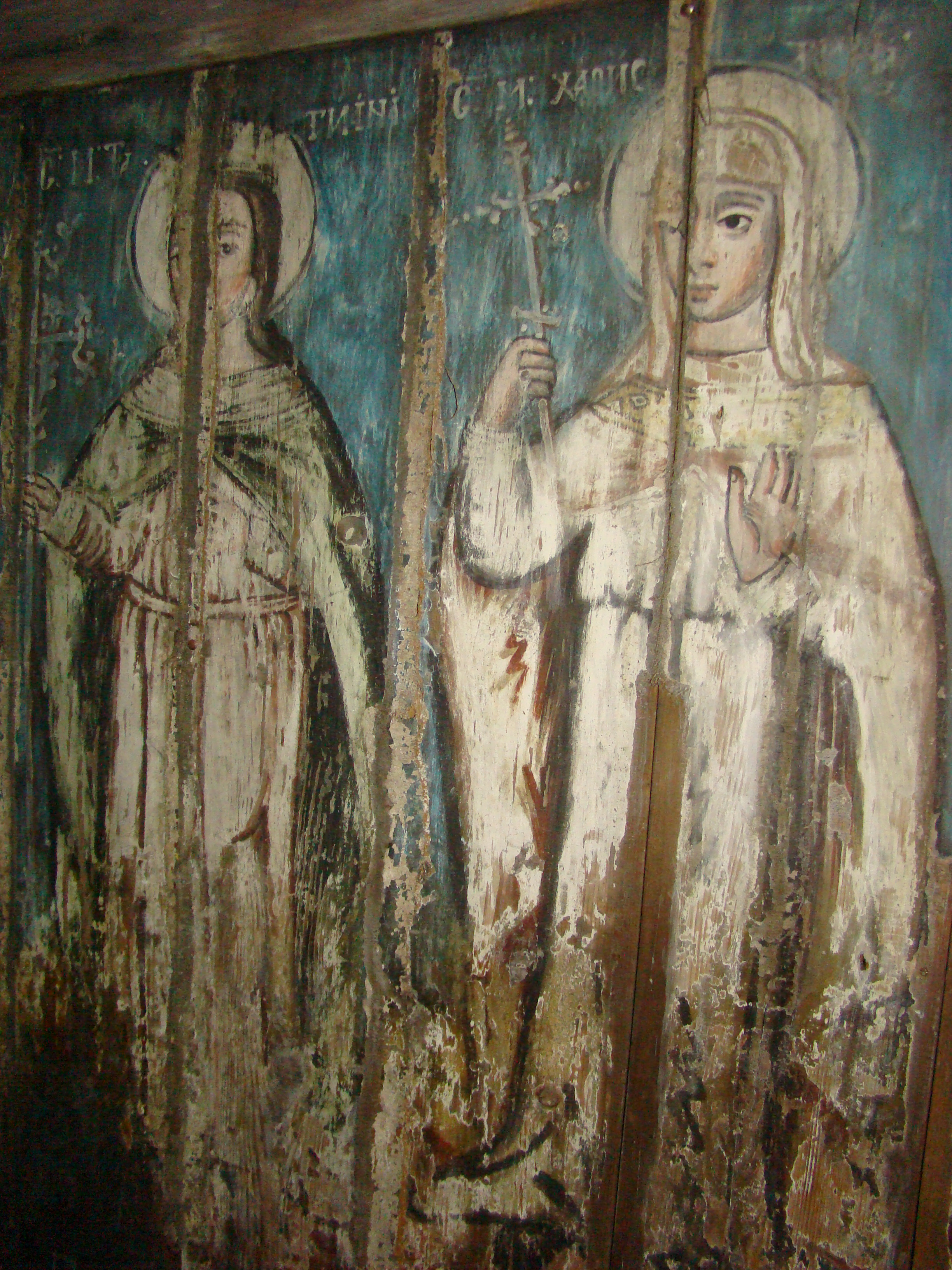
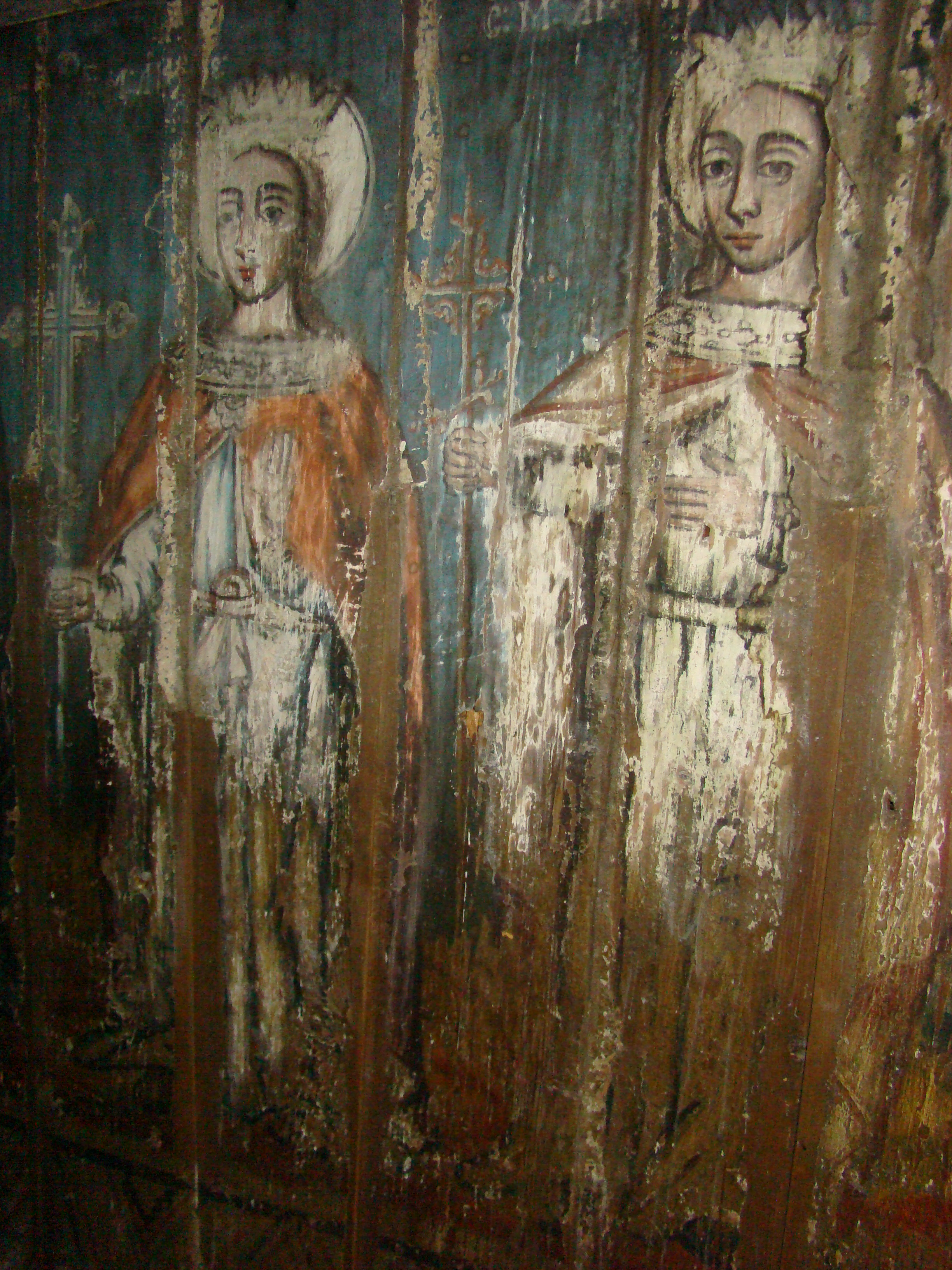
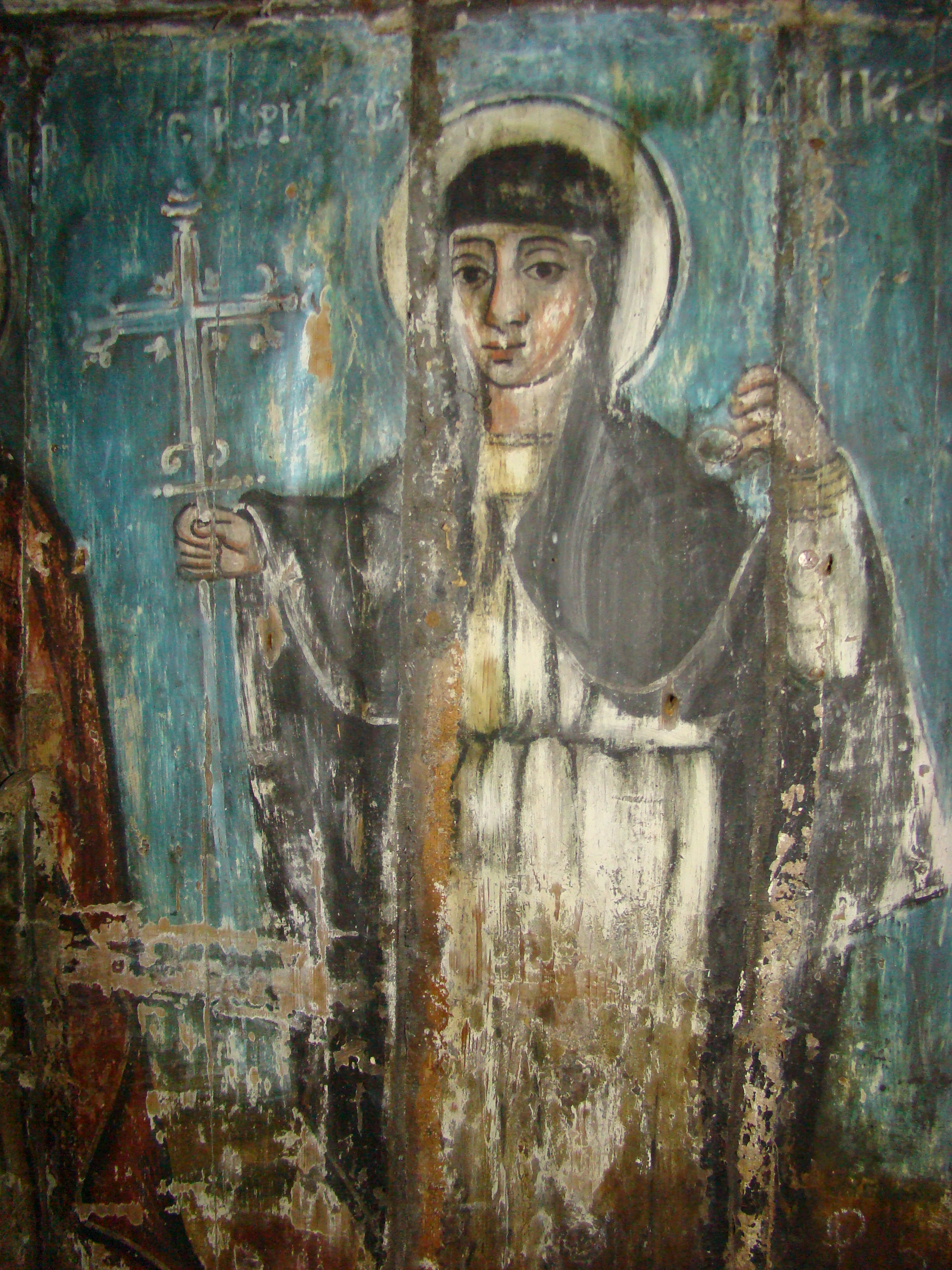
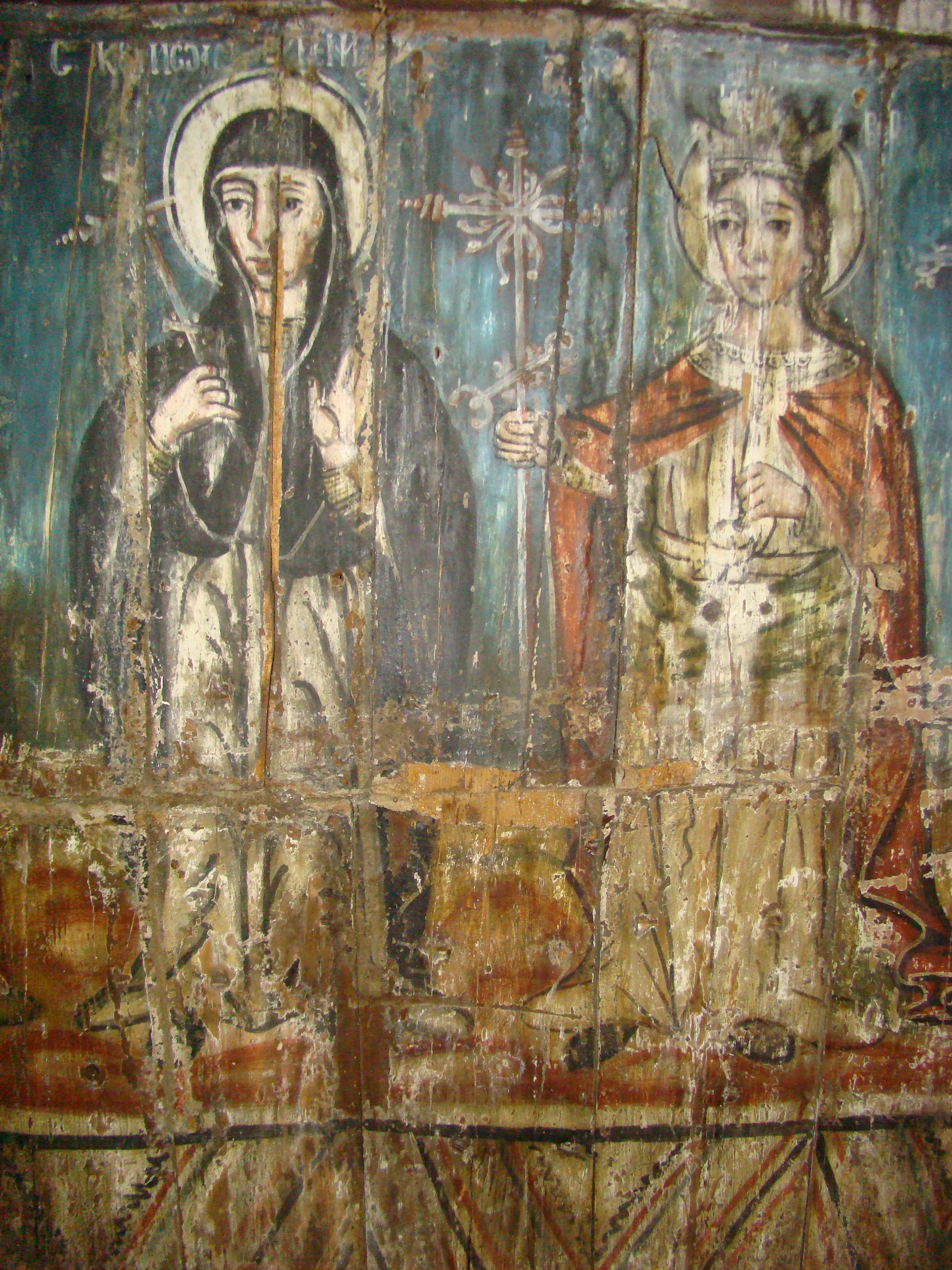
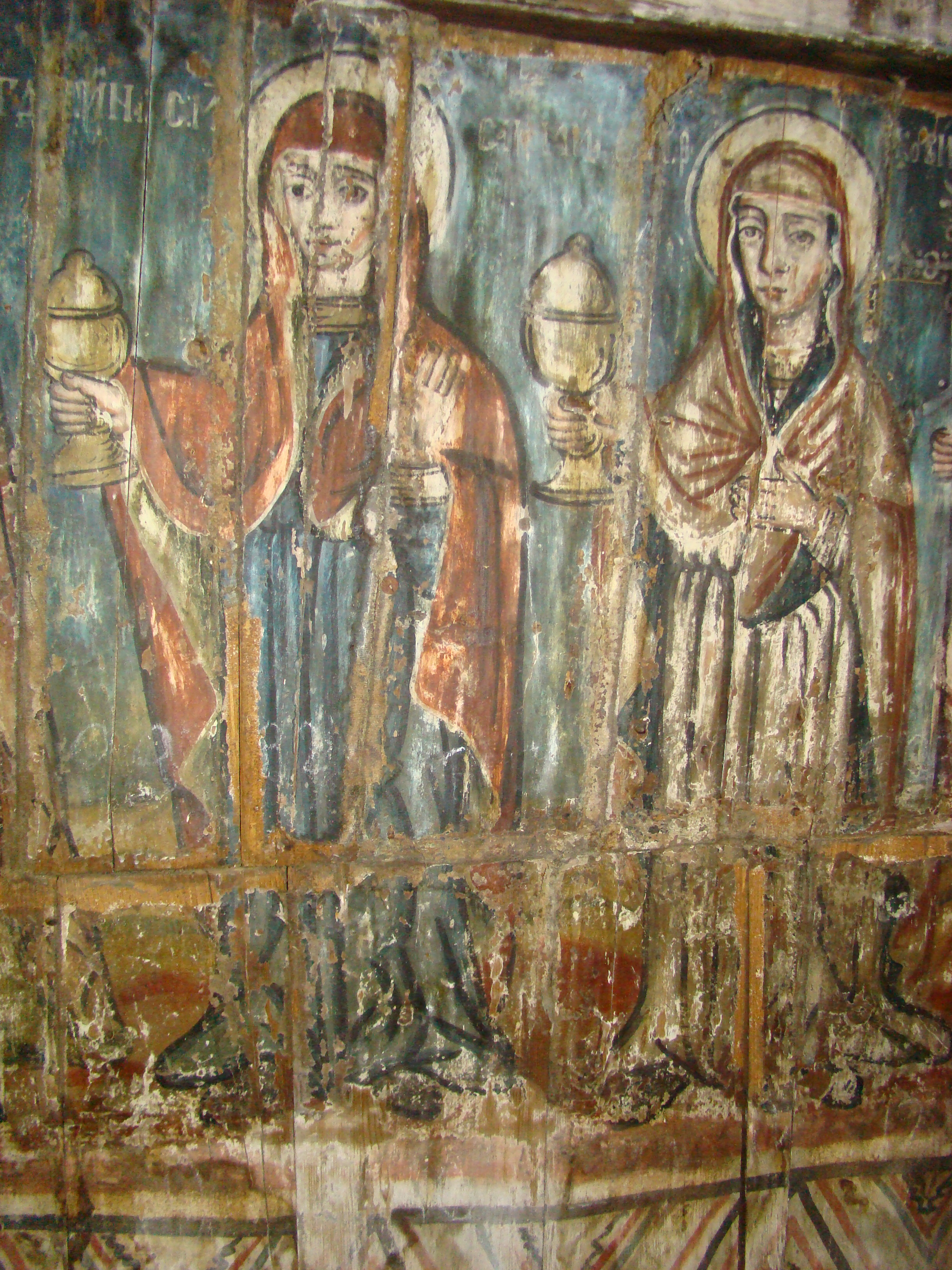
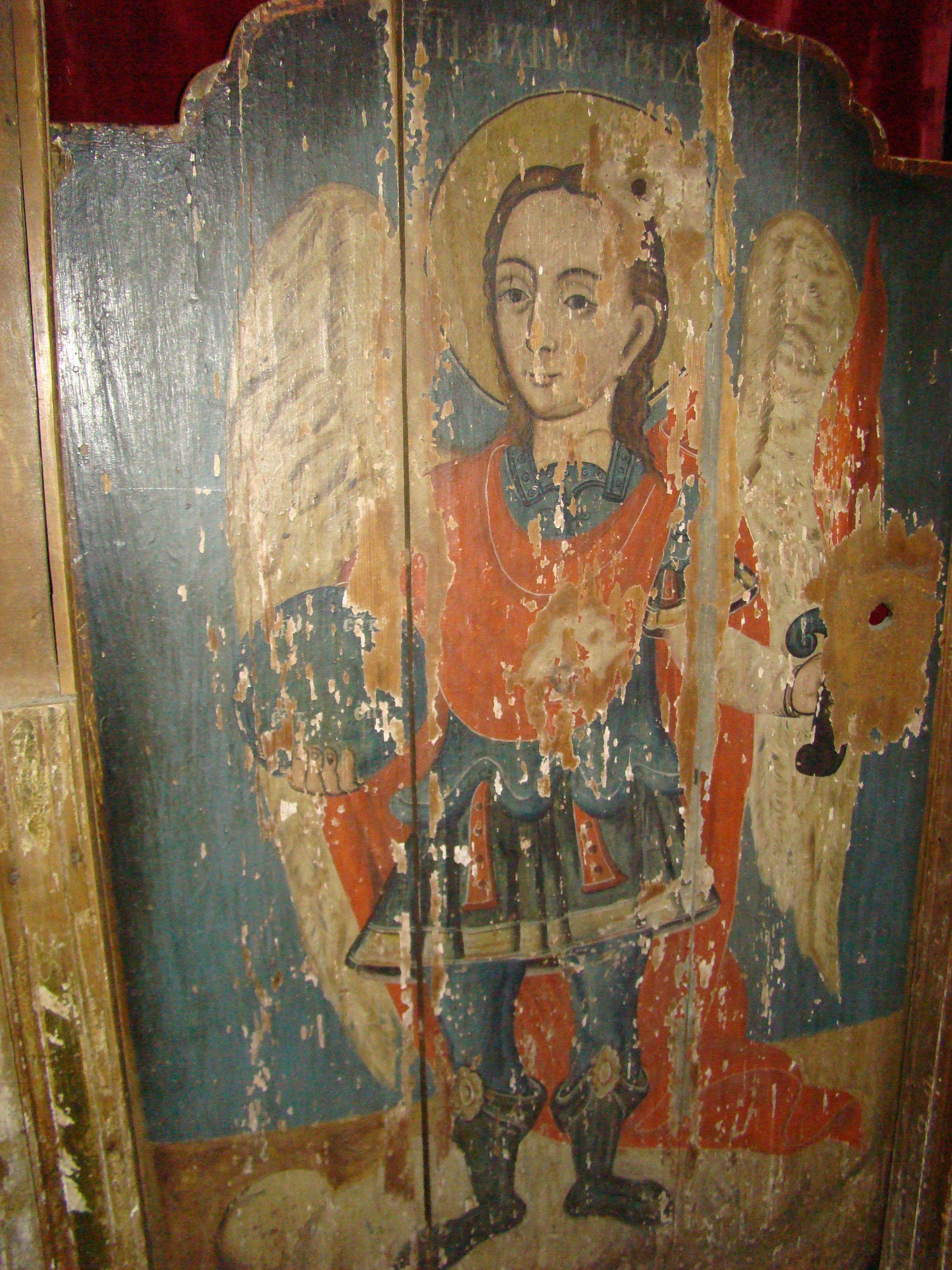
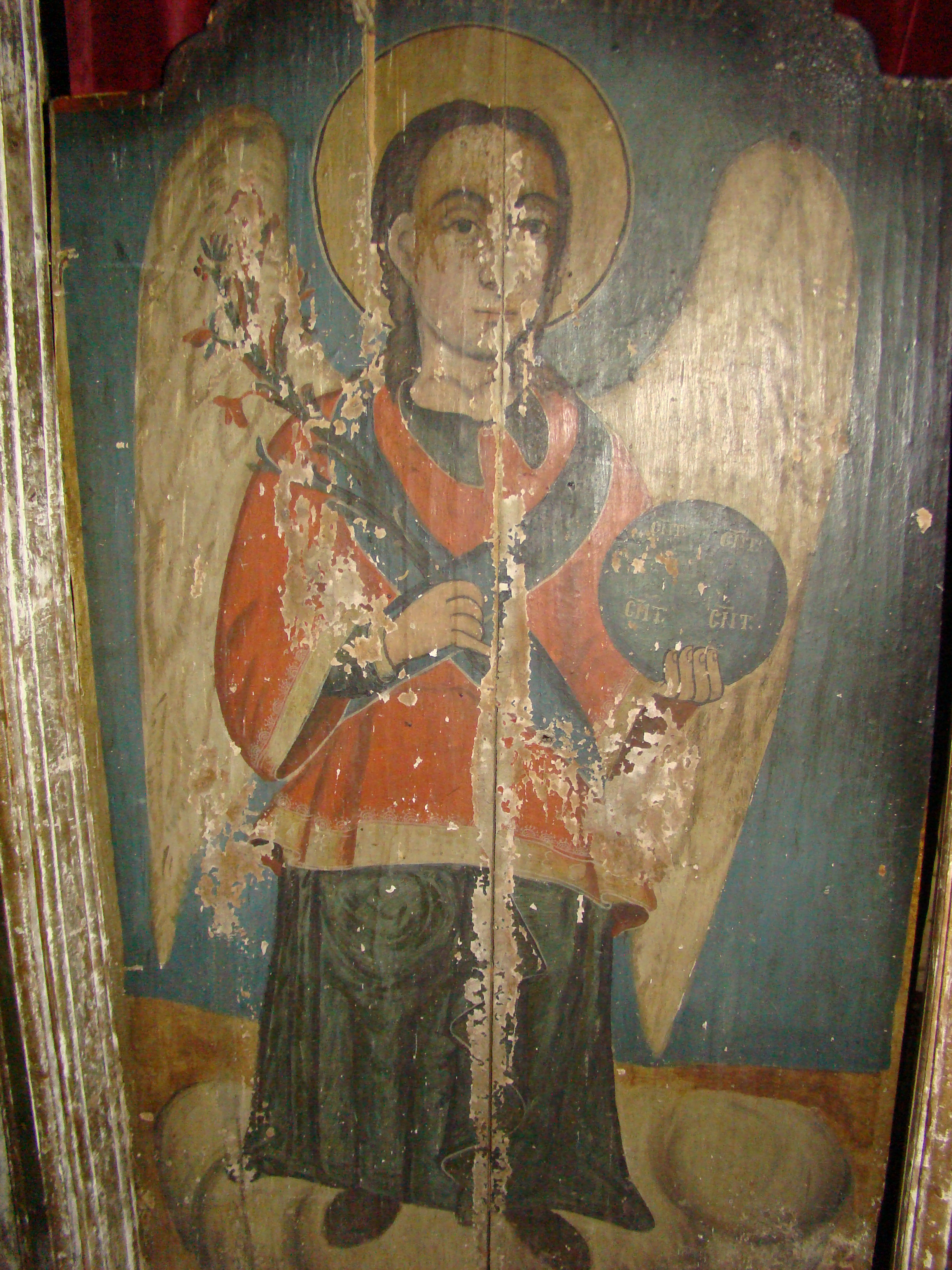
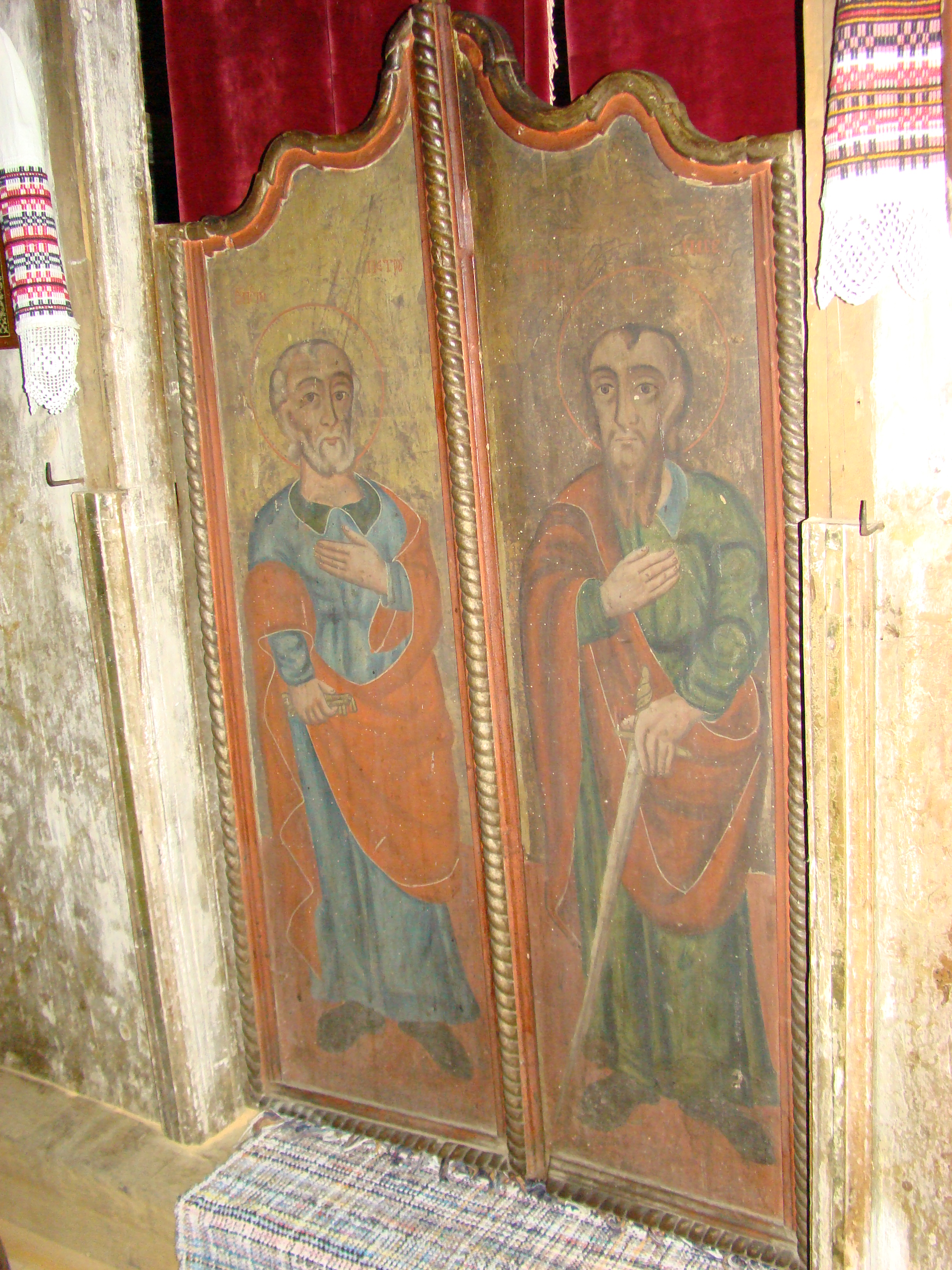
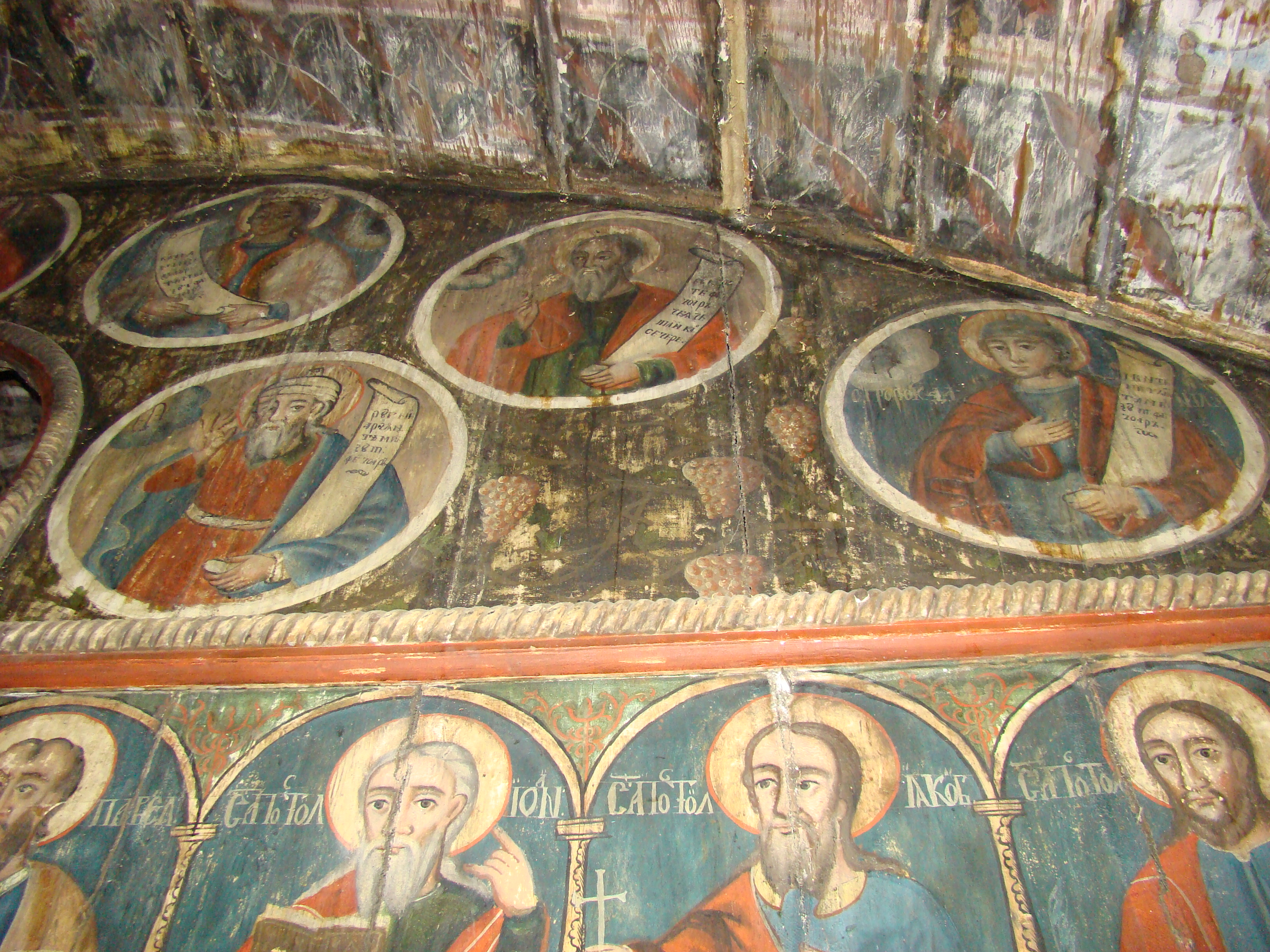
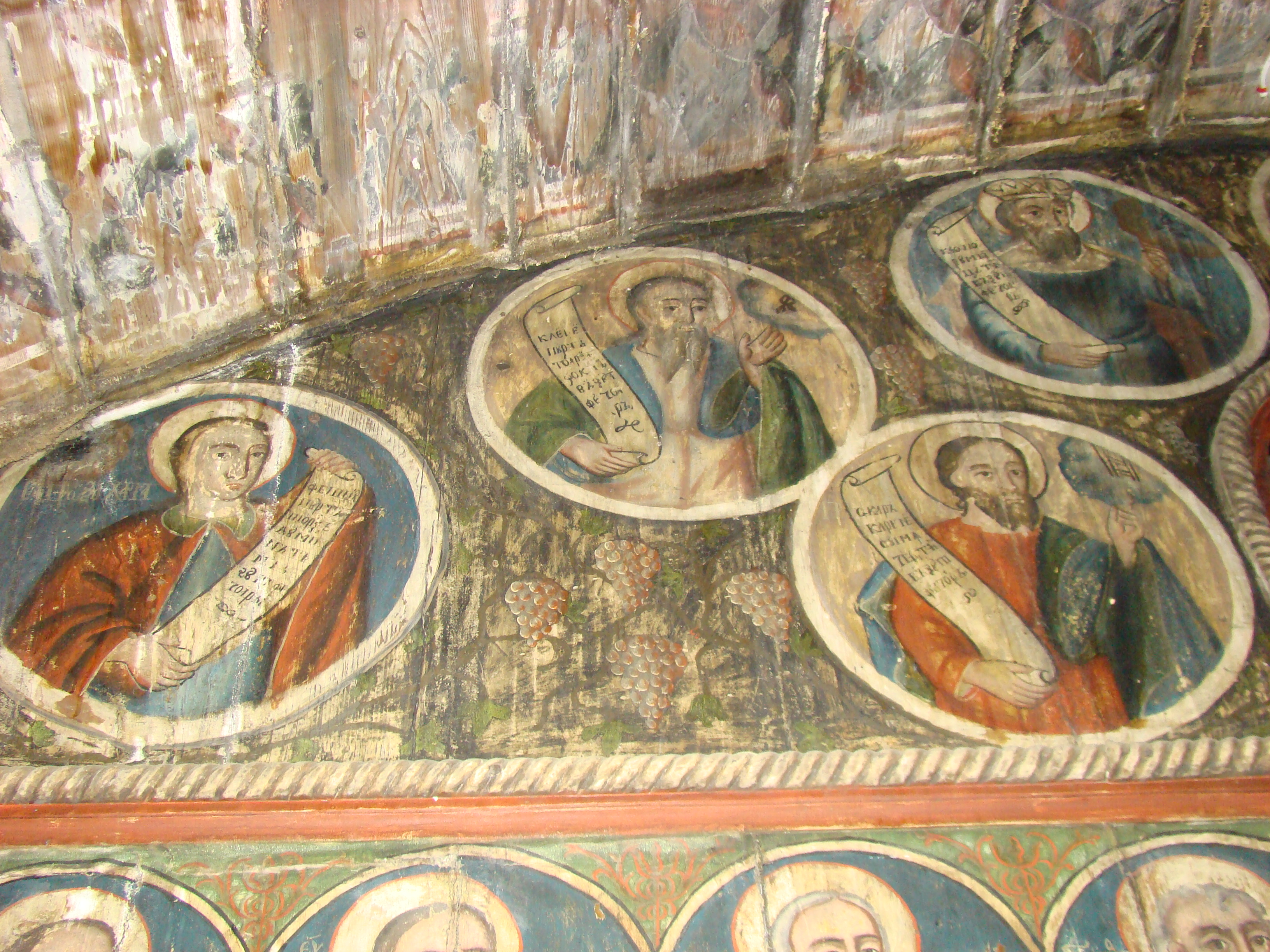
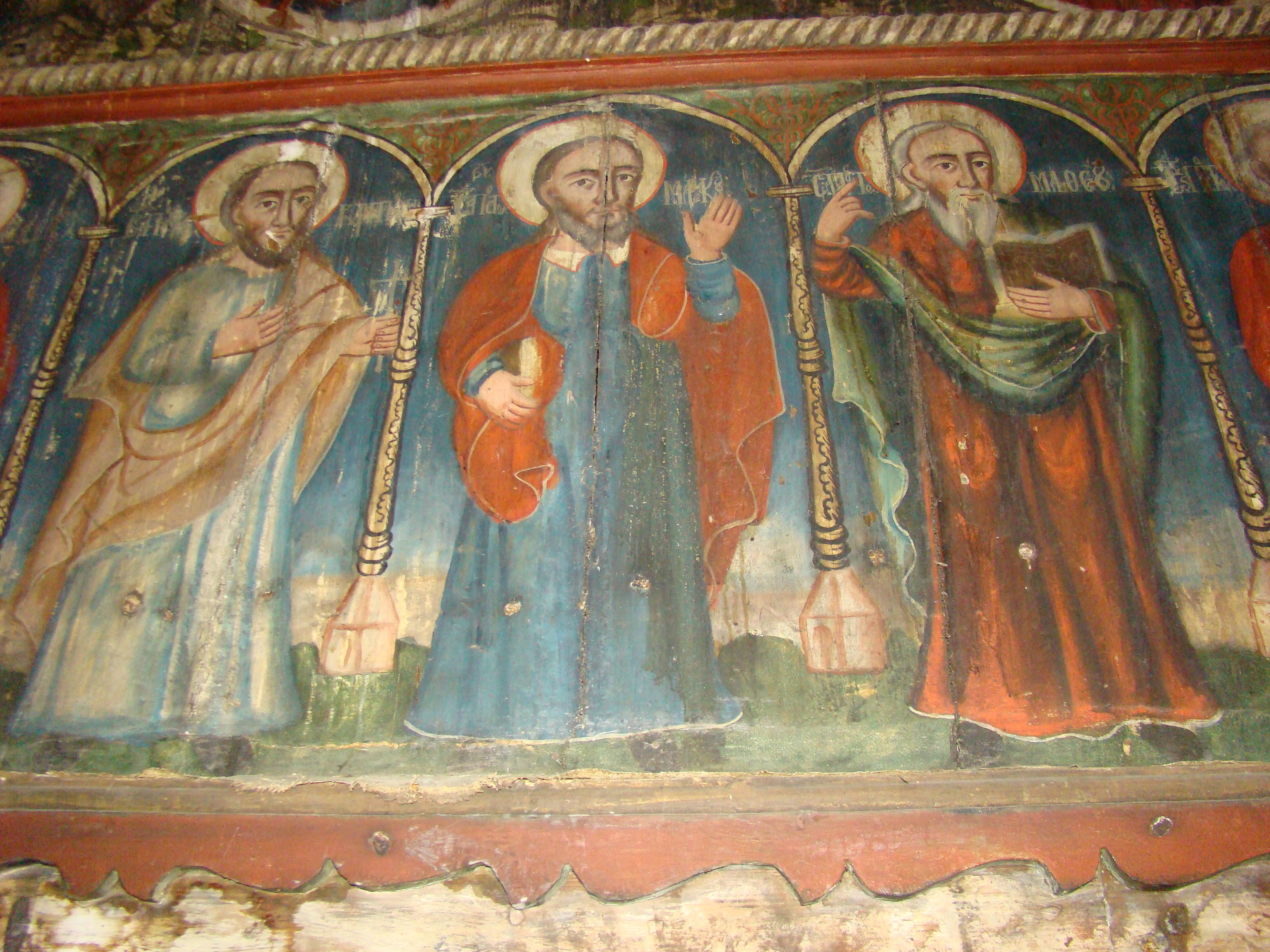
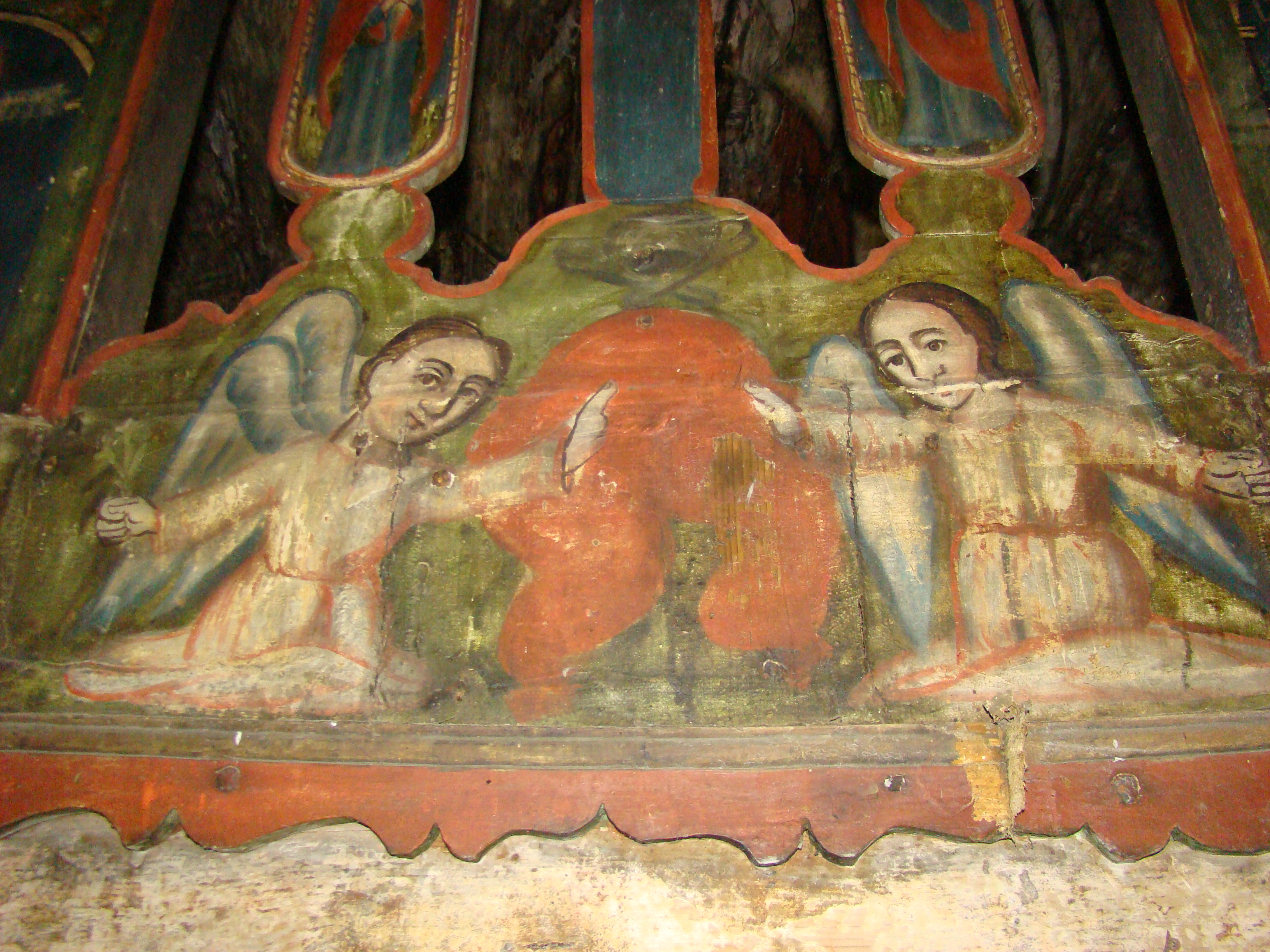
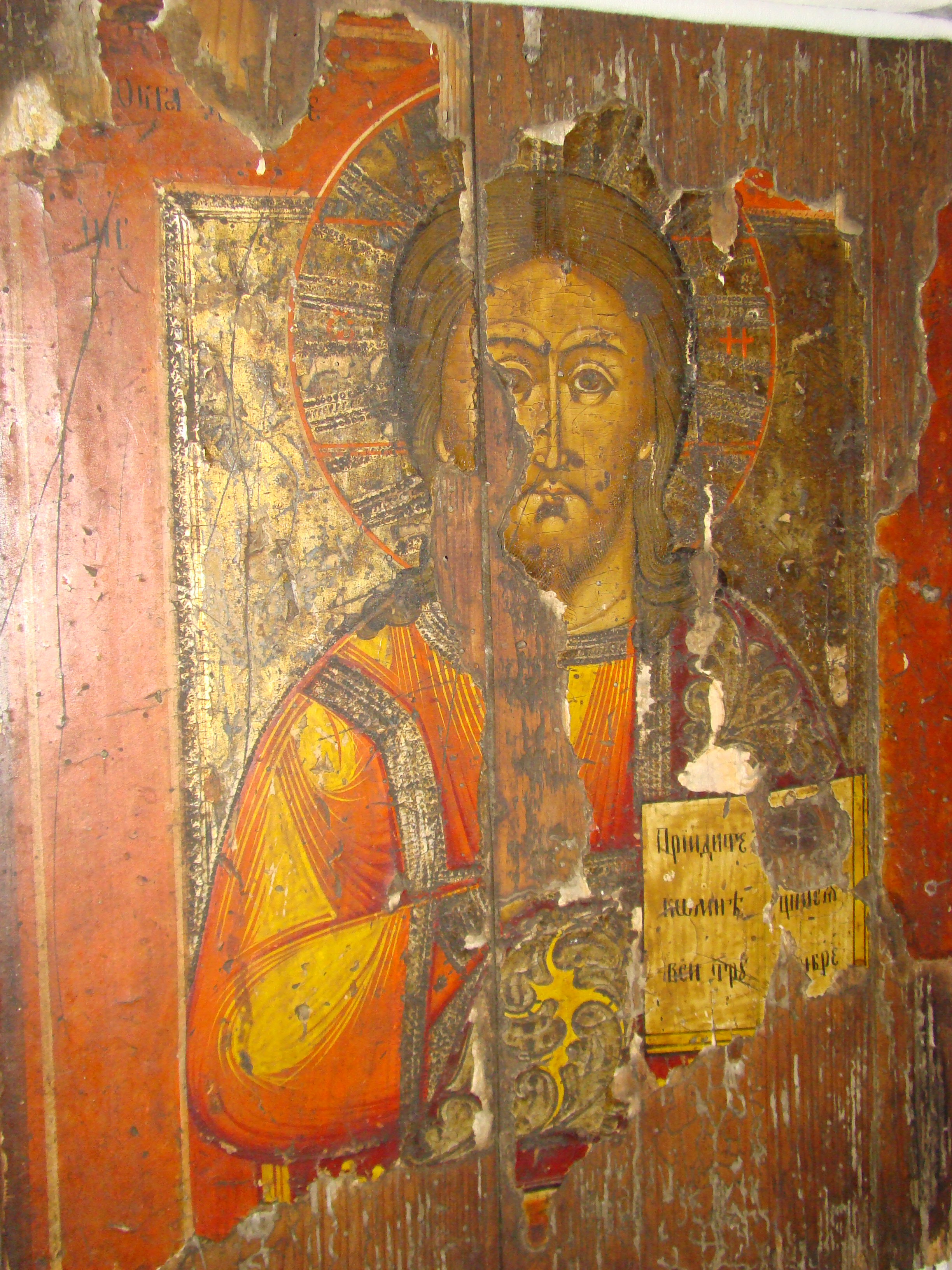
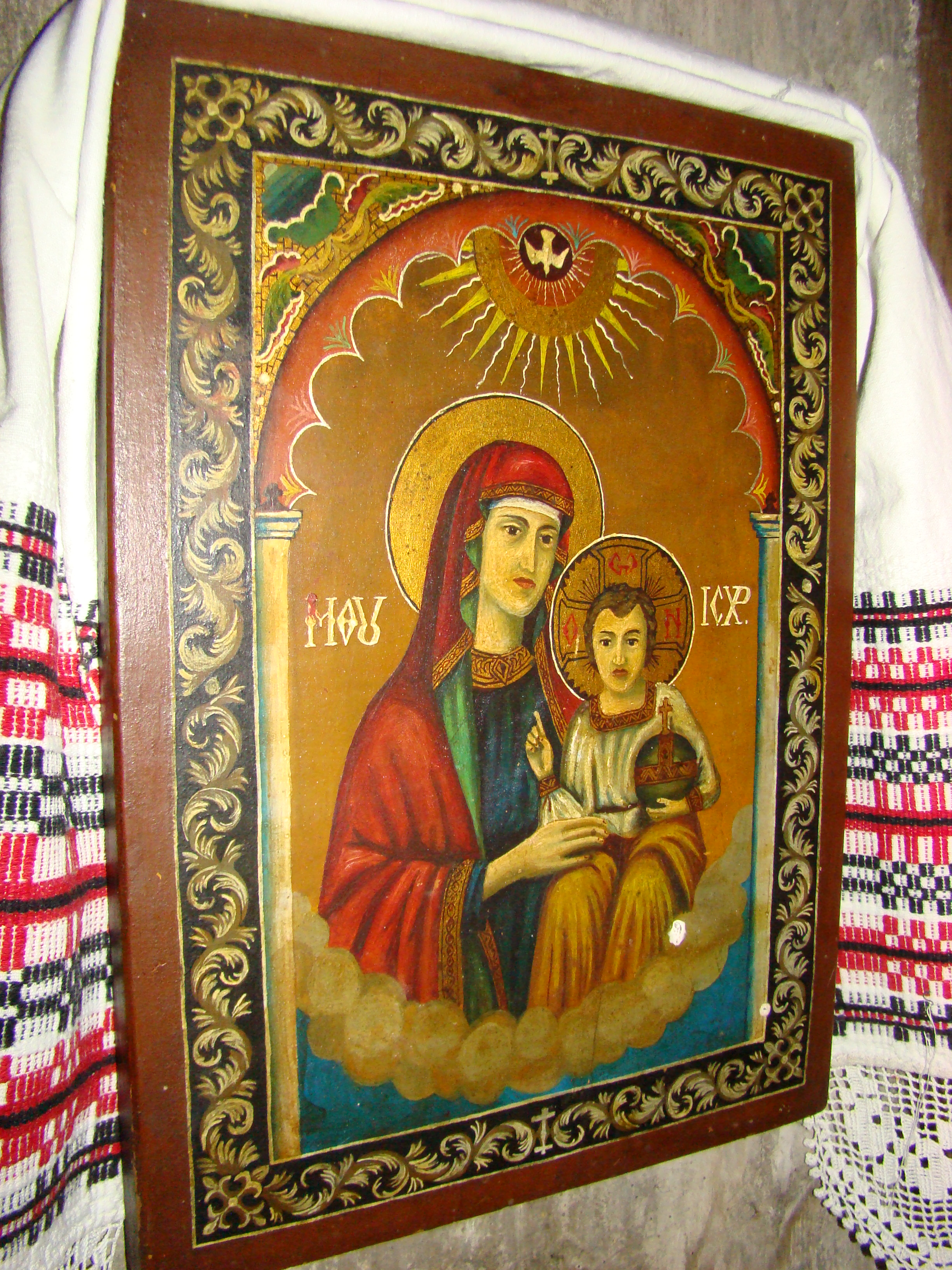
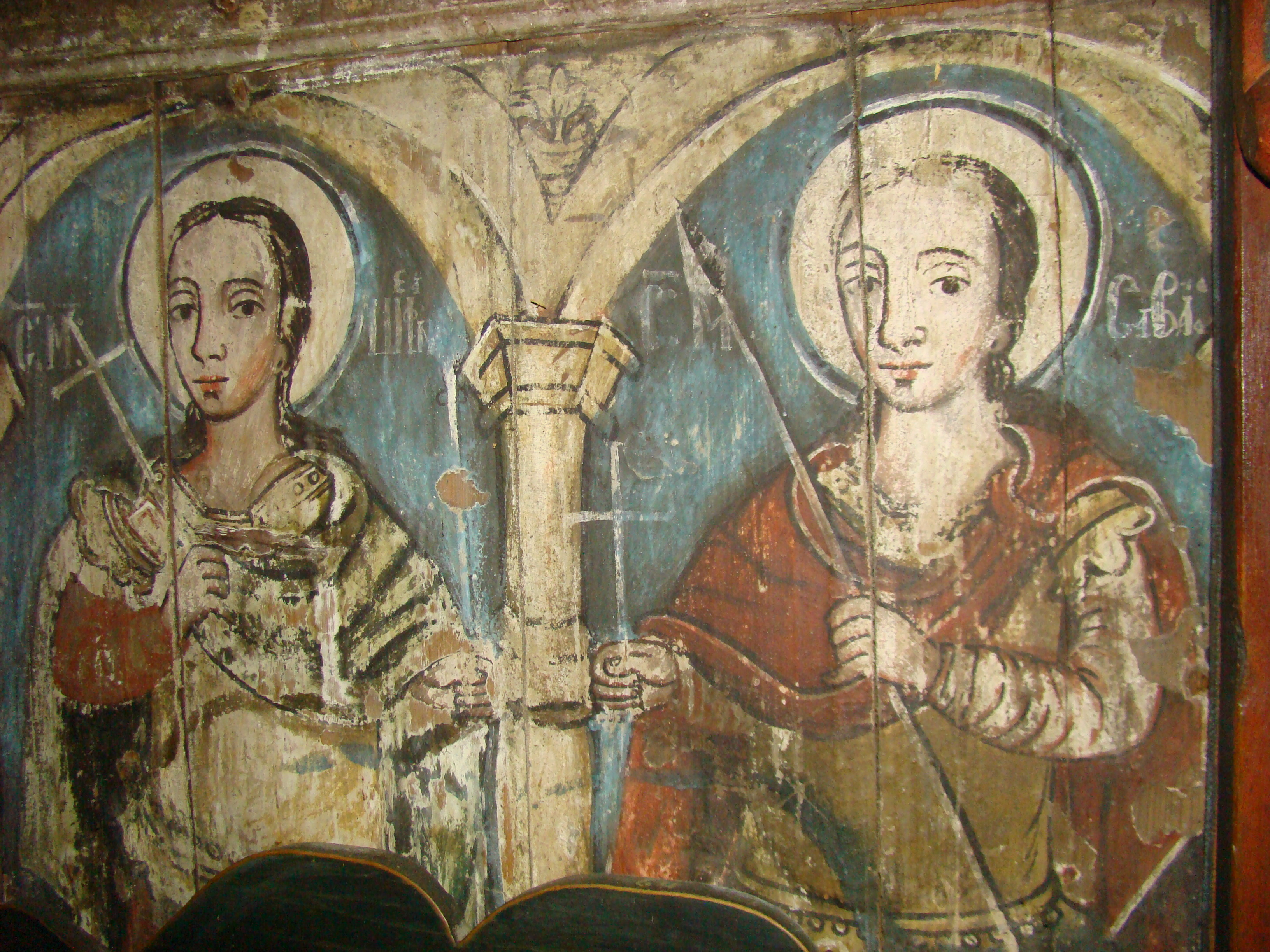
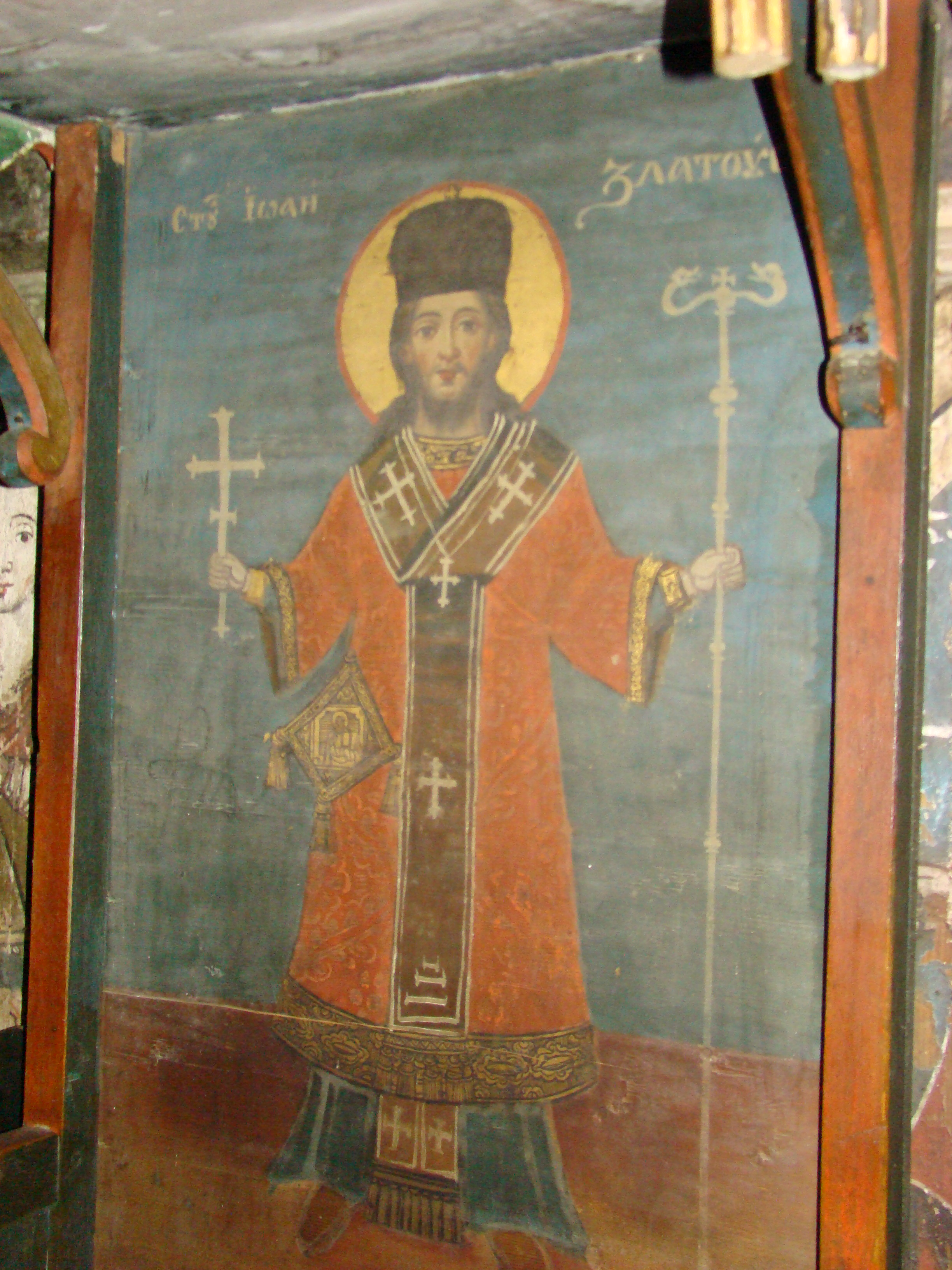
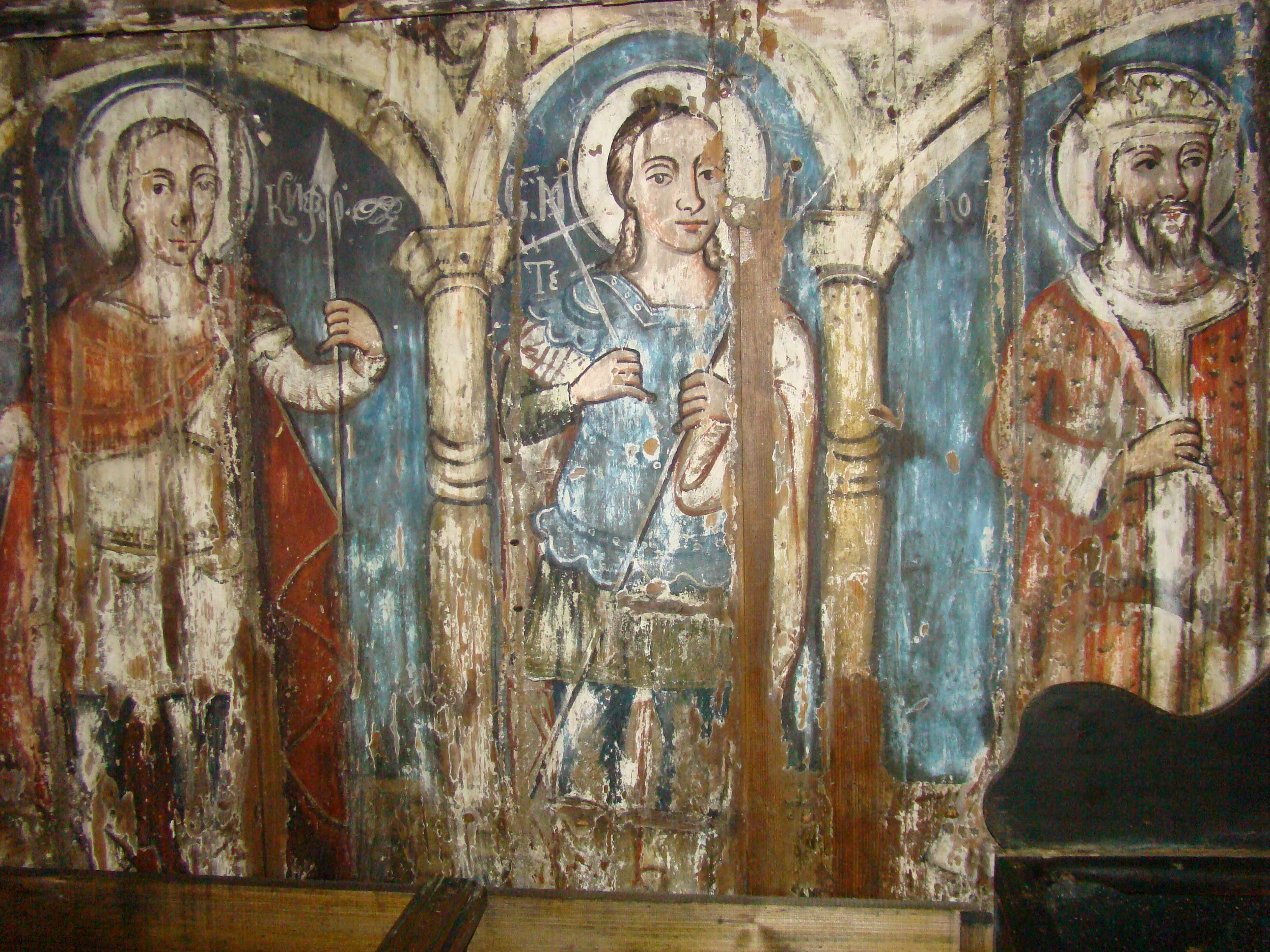
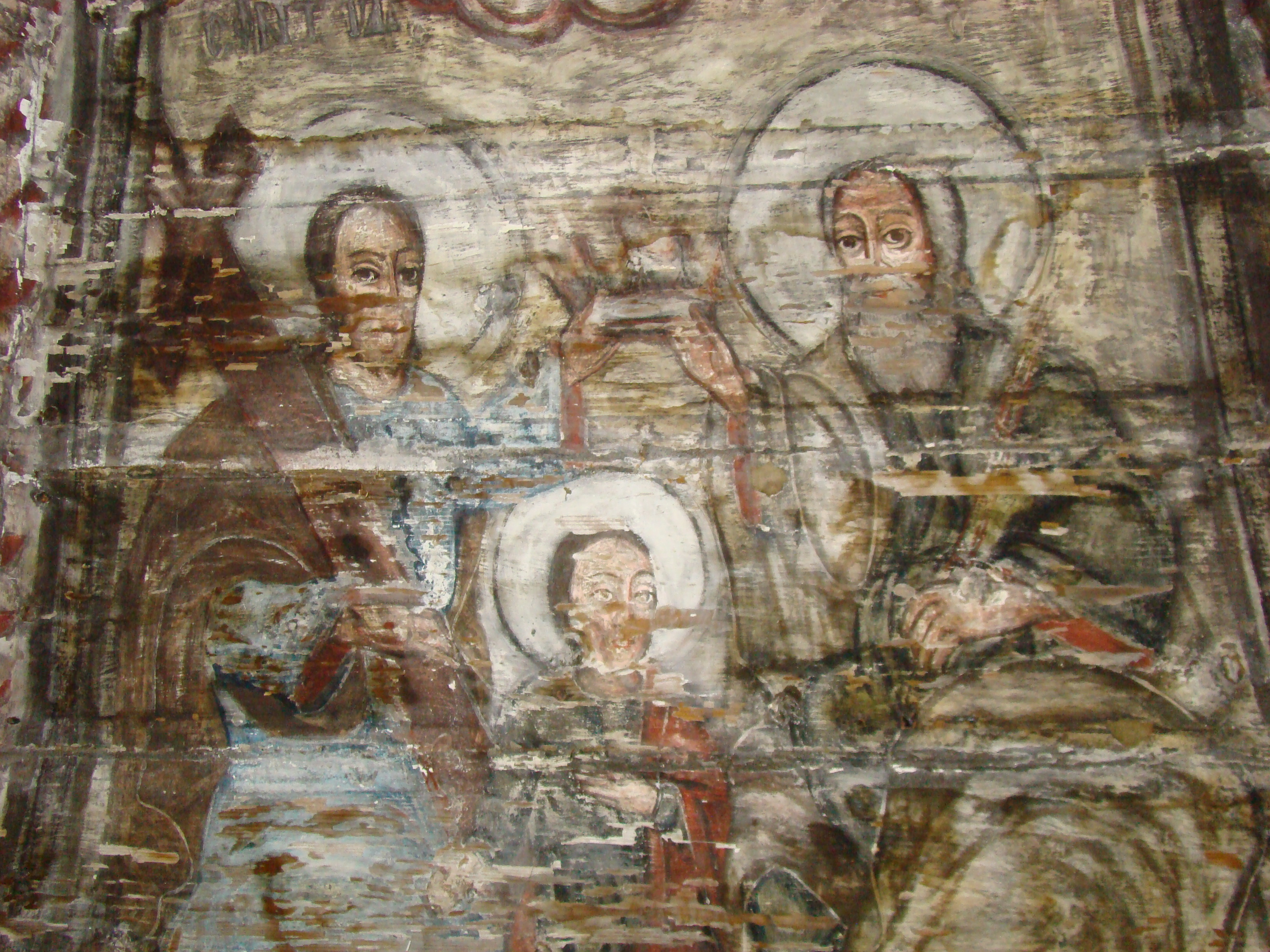
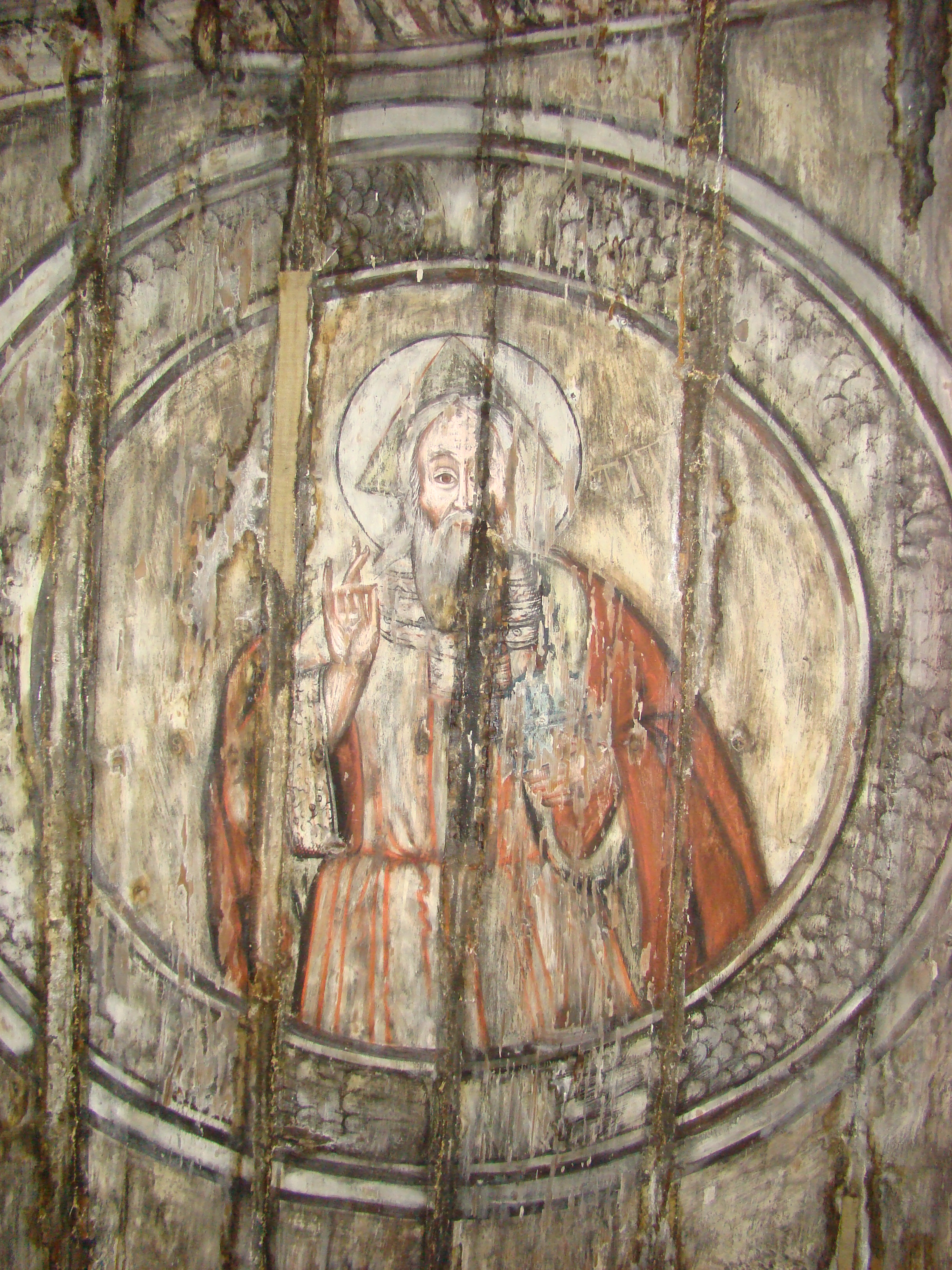
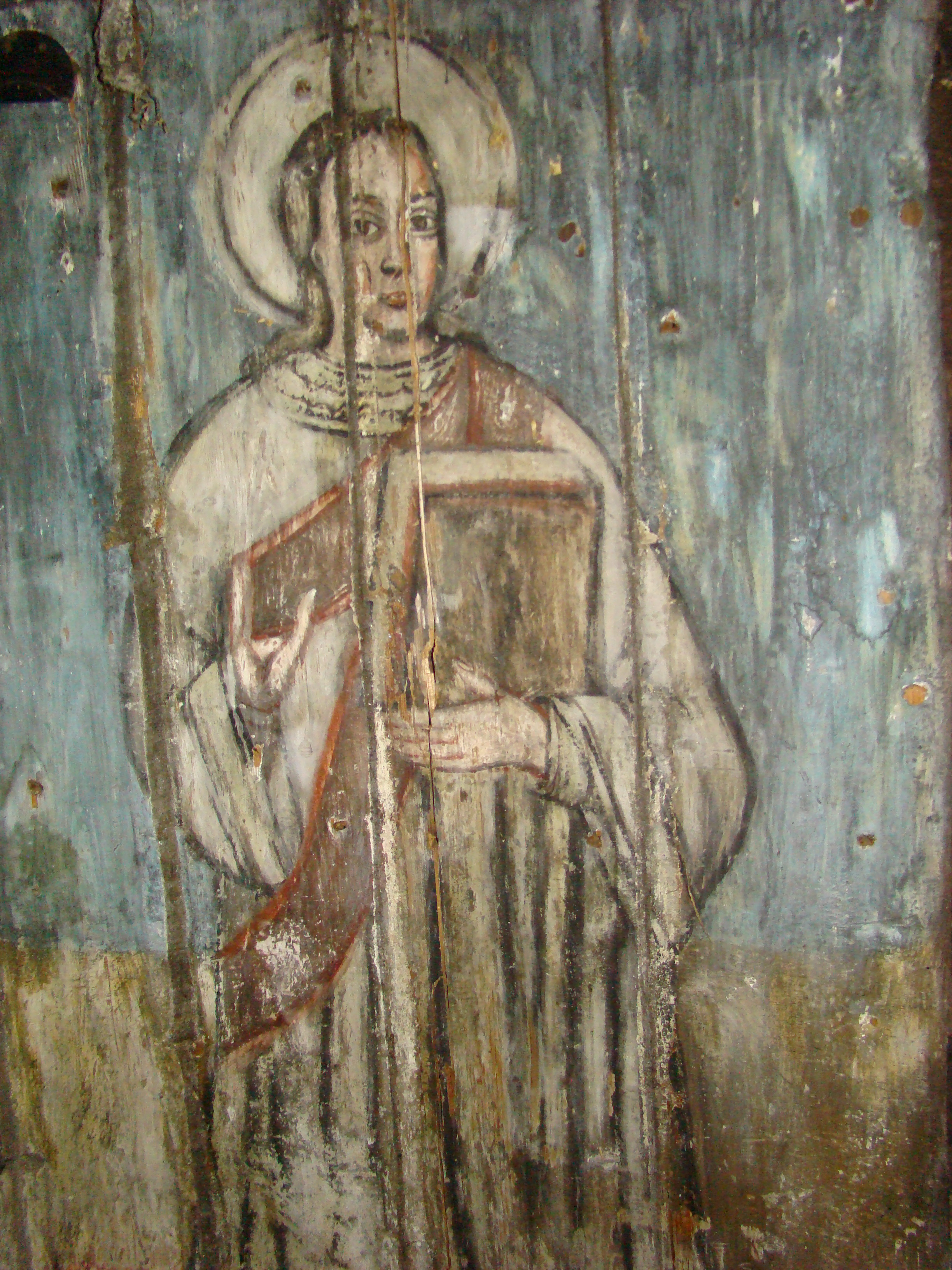
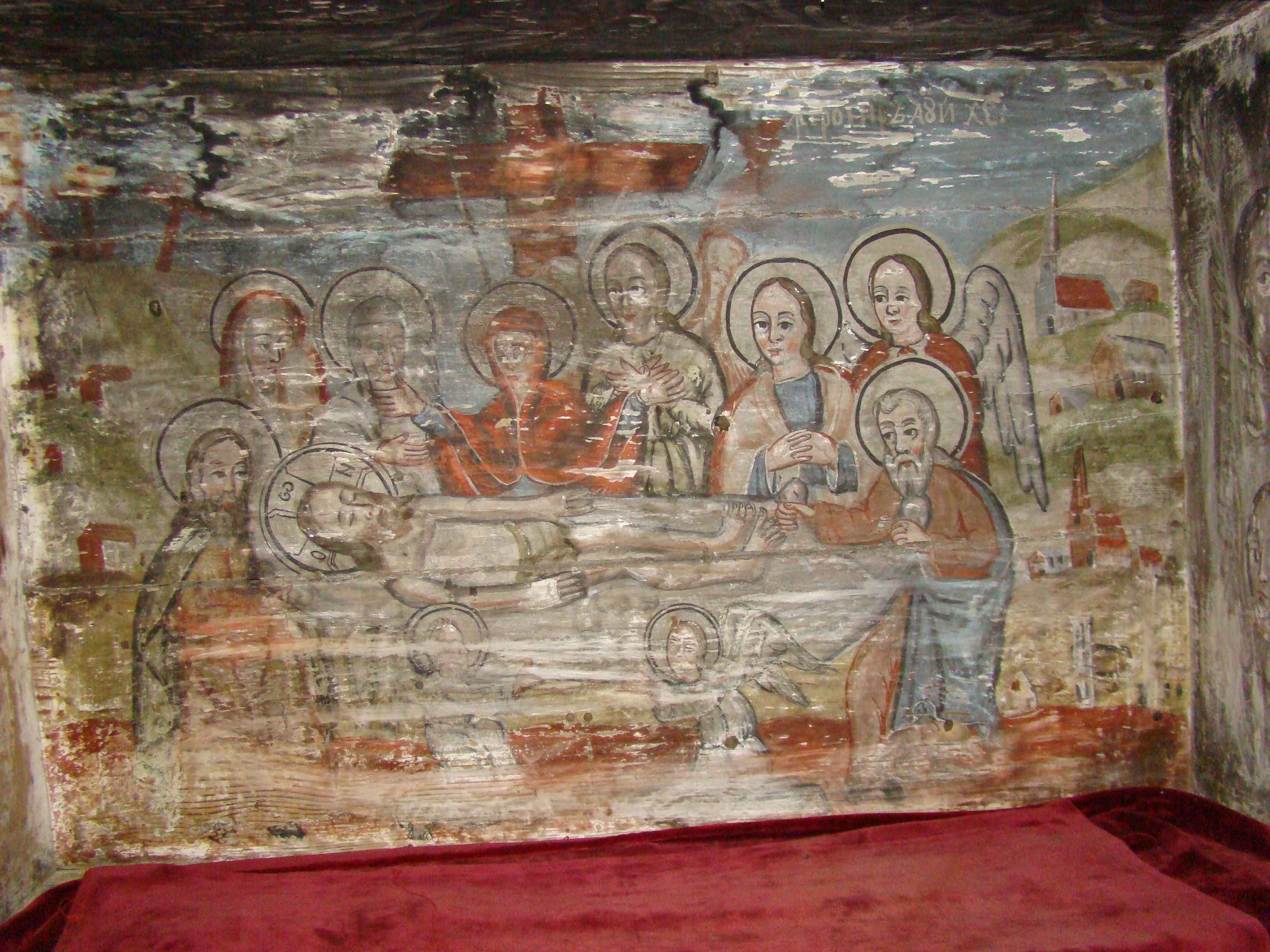
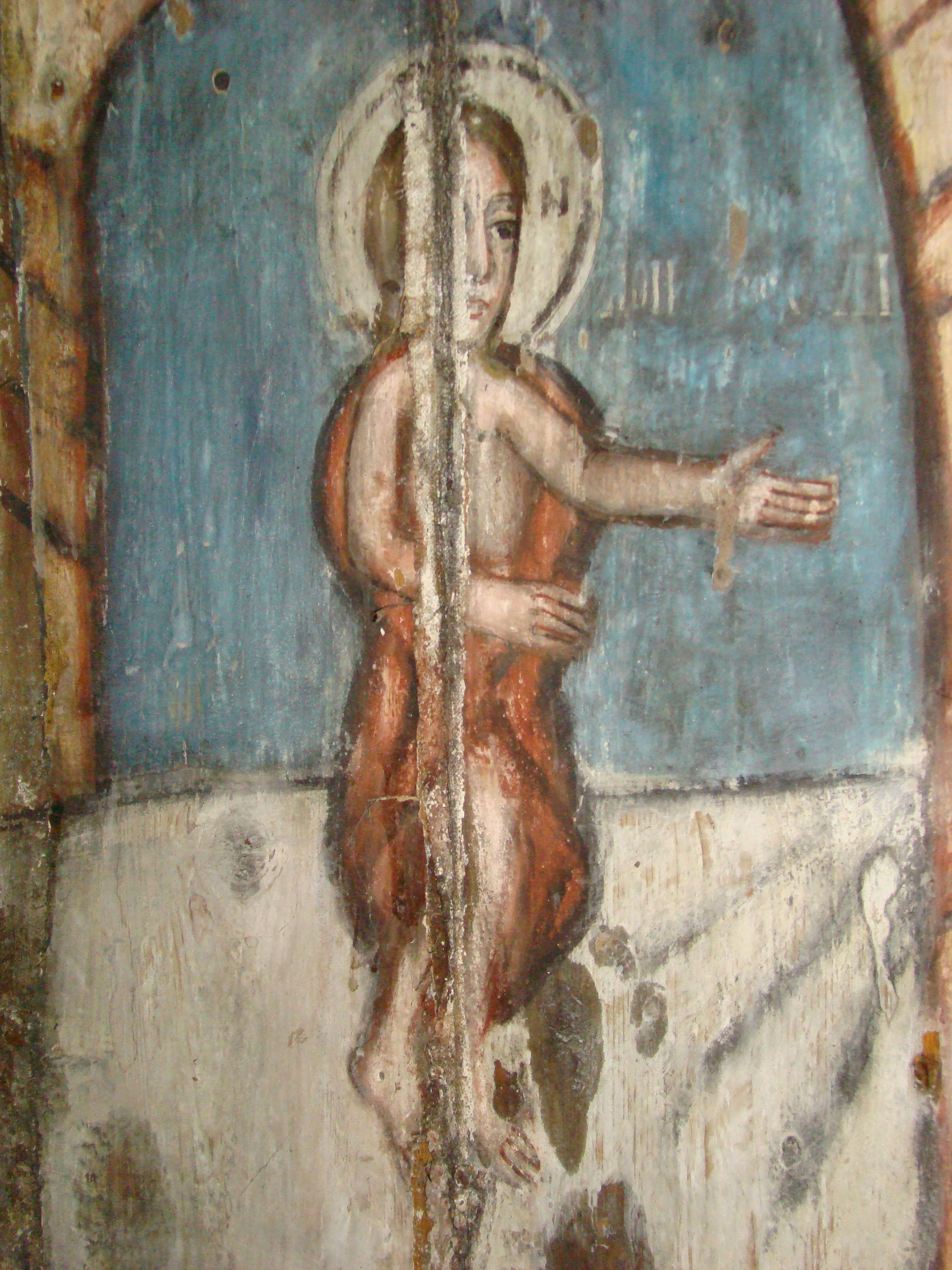
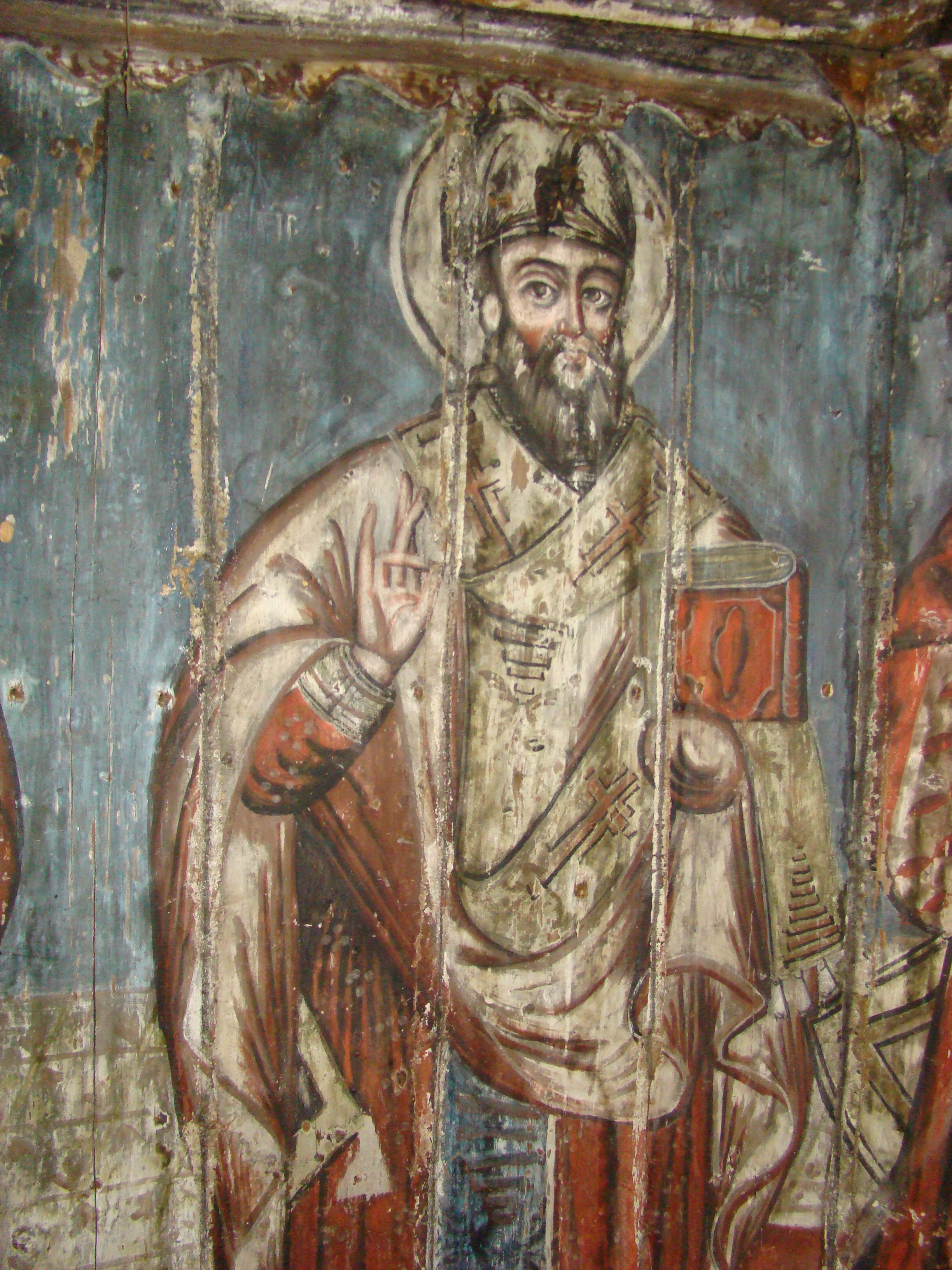
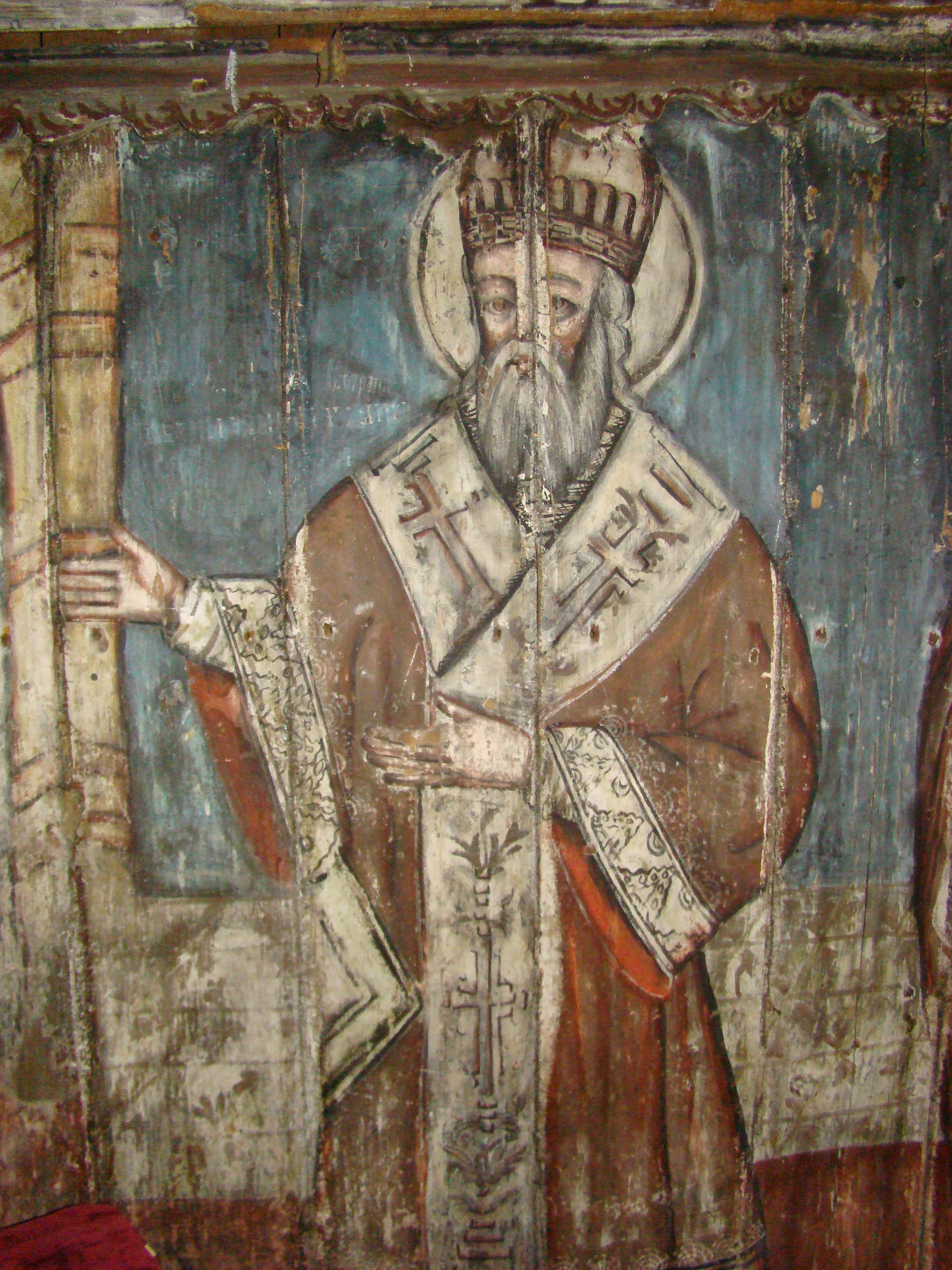
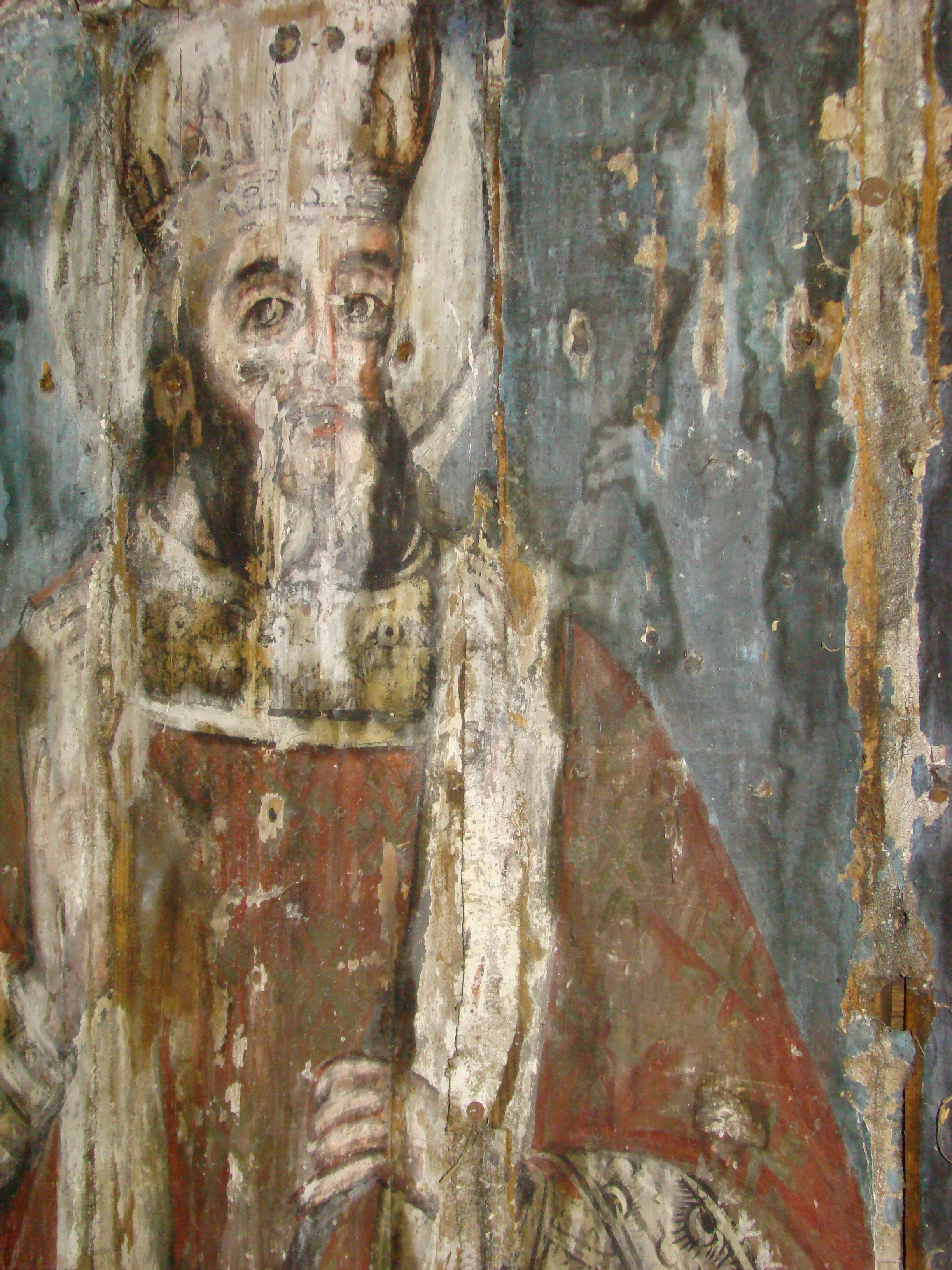
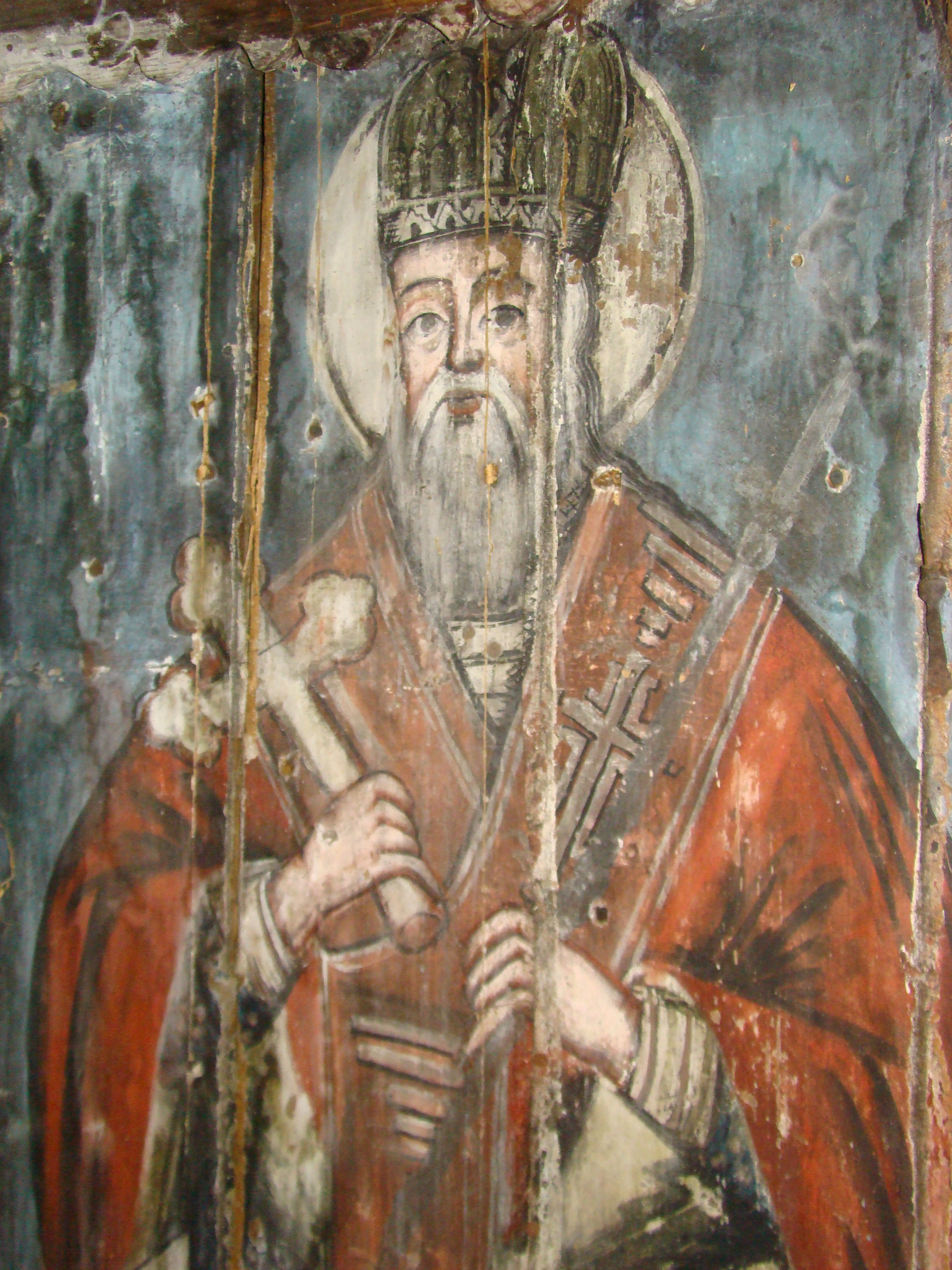
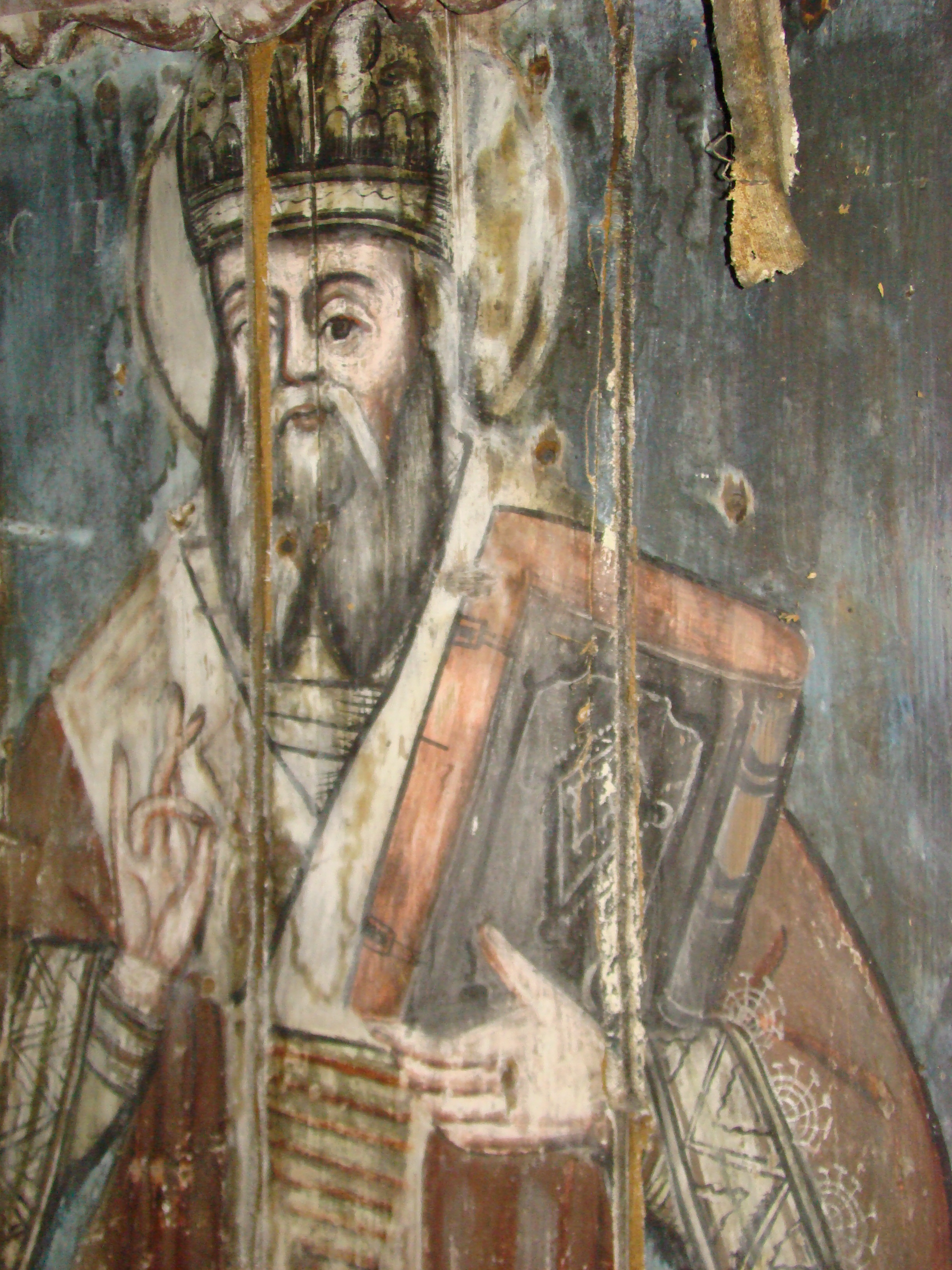
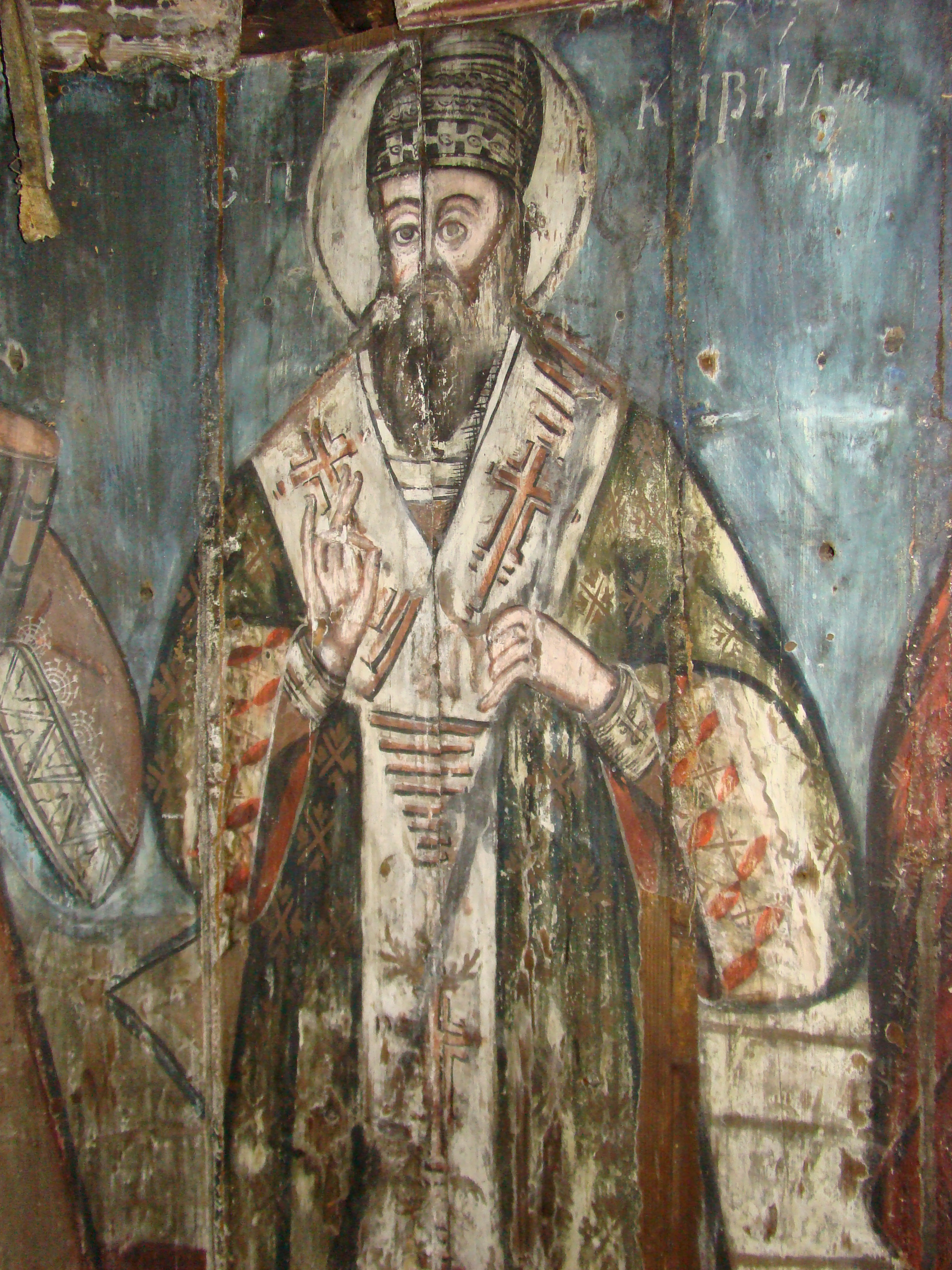
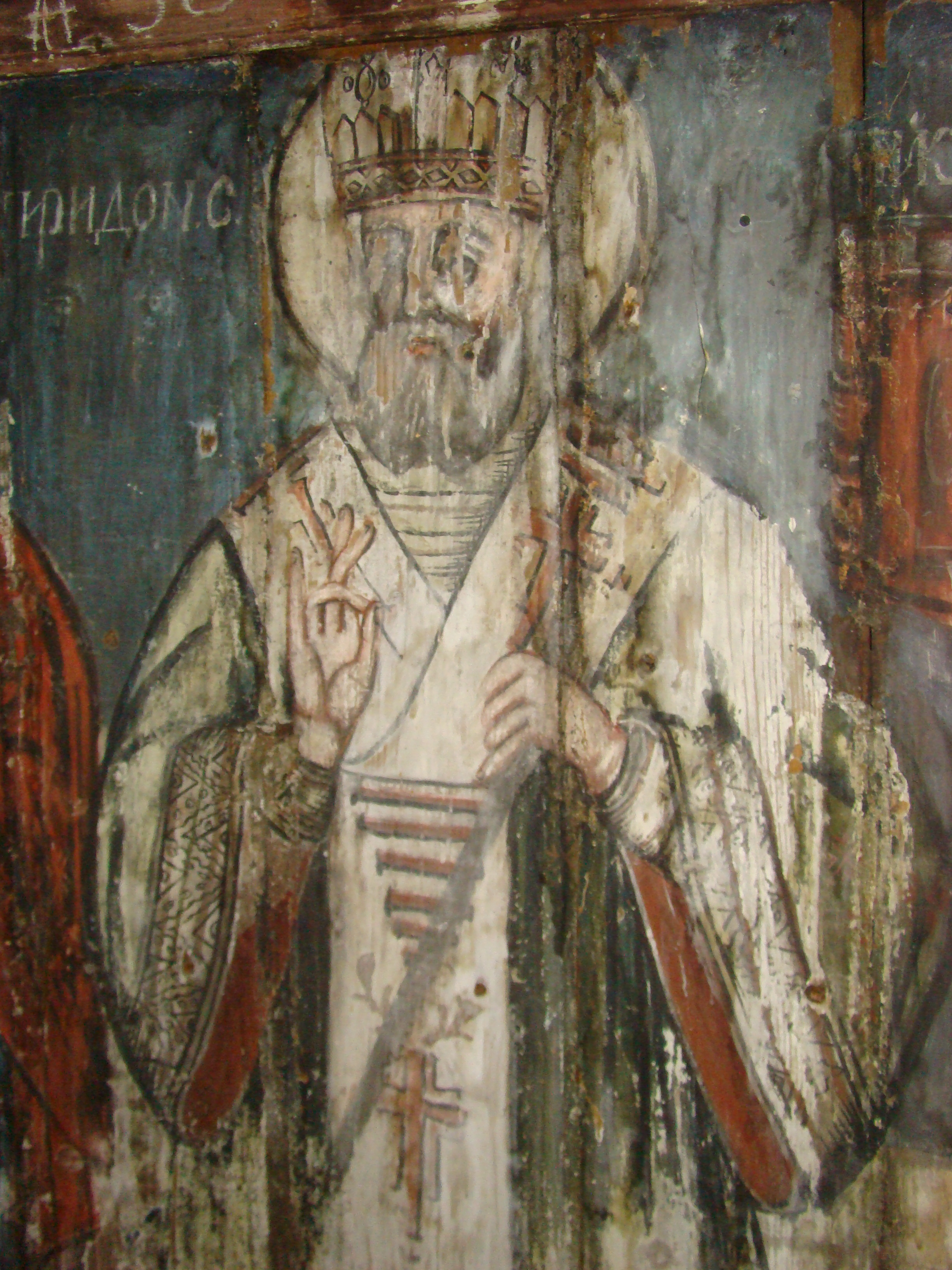
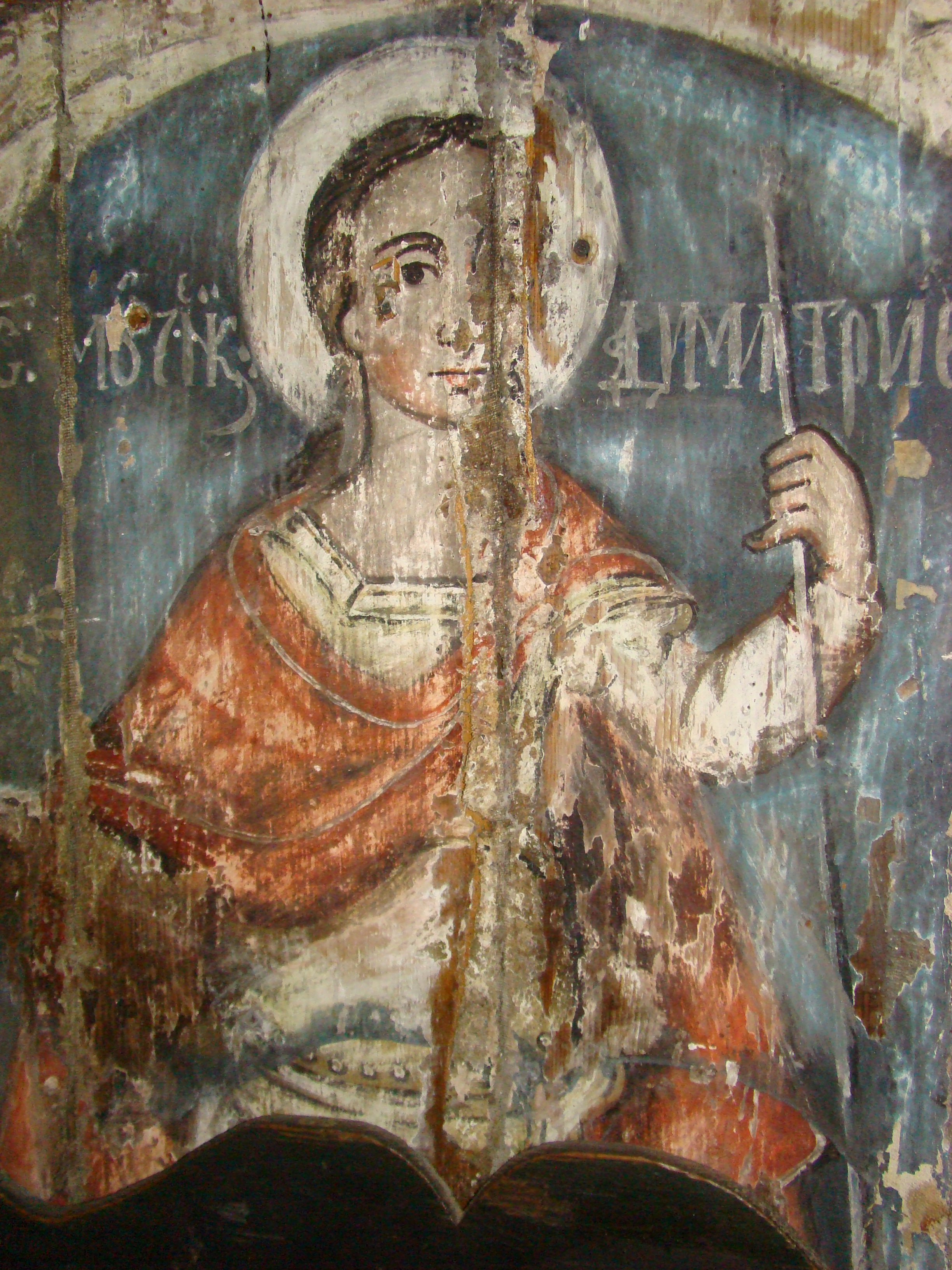
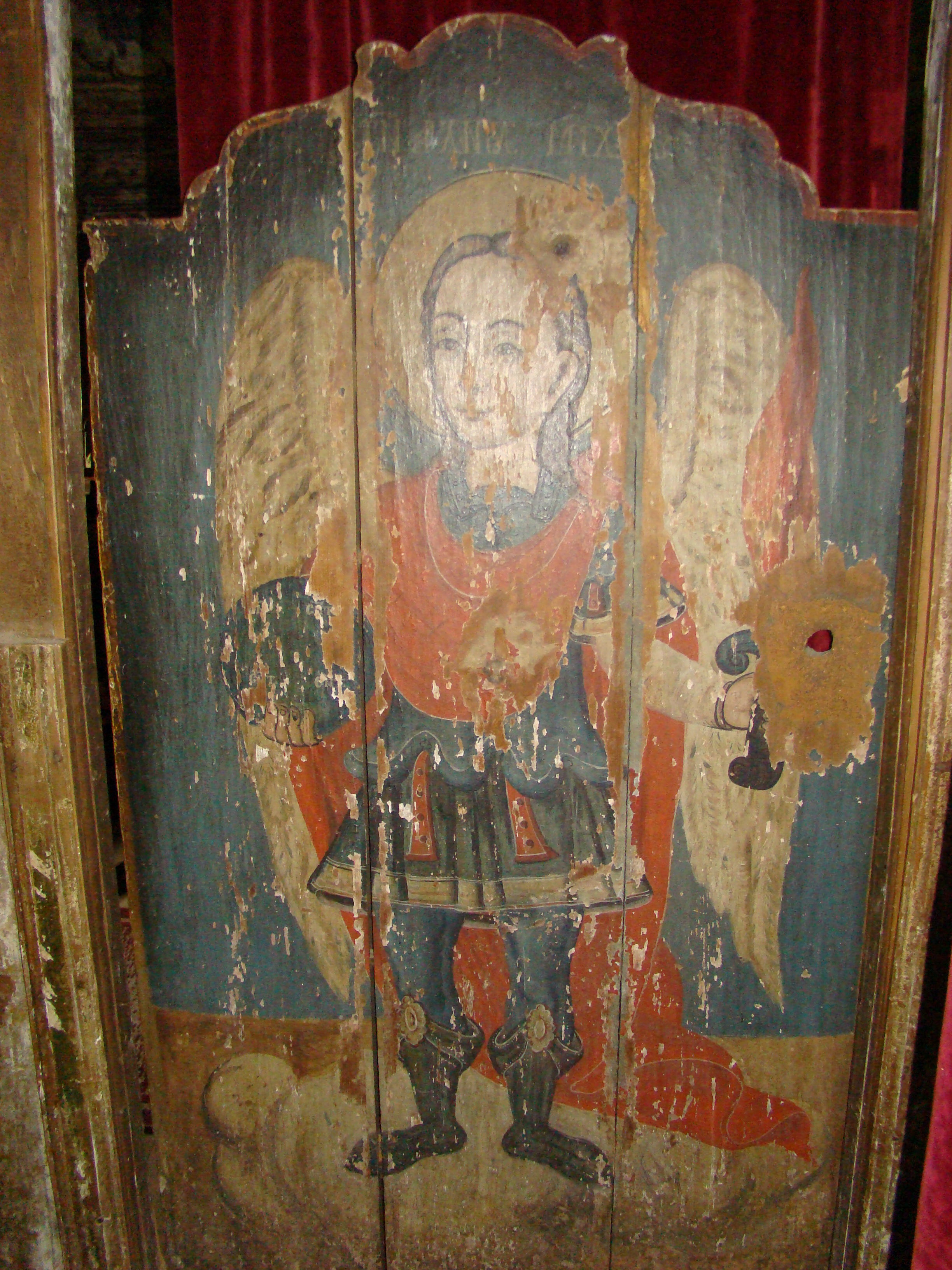
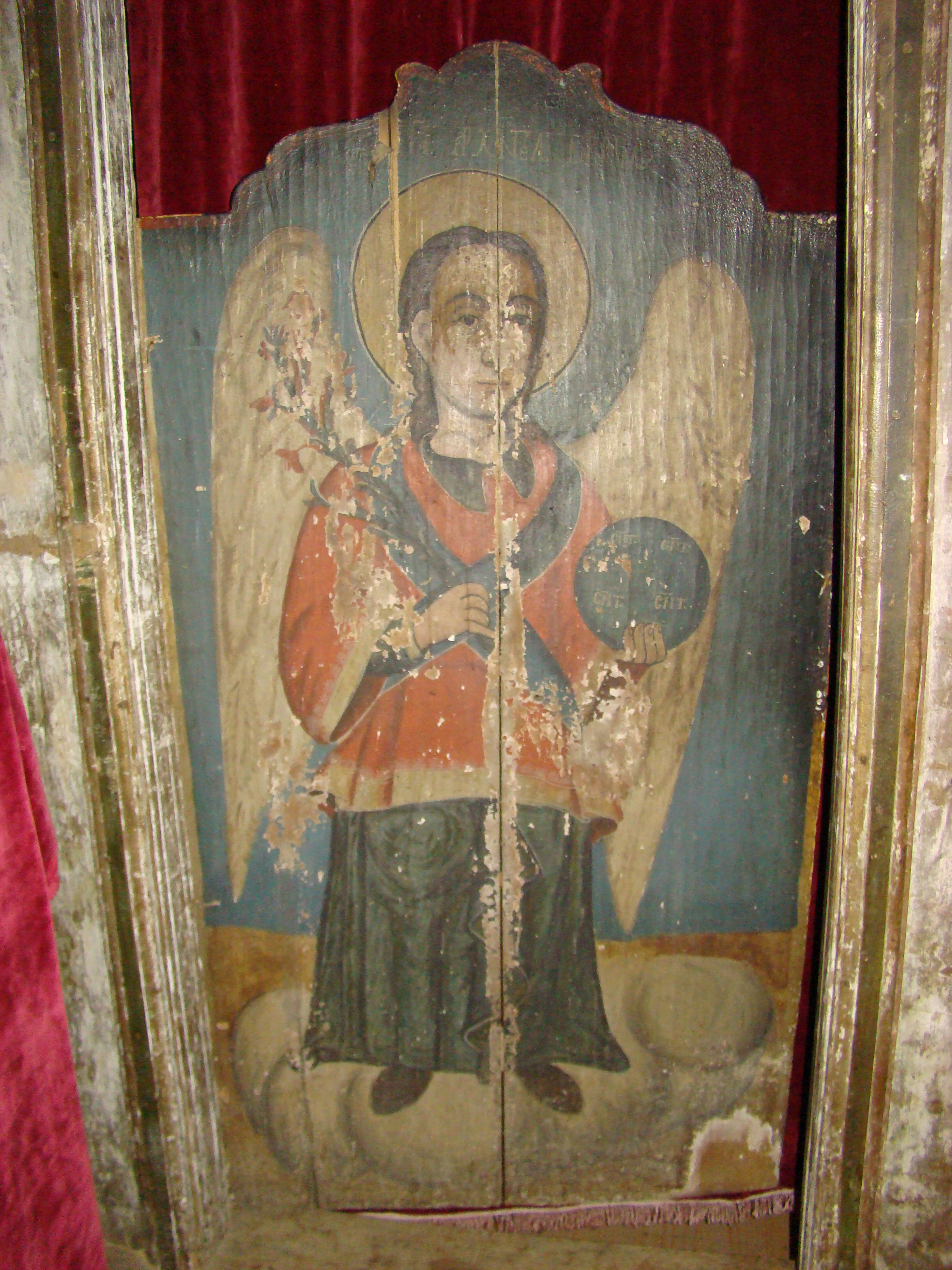
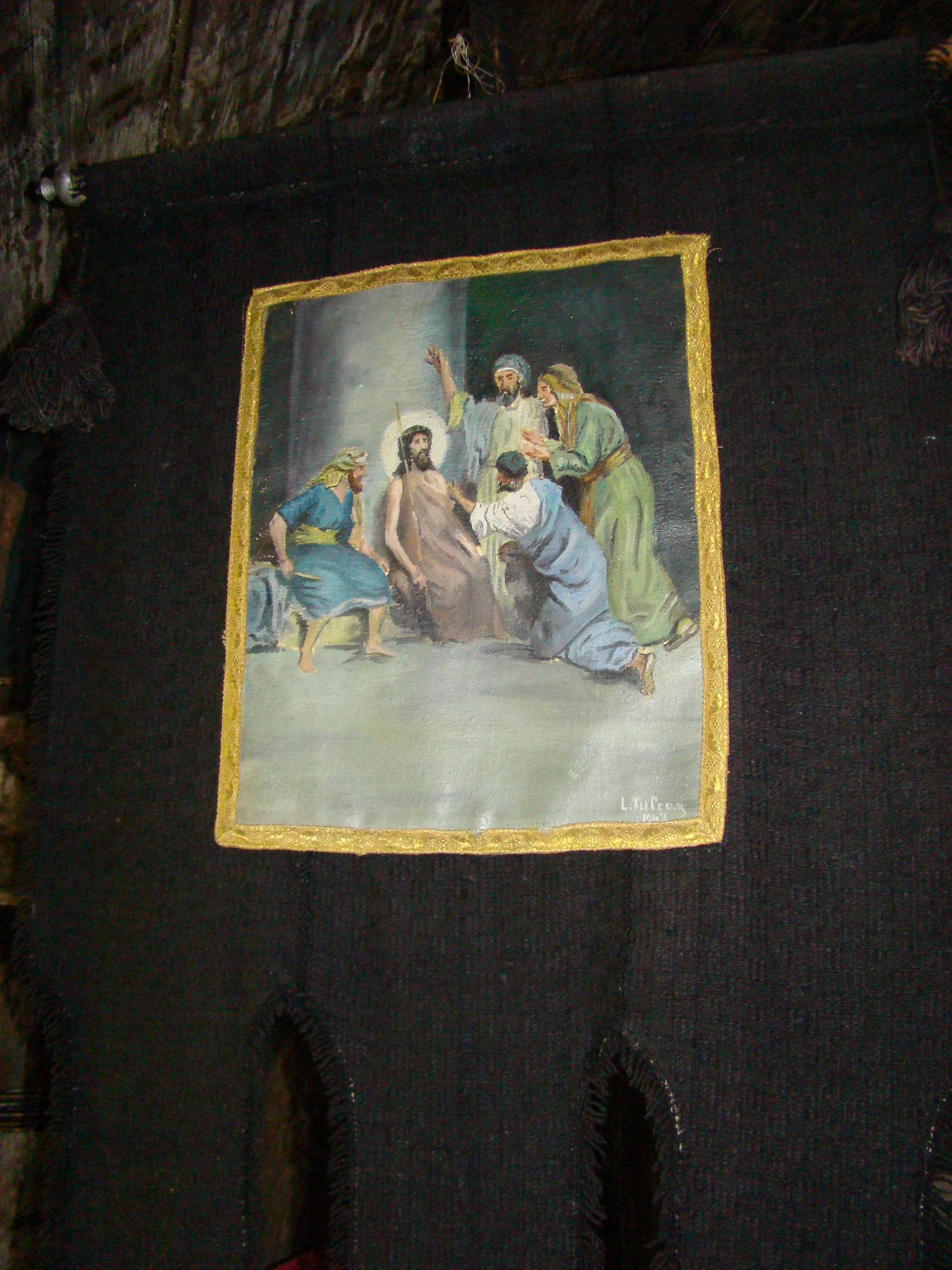
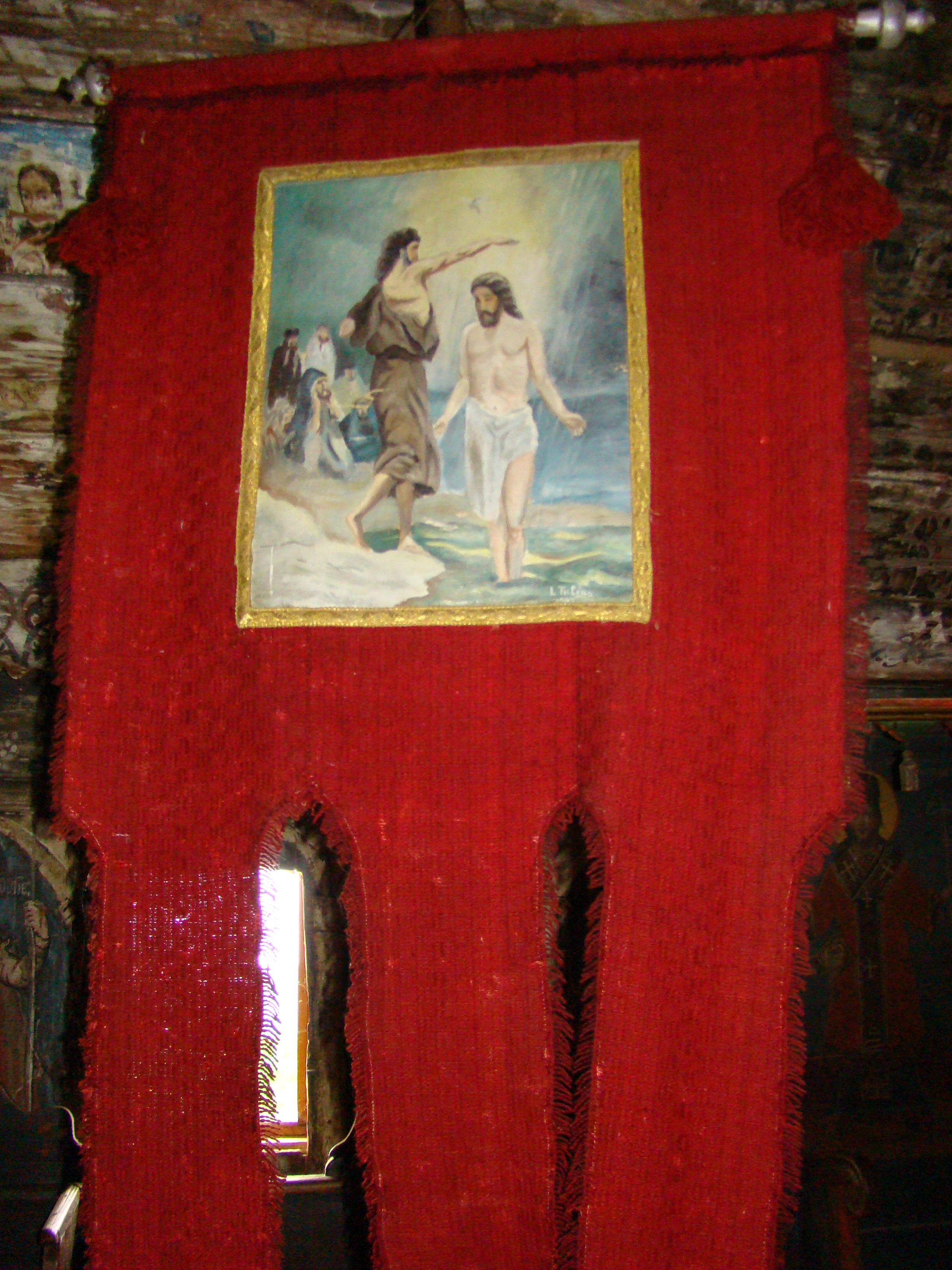

## Imagini din exterior

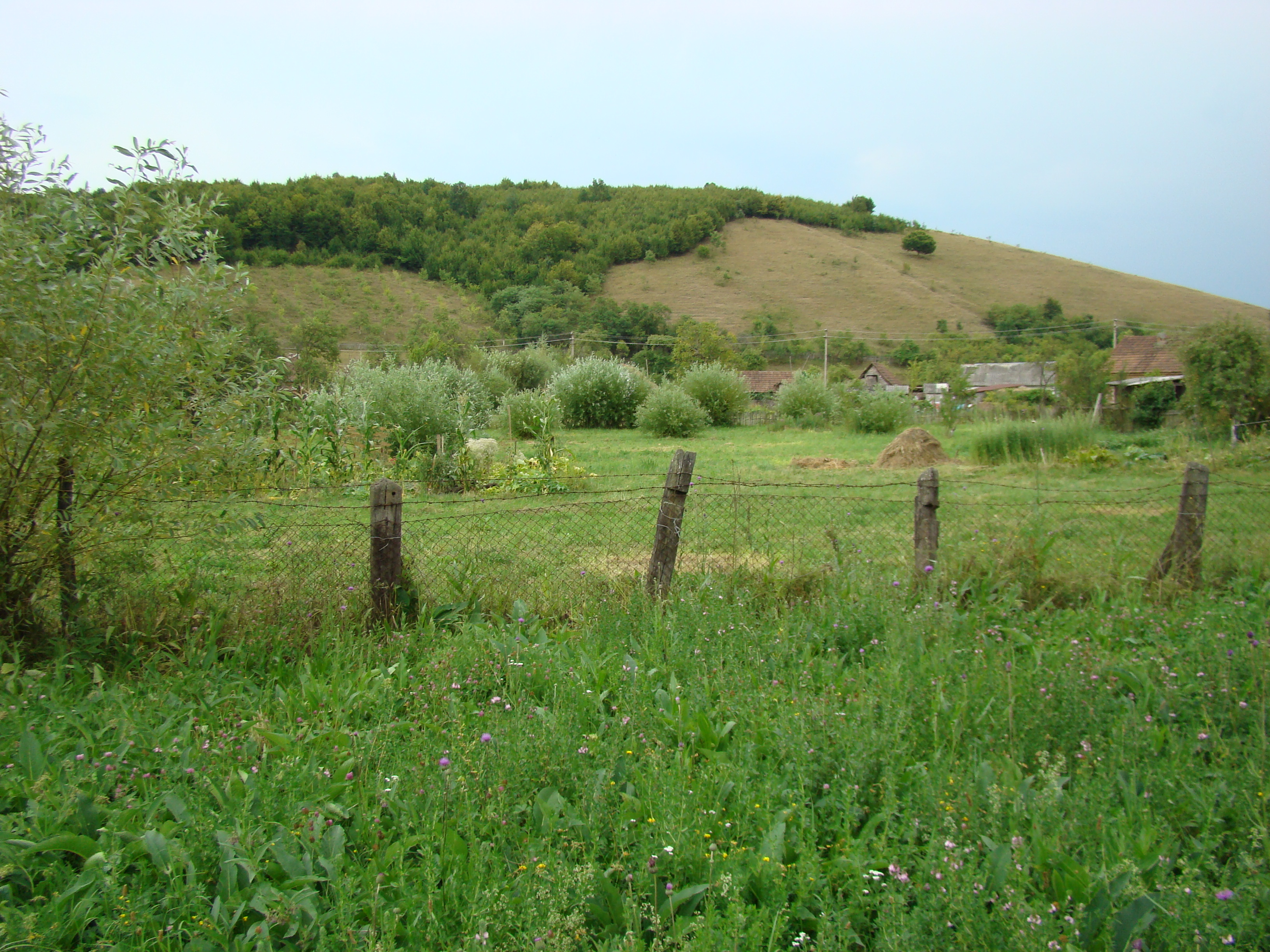
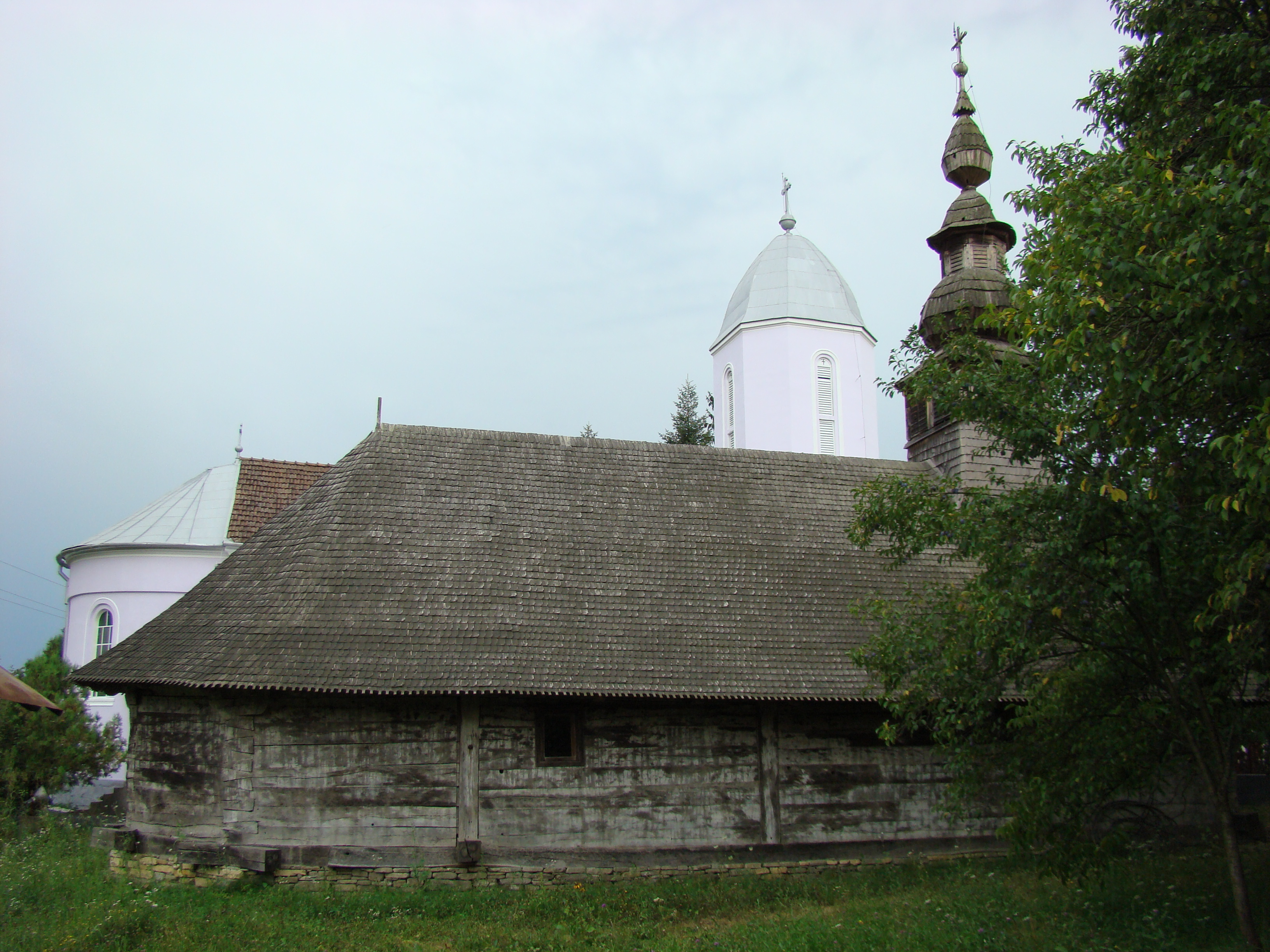
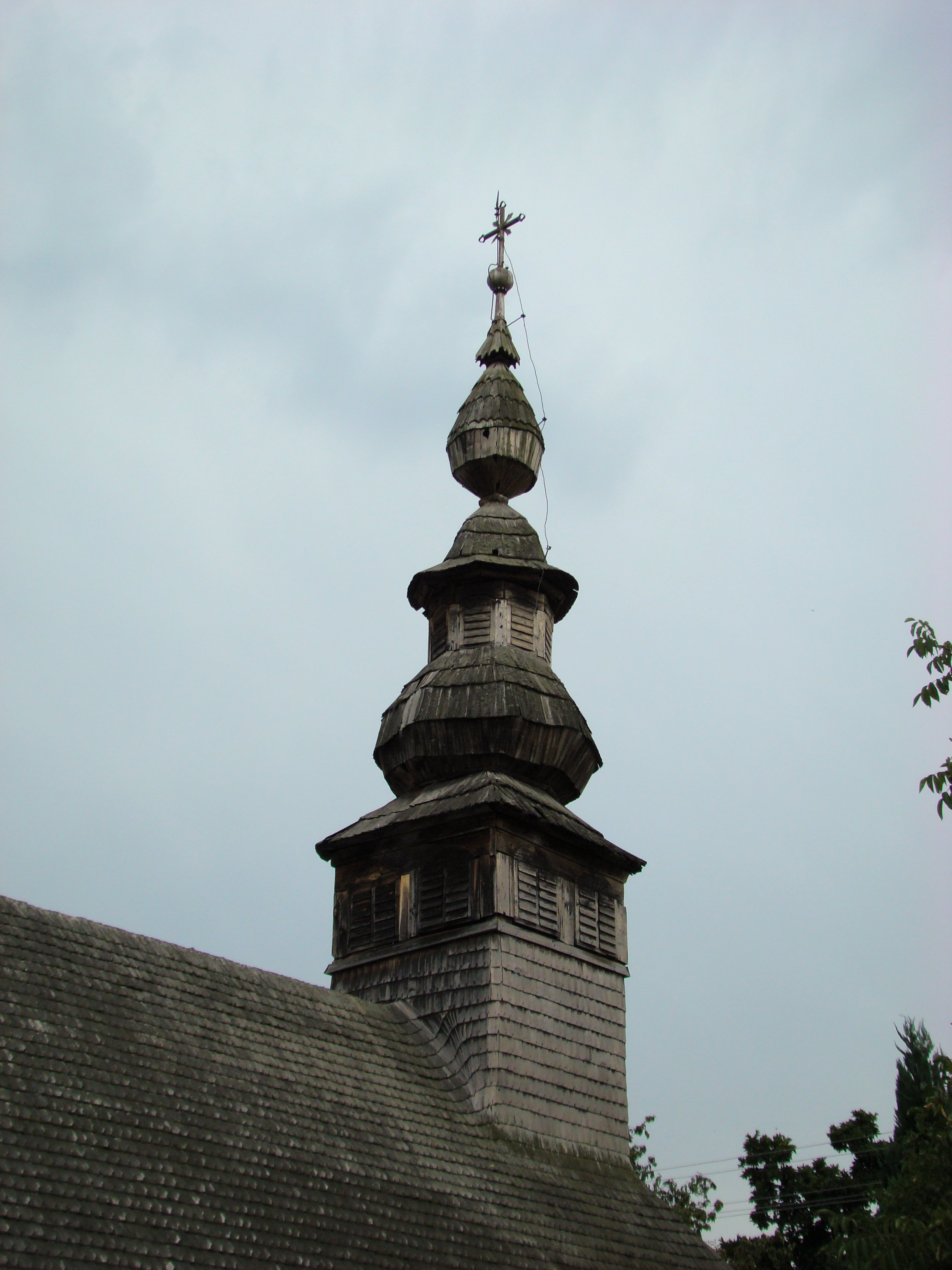
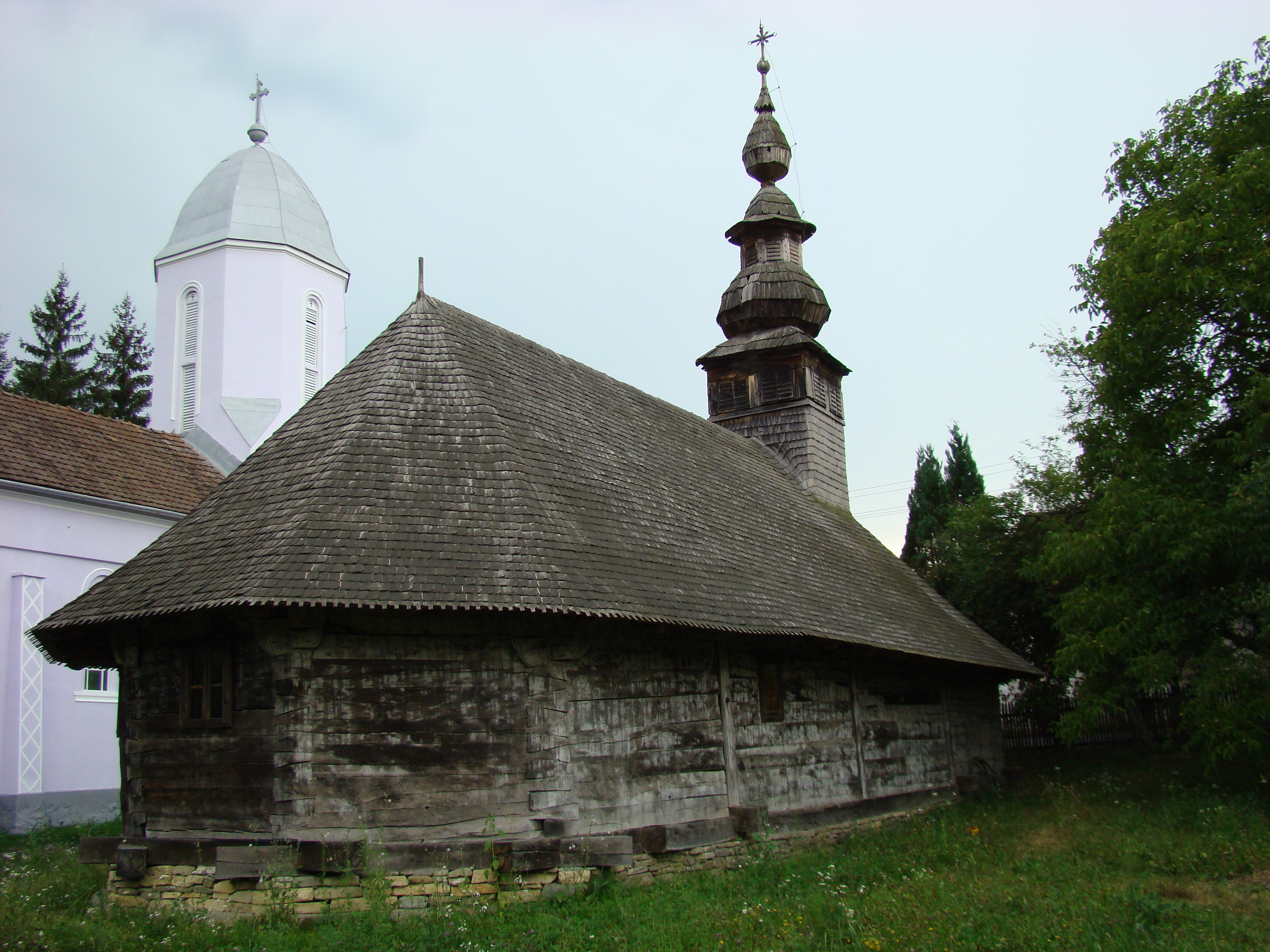
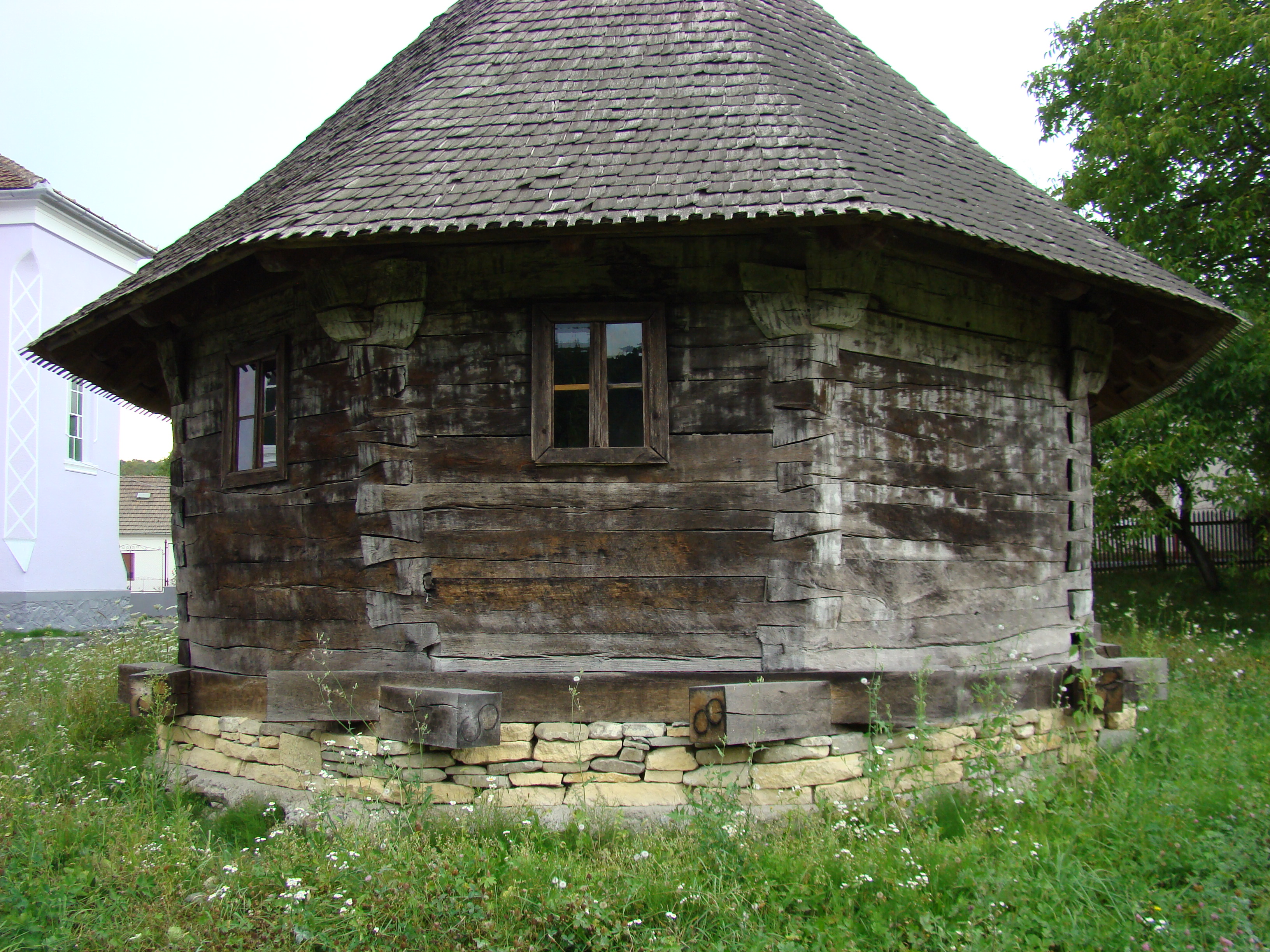
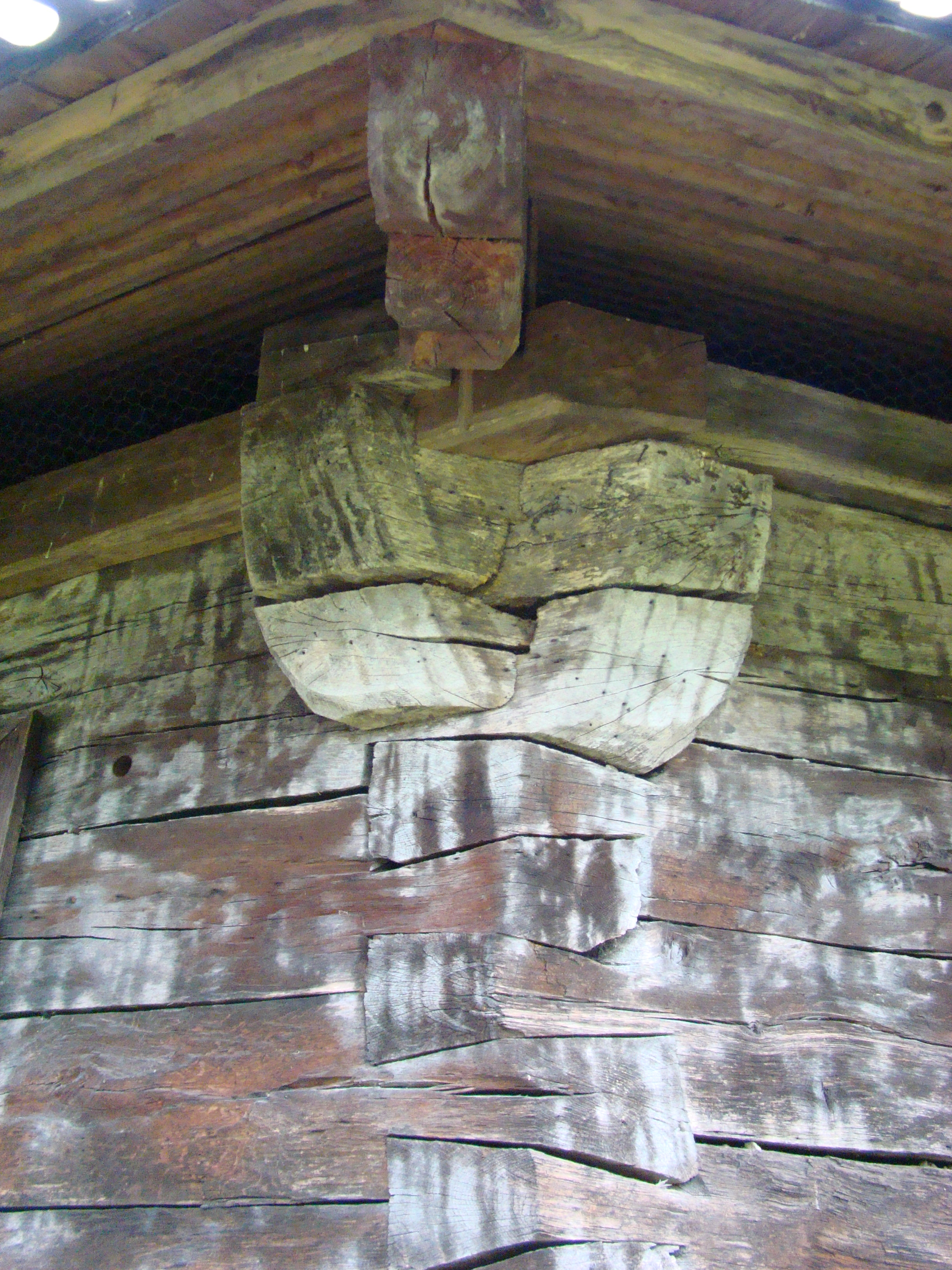
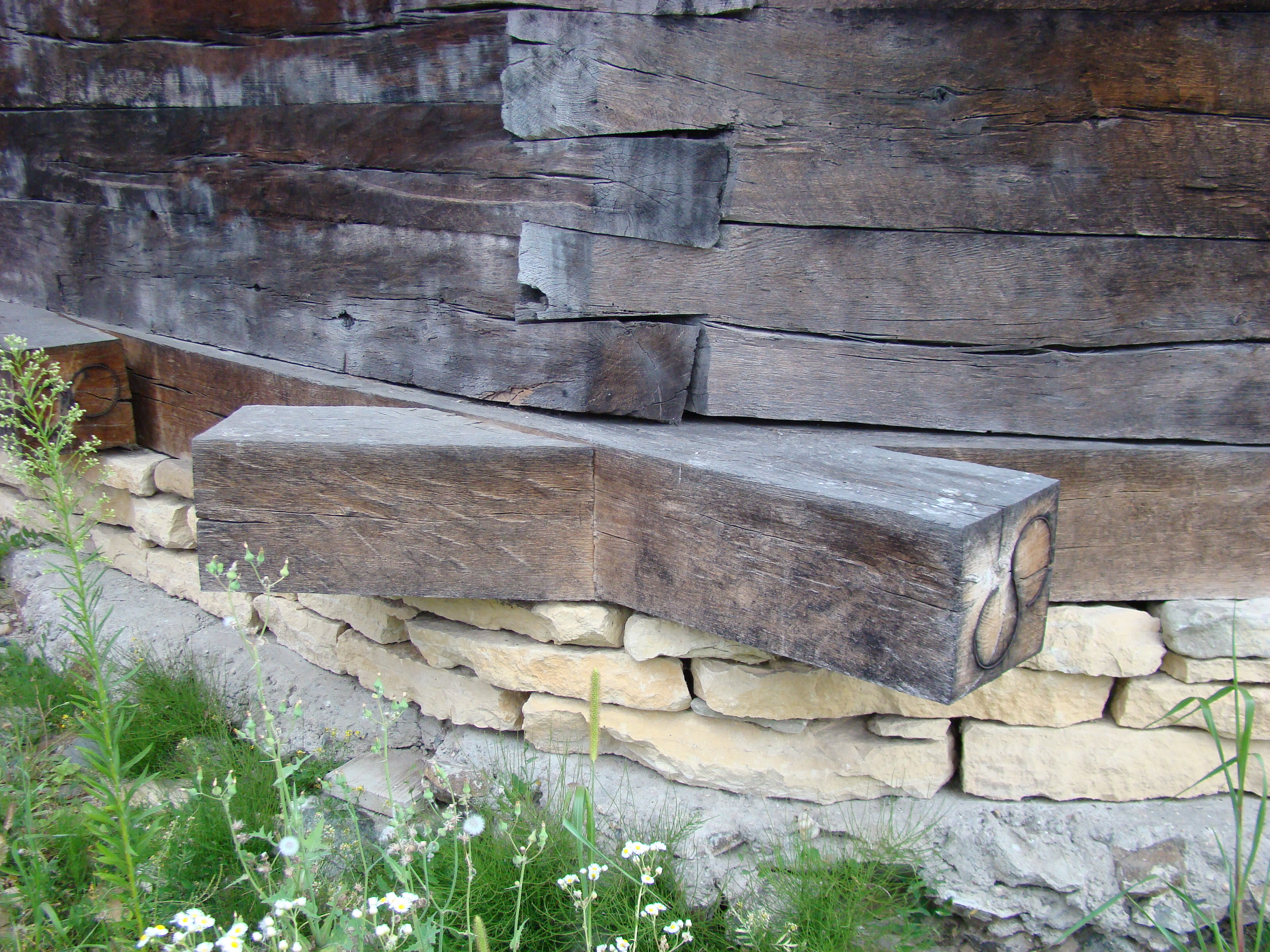
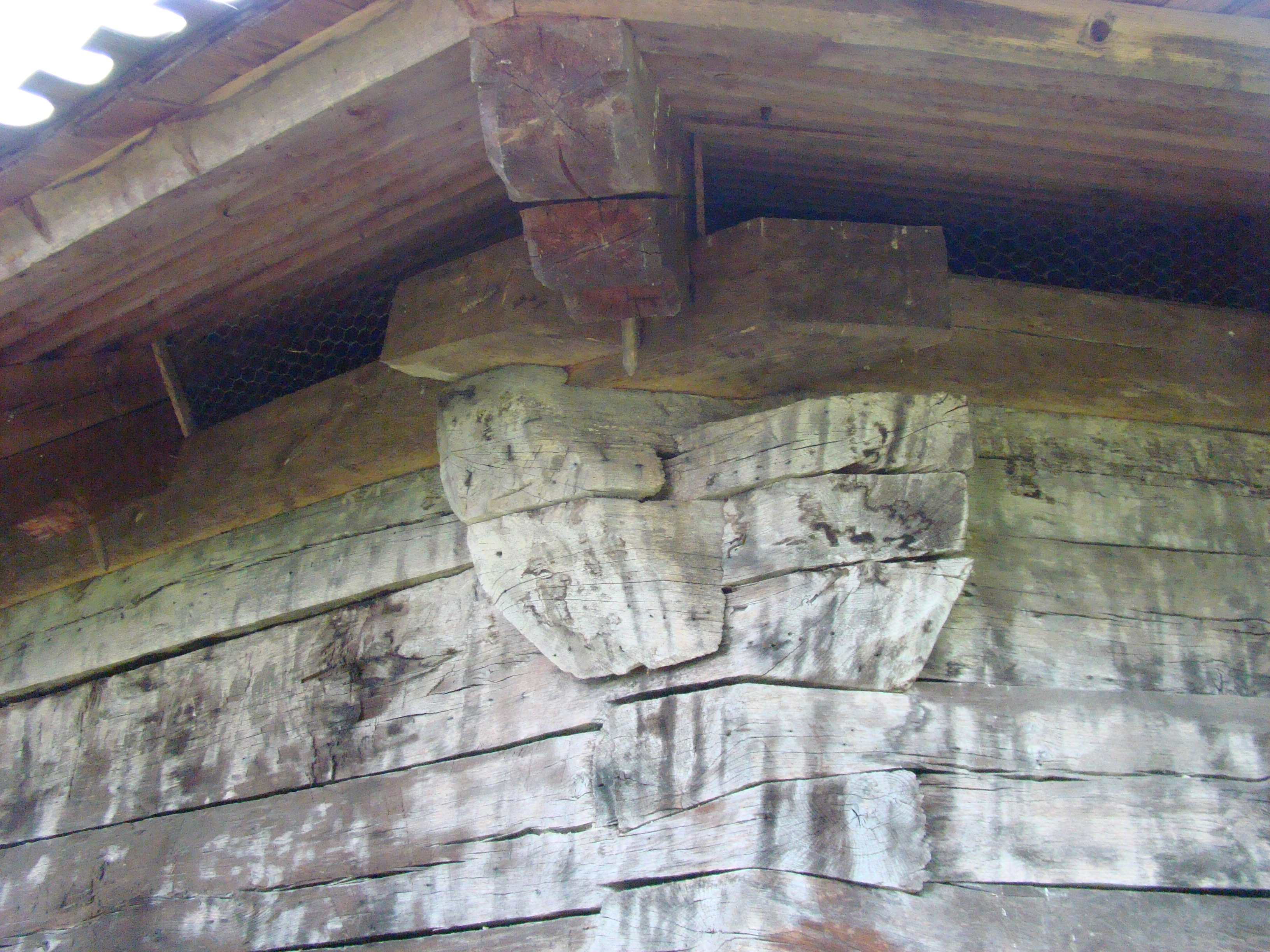
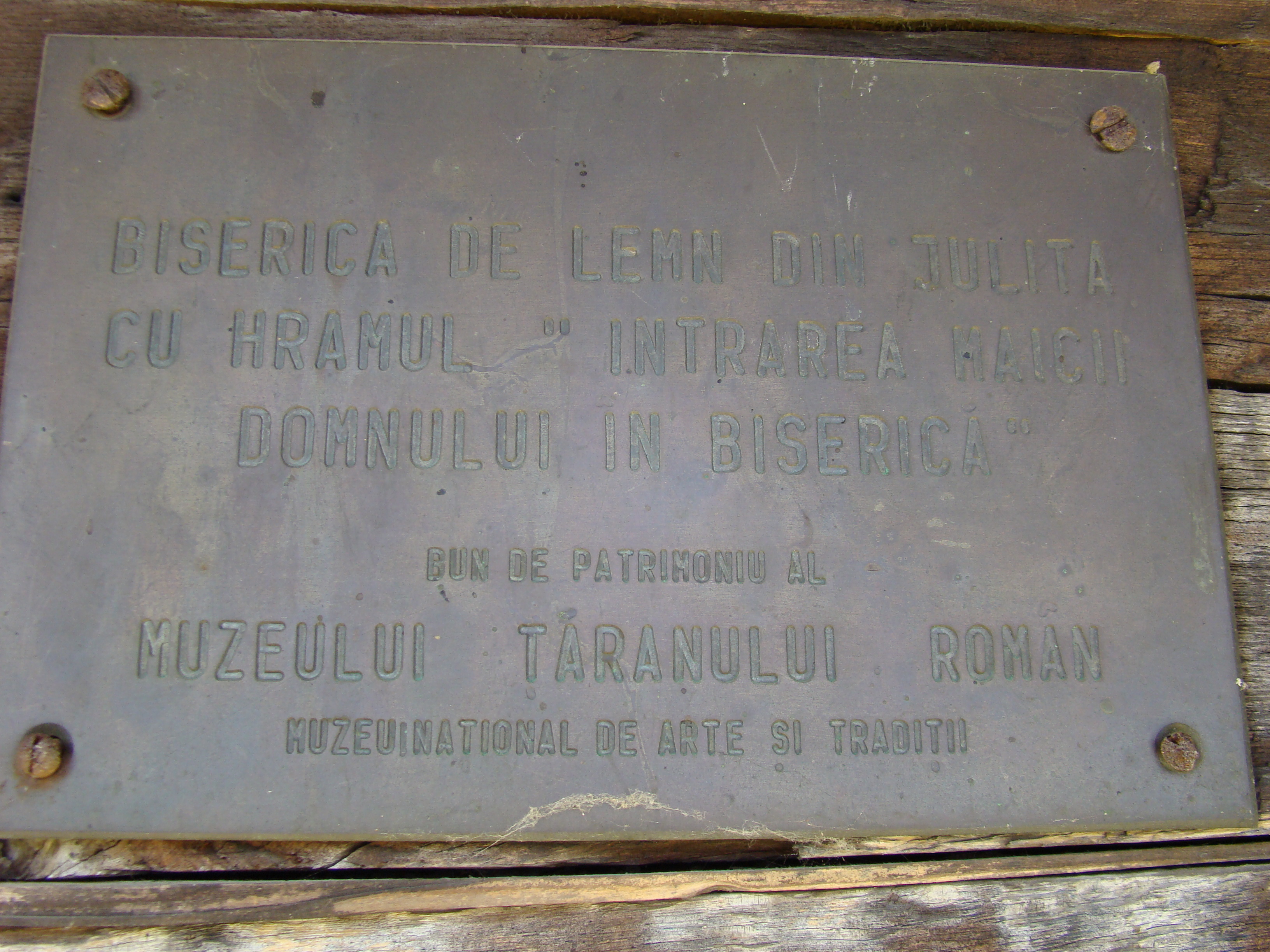
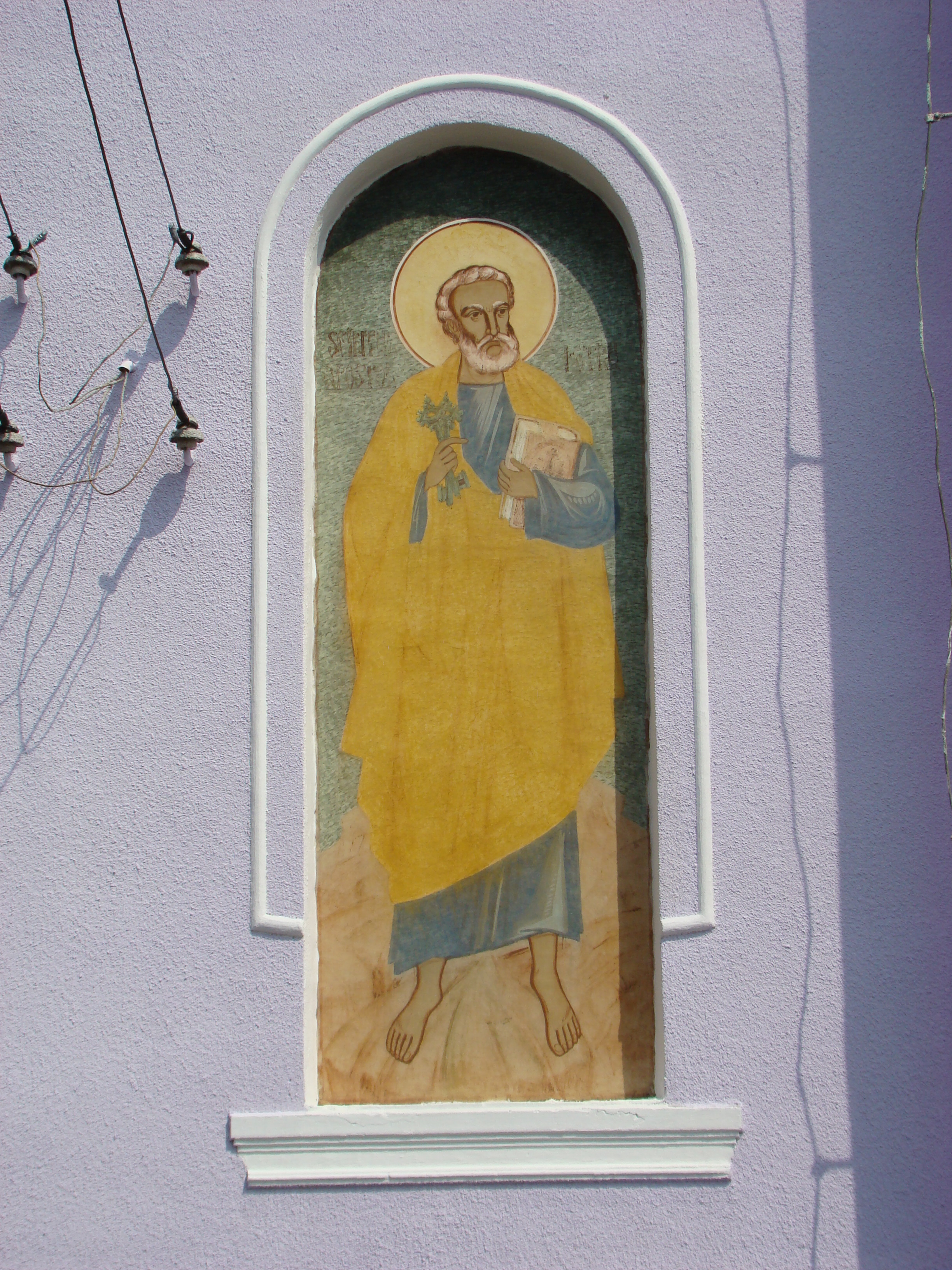
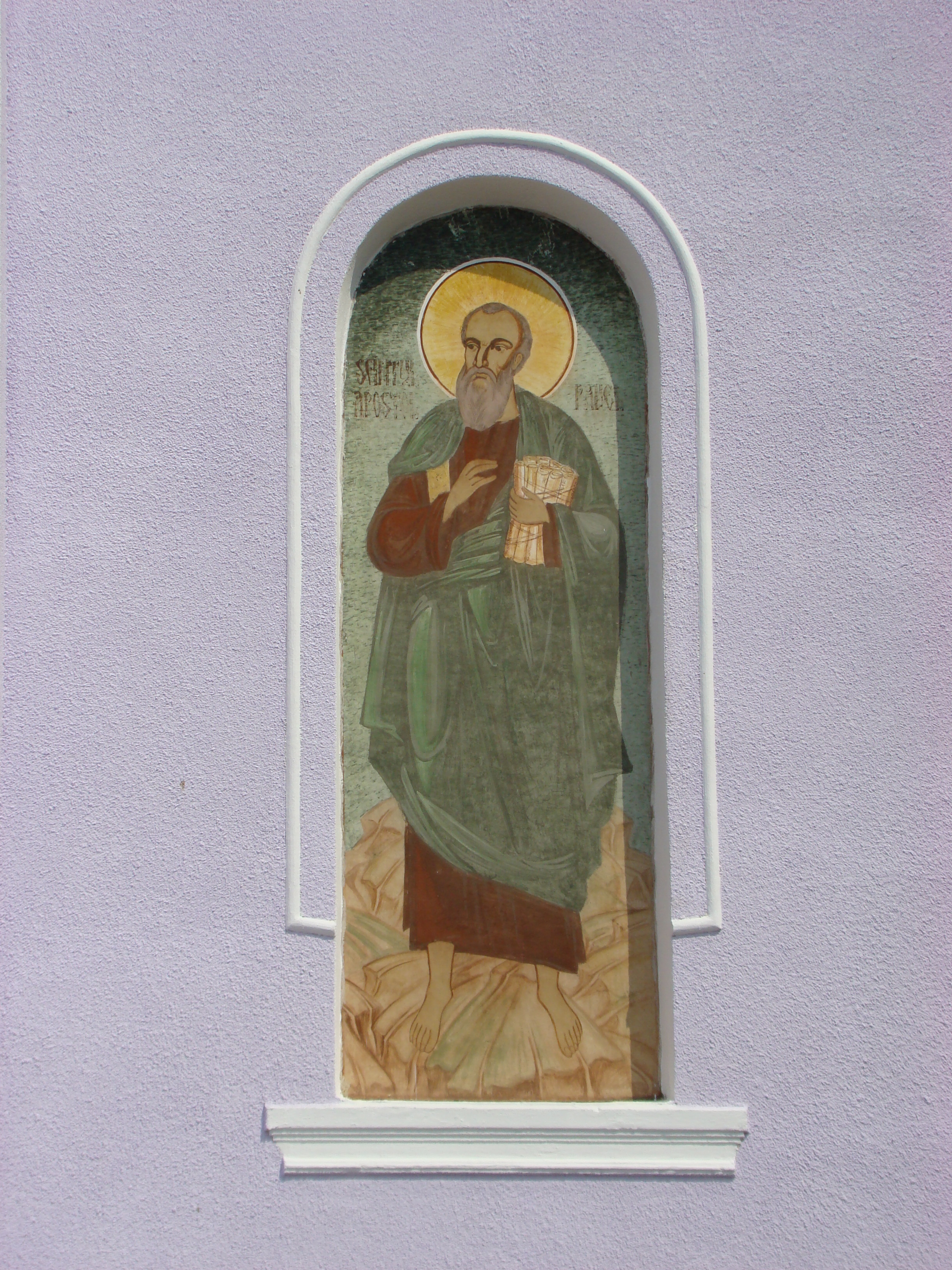
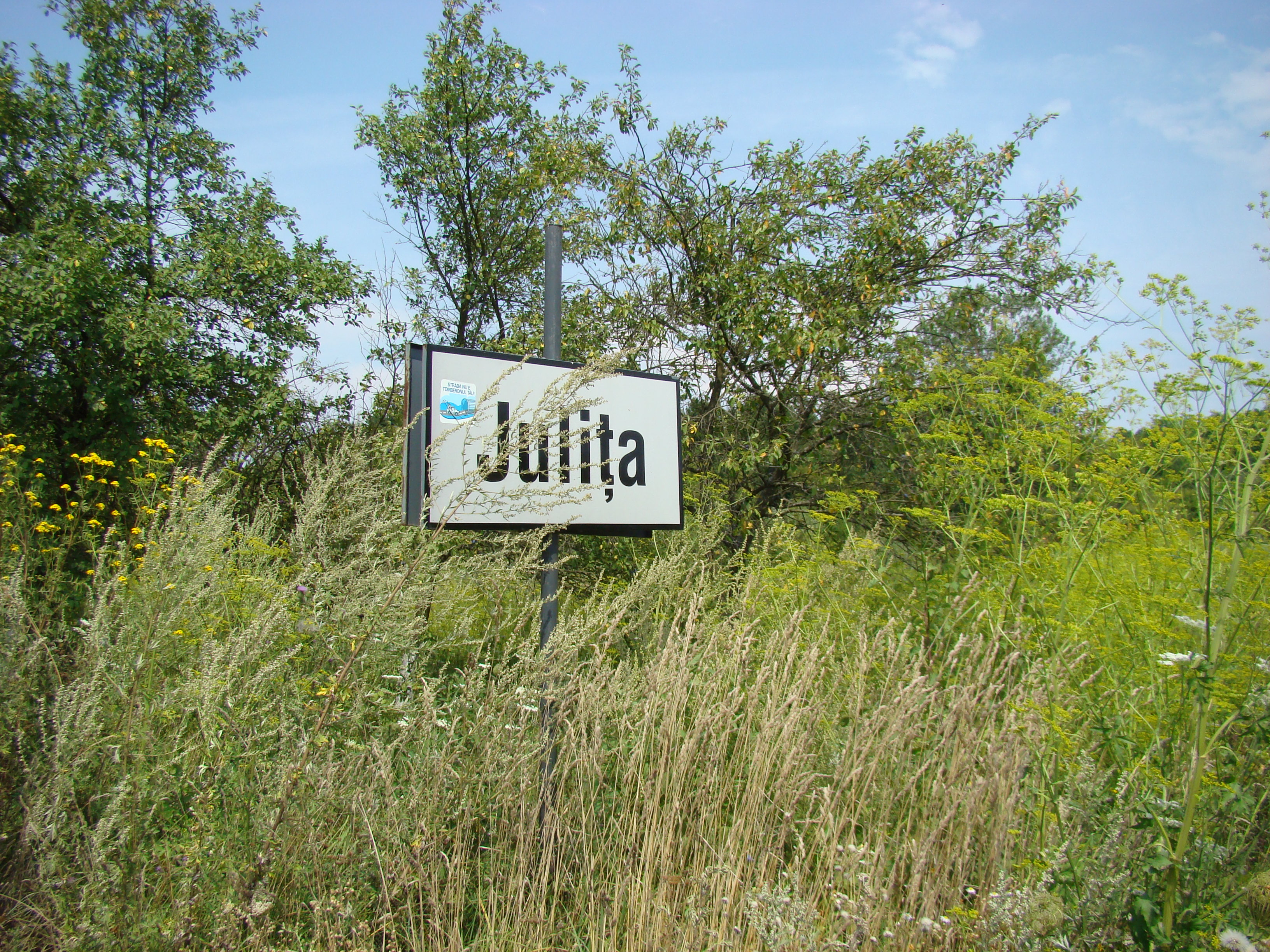